# Fontenay-Trésigny
Pour les articles homonymes, voir Fontenay.
Fontenay-Trésigny est une commune française située dans le département de Seine-et-Marne, en région Île-de-France.

## Géographie

### Localisation
La commune est située à 52 km au sud-est de Paris, à 24 km au nord-est de Melun, à 28 km au sud de Meaux et à 36 km au nord-ouest de Provins. Elle se situe en Brie, au centre de la Seine-et-Marne.

### Communes limitrophes
| - OpenStreetMap Limite communale |

Une particularité de l'agglomération trésifontaine est qu'une partie est située sur le territoire de la commune de Marles-en-Brie, secteur enclavé au sud de la RN 4, entre la rue Pillot à l'ouest et l'avenue du Général Leclerc à l'est. La limite longe le stade Orly et se situe à proximité du boulevard Étienne Hardy.

### Géologie et relief

#### Géologie

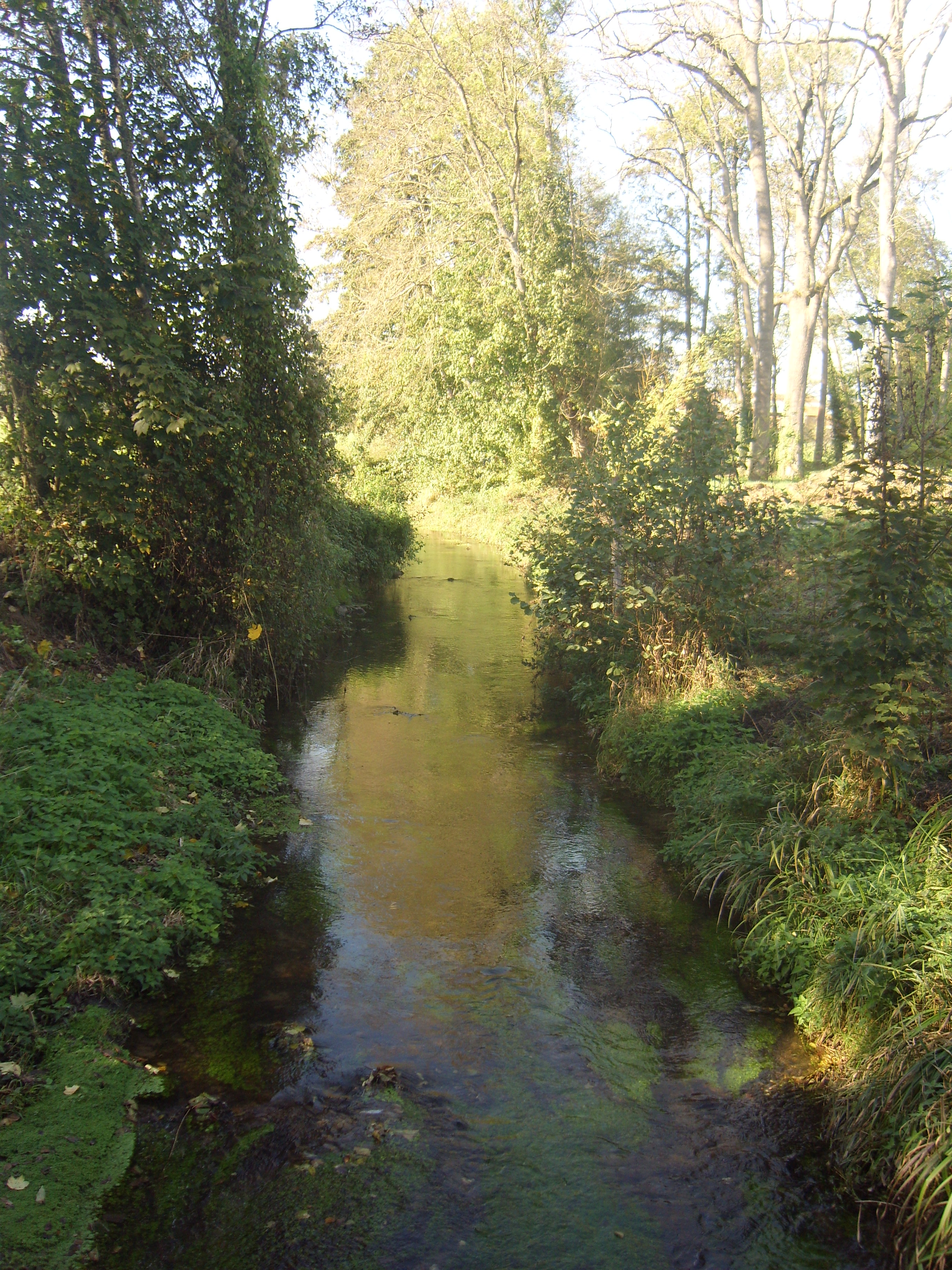
Le Bréon à Fontenay-Trésigny.

La plateforme structurale supérieure de la Brie est constituée par une couche de pierre de meulières datant du Sannoisien. L’exploitation de ces pierres de meulières a fourni un matériau de construction très utilisé dans la commune. La couche de meulières est surmontée par un manteau plus ou moins régulier de limons des plateaux qui sont constitués par des dépôts argilo-sableux fins et compacts d’une fertilité importante.
D'anciennes marnières étaient exploitées sur le territoire, notamment près du ru de Monnoury (carrières de Chaubuisson) et du Bréon (moulin du Pont). L'extraction des meulières était liée au besoin de matériaux de construction, pour les habitations et les murs d'une part, et pour la construction des routes en essor aux XVIIIe siècle et XIXe siècle d'autre part. L'exploitation était importante à Fontenay. À la gare, on chargeait des wagons destinés aux chantiers parisiens. Des carrières de calcaire (anciennes carrières de Châtres) ont été exploitées dans le bois de la Boissière.
Des carrières d'extraction de sablons ont été exploitées dans les années 1960 dans le bois de la Garenne. Elles font actuellement l'objet d'un remblaiement avec des déchets inertes issus du bâtiment et travaux publics avant un reboisement ultérieur. Afin d’extraire de grandes quantités de sable destiné, dans le cadre du projet du Grand Paris, au comblement d’anciennes carrières souterraines, à la confection de béton, aux remblais de  canalisations et aux remblais de couches de formes et d'assises de chaussées, la société AXEL-DUVAL exploite une carrière à ciel ouvert de sablon contiguë sur une surface de près de 24 hectares et pour une durée de 15 années. Le site reçoit en contrepartie des matériaux de remblai inertes issus de divers chantiers de la région parisienne afin de permettre la remise en état ultérieure de la carrière. Un avis favorable a été rendu le 8 décembre 2017.
Le territoire de Fontenay-Trésigny fut inclus en 1984 dans un périmètre de recherches et d'exploitation pétrolières dit « Permis de La Marsange ». Le permis fut renouvelé en 1990 puis prolongé en 1995. Il fut repris en 1997 avec la concession de mines d'hydrocarbures liquides ou gazeux dite « Concession de Champrose ».
En 2010, un permis exclusif de recherches a été accordé à la société Poros SAS
, portant sur 459 km2 et valide jusqu'au 21 octobre 2015.

#### Relief
La superficie de la commune est de 2 212 hectares ; l'altitude varie entre 75 et 123 mètres. La commune de Fontenay-Trésigny s'étend sur un plateau au relief peu marqué, traversé par la vallée peu profonde du Bréon, à l'est de la Brie boisée. Ses paysages sont typiques de la Brie, marqués par une succession d'openfields (culture du blé, du maïs et de la betterave sucrière) entrecoupés de massifs forestiers plus ou moins denses (bois du Vivier, du Roi, des Essarts, de la Justice, de la Garenne, du Parc). La vallée du Bréon compte des pâturages consacrés à l'élevage.

### Hydrographie
Le territoire est en très grande partie situé sur le bassin versant du Bréon et de ses affluents. La vallée du Bréon est pittoresque et présente le seul dénivelé conséquent de la commune au fur et à mesure que le ruisseau descend vers la vallée de l'Yerres.
- Le Bréon, d'une longueur de 22,13 km[12], sert de limite entre Châtres à l'ouest et Fontenay-Trésigny à l'est avant de rentrer sur le territoire communal par un vaste coude à l'est puis au sud au niveau de la ville. Dans sa partie communale sud, le Bréon possède trois bras, successivement de 0,30 km[13], 0,51 km[14] et 0,28 km[15]. Le ruisseau sépare ensuite Fontenay-Trésigny à l'est de Chaumes-en-Brie à l'ouest, de l'étang du Vivier à Gravoteau. Il reçoit le ru de Monnoury au sud de la ville puis le ru de Frégy au sud de Visy sur le territoire de Chaumes-en-Brie.

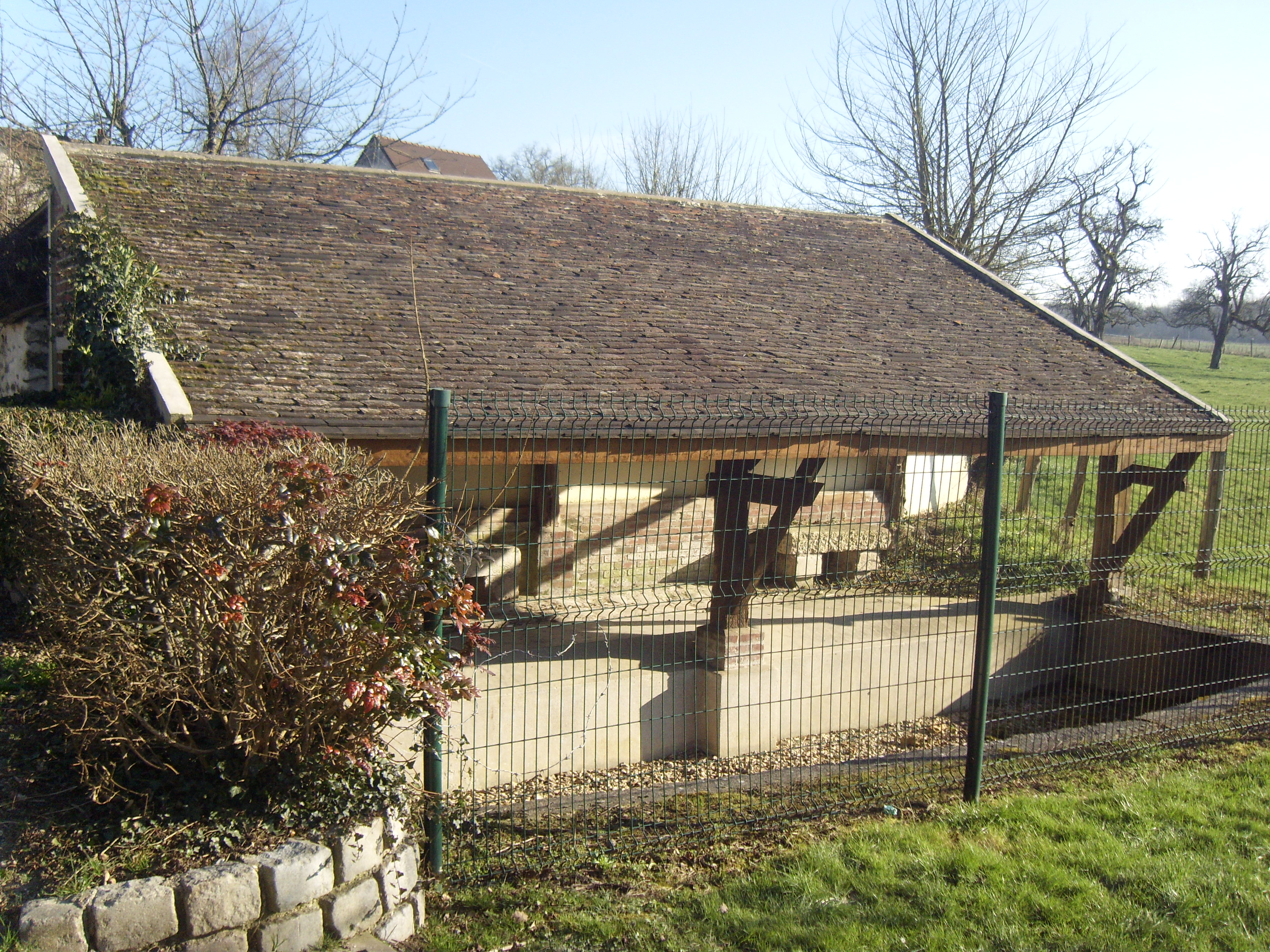
Le lavoir restauré de Visy.

- Le ru de Monnoury, d'une longueur de 8,01 km[16], prend sa source dans le bois de Lumigny, passe près de Chaubuisson avant de traverser la ville (en partie couvert) et rejoindre le Bréon en aval du château du duc d'Épernon.
- Le ru de Frégy prend sa source à l'est de la ZAC de Frégy, sous le nom de ru de la Bottine (parcelles situées à l'est de Frégy). Il reçoit les rus du bois de Vilbert et de Malassise avant de passer au château de la Plumasserie. Il prend également le nom de ru de Corbilly[17] en aval sur le territoire de Chaumes-en-Brie, où il reçoit le ru des Vieux Prés avant de rejoindre le Bréon en aval du Vivier.
- Le fossé 05 de la Noue, d'une longueur de 2,06 km[18], coulant à Châtres au Grand Loribeau, conflue avec le ru de Bréon à la limite de Fontenay-Trésigny, à la Noue Fagot au sud de Boitron.
- Le fossé 01 du Poplin Sergent, canal de 1,89 km[19], conflue avec le ru de Frégy.

La longueur linéaire globale des cours d'eau référencés par SANDRE sur la commune est de 15,32 km.
Le secteur des fermes de Jean Grogne et de Renouilleux se situe sur le bassin versant de la Marsange par le ru de Chevry, d'une longueur de 6,09 km, avec un affluent dans le parc de Renouilleux.
Comme son nom l'indique, Fontenay-Trésigny possède plusieurs fontaines (sources) qui sourdent dans la vallée du ru de Bréon au niveau de la ville : Bouillant (source abondante qui émerge au milieu des pierres dans un large et profond bassin), Jaillon, Pissotin. La ferme de Sourdeau tire son nom d'une source située à proximité. Une source est présente au château de la Plumasserie, donnant au lieu le nom de Bellefontaine et rejoignant le ru de Frégy.
Plusieurs mares se trouvent sur le territoire, certaines disparues ont laissé leur trace dans la toponymie : mare Mousseuse, mare Gaucheret, mare Bonneau, mare Quincampoix, mare aux Prêtres, mare Monsieur.

### Climat
Pour des articles plus généraux, voir Climat de l'Île-de-France et Climat de Seine-et-Marne.
En 2010, le climat de la commune est de type climat océanique dégradé des plaines du Centre et du Nord, selon une étude du CNRS s'appuyant sur une série de données couvrant la période 1971-2000. En 2020, Météo-France publie une typologie des climats de la France métropolitaine dans laquelle la commune est exposée à un climat océanique altéré et est dans la région climatique Nord-est du bassin Parisien, caractérisée par un ensoleillement médiocre, une pluviométrie moyenne régulièrement répartie au cours de l’année et un hiver froid (3 °C).
Pour la période 1971-2000, la température annuelle moyenne est de 10,8 °C, avec une amplitude thermique annuelle de 15,3 °C. Le cumul annuel moyen de précipitations est de 723 mm, avec 11,6 jours de précipitations en janvier et 7,9 jours en juillet. Pour la période 1991-2020, la température moyenne annuelle observée sur la station météorologique la plus proche, située sur la commune de Grandpuits-Bailly-Carrois à 15 km à vol d'oiseau, est de 11,3 °C et le cumul annuel moyen de précipitations est de 704,0 mm,. Pour l'avenir, les paramètres climatiques de la commune estimés pour 2050 selon différents scénarios d'émission de gaz à effet de serre sont consultables sur un site dédié publié par Météo-France en novembre 2022.

### Milieux naturels et biodiversité

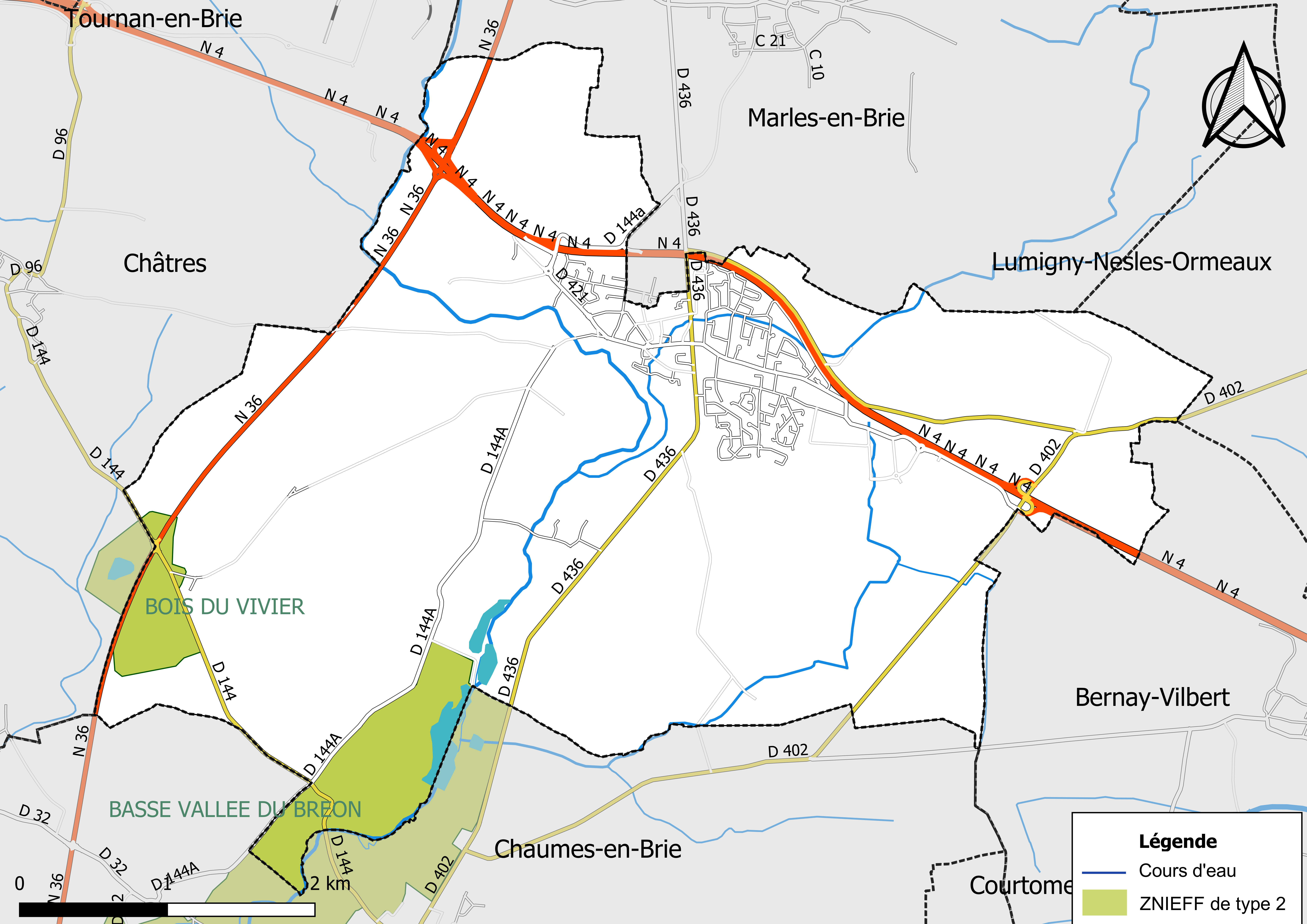
Carte des ZNIEFF de type 2 localisées sur la commune.

L’inventaire des zones naturelles d'intérêt écologique, faunistique et floristique (ZNIEFF) a pour objectif de réaliser une couverture des zones les plus intéressantes sur le plan écologique, essentiellement dans la perspective d’améliorer la connaissance du patrimoine naturel national et de fournir aux différents décideurs un outil d’aide à la prise en compte de l’environnement dans l’aménagement du territoire.
Le territoire communal de Fontenay-Trésigny comprend deux ZNIEFF de type 2,, : 
- la « Basse vallée du Bréon » (275,8 ha), couvrant 2 communes du département[30] ;
- le « Bois du Vivier » (54,13 ha), couvrant 2 communes du département[31].

#### Faune et flore

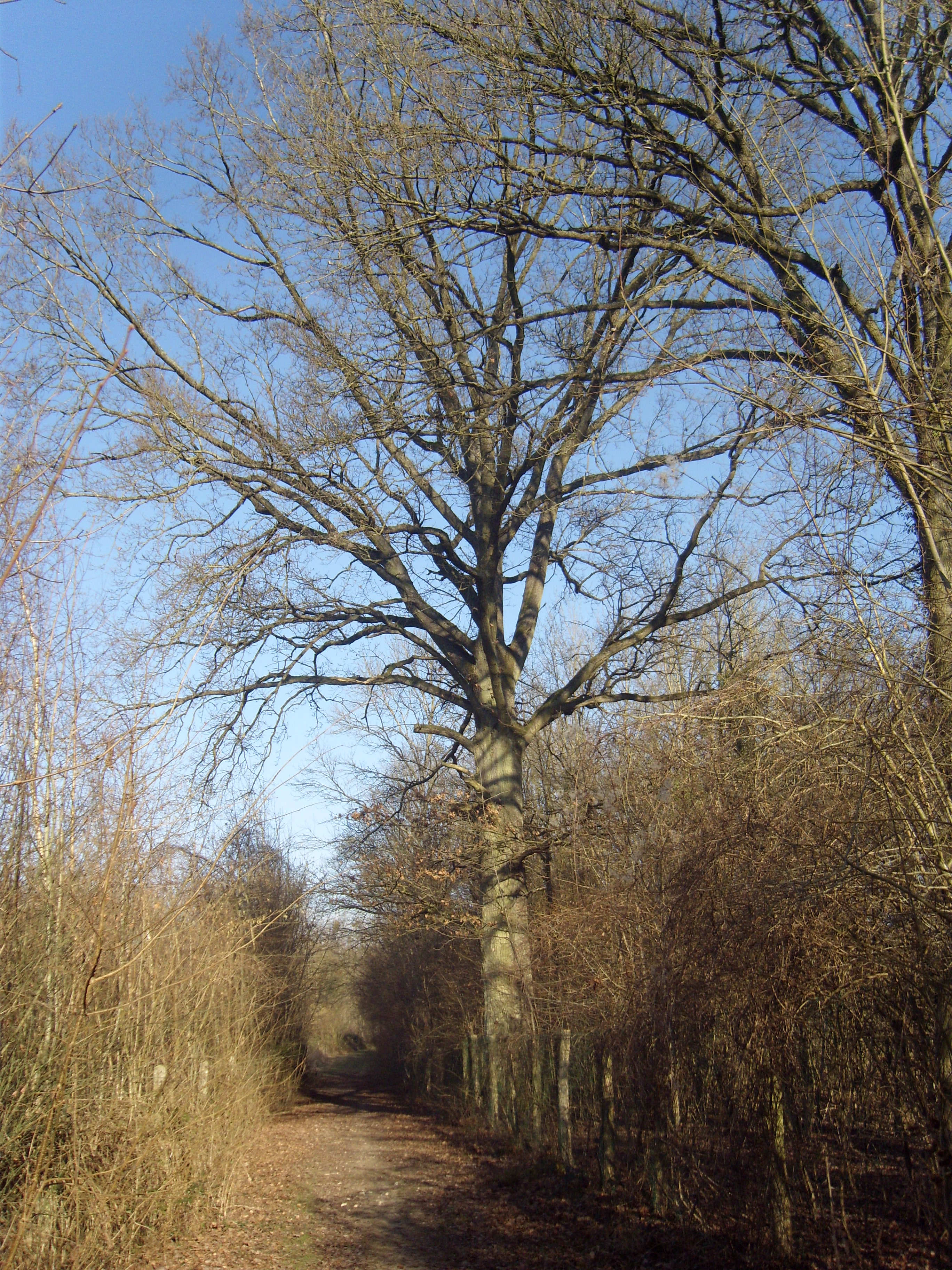
Chênes remarquables à Visy.

La faune et la flore de Fontenay-Trésigny est riche et diversifiée, due à la présence de nombreuses forêts et milieux humides, ainsi que de plusieurs cours d’eau, en particulier le Bréon.

#### Faune
Sur le territoire, on retrouve les oiseaux communs comme le corbeau, le geai ou la pie.
Les espèces classiques des milieux humides sont présentes : héron cendré, colvert, petits passereaux, sarcelle, etc. On peut apercevoir des cygnes sur les étangs du parc du Vivier.
La faune forestière est abondante et se compose de sangliers, chevreuils, renards, écureuils, lièvres, rongeurs, etc. Les domaines de chasse sont nombreux sur le territoire.
On note la présence d'amphibiens dans les mares ainsi qu'au bord des rus. Des ramassages ont lieu au printemps le long de la RN 36, qui coupe dans le secteur de Renouilleux un milieu forestier humide irrigué par les rus, les mares et un étang.
Les anciennes carrières d'extraction de calcaire de Châtres, où la remontée de la nappe phréatique permet la formation de plusieurs mares dont une permanente, sont classées ZNIEFF pour les amphibiens.
L'Yerres compte 26 espèces de poissons différents : gardon, vairon, épinoche, goujon, etc.
On peut retrouver certaines de ces espèces dans le ru de Bréon, qui est un cours d'eau pérenne, mais compte tenu du faible débit et des obstacles sur son cours, il s'agit alors de petits spécimens. Les étangs du Vivier alimentaient Paris en poissons frais.

#### Flore
De nombreuses espèces de plantes sont présentes. La biodiversité est la plus importante dans les milieux forestiers humides, le long des cours d'eau et dans la vallée du Bréon.
L'essence forestière dominante est le chêne, dont de nombreux spécimens remarquables sont présents sur le territoire. Parmi les autres essences, on retrouve le charme, le frêne, le merisier, etc. On retrouve également quelques plantations de conifères, principalement pour l'exploitation. Autour de Fontenay, la campagne est plantée de nombreux pommiers à cidre, plusieurs pressoirs traitaient les pommes.

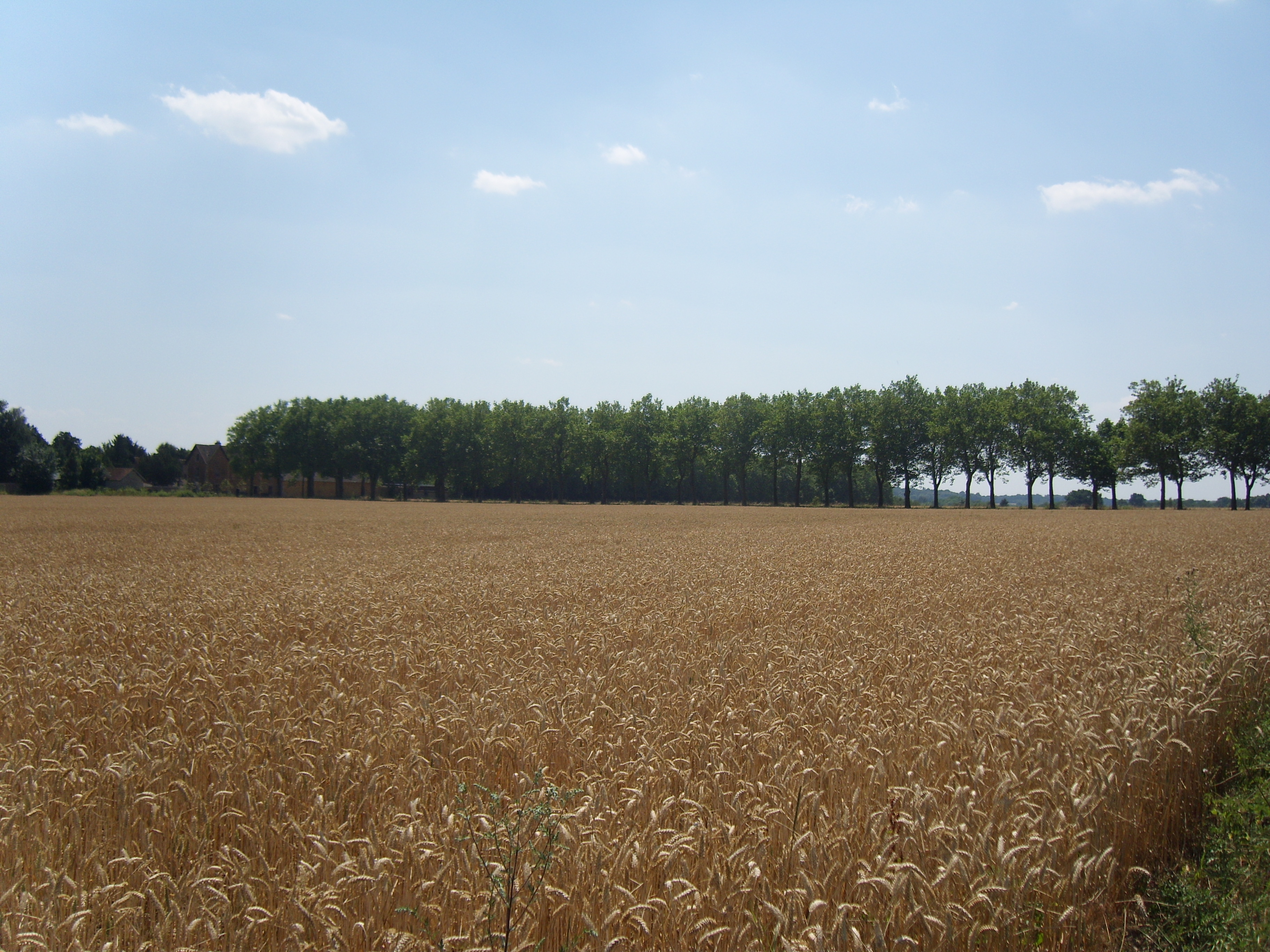
Champ de blé et alignement d'arbres menant au château d'Écoublay.
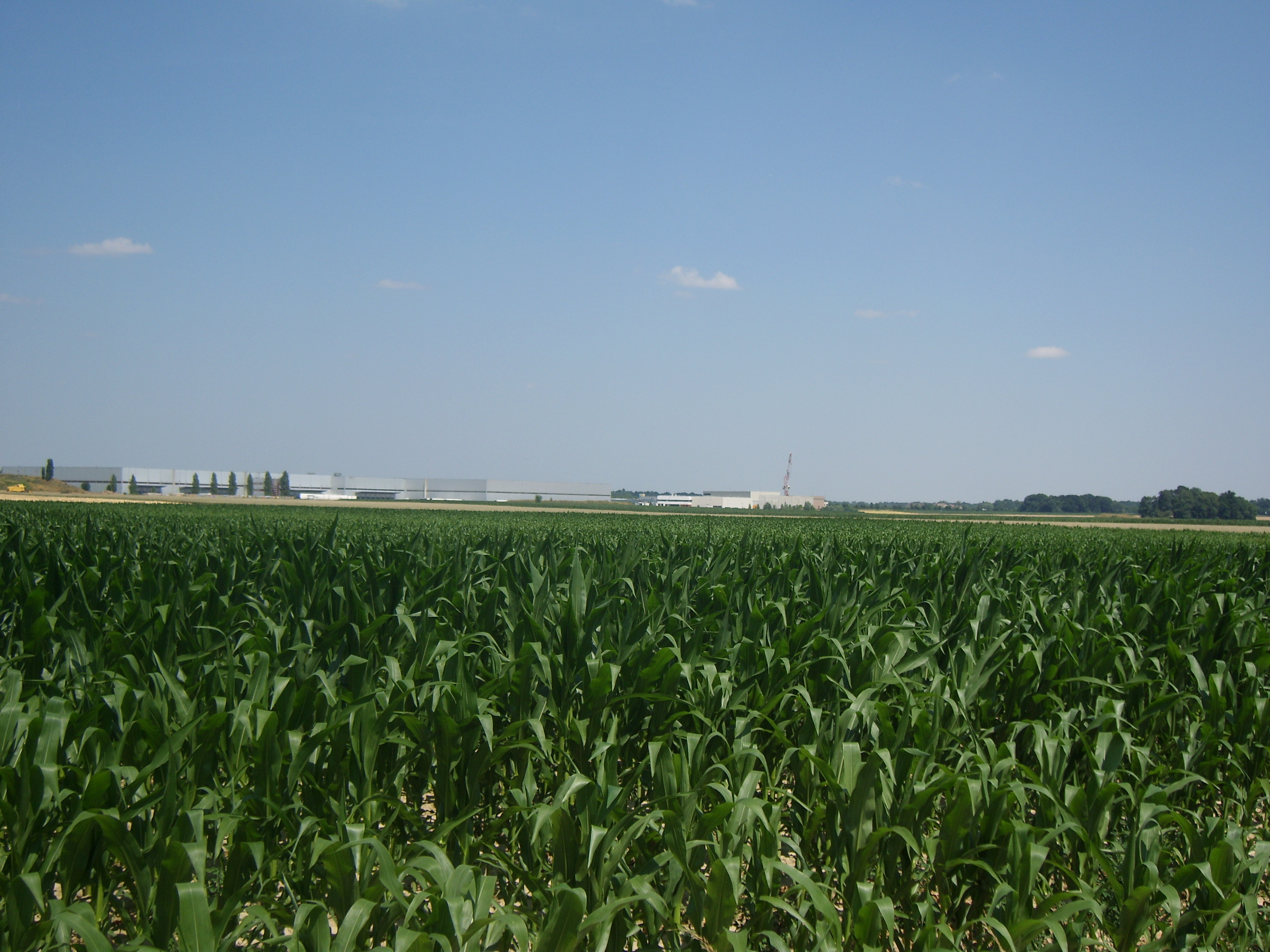
La ZAC de Frégy à l'est de la ville.
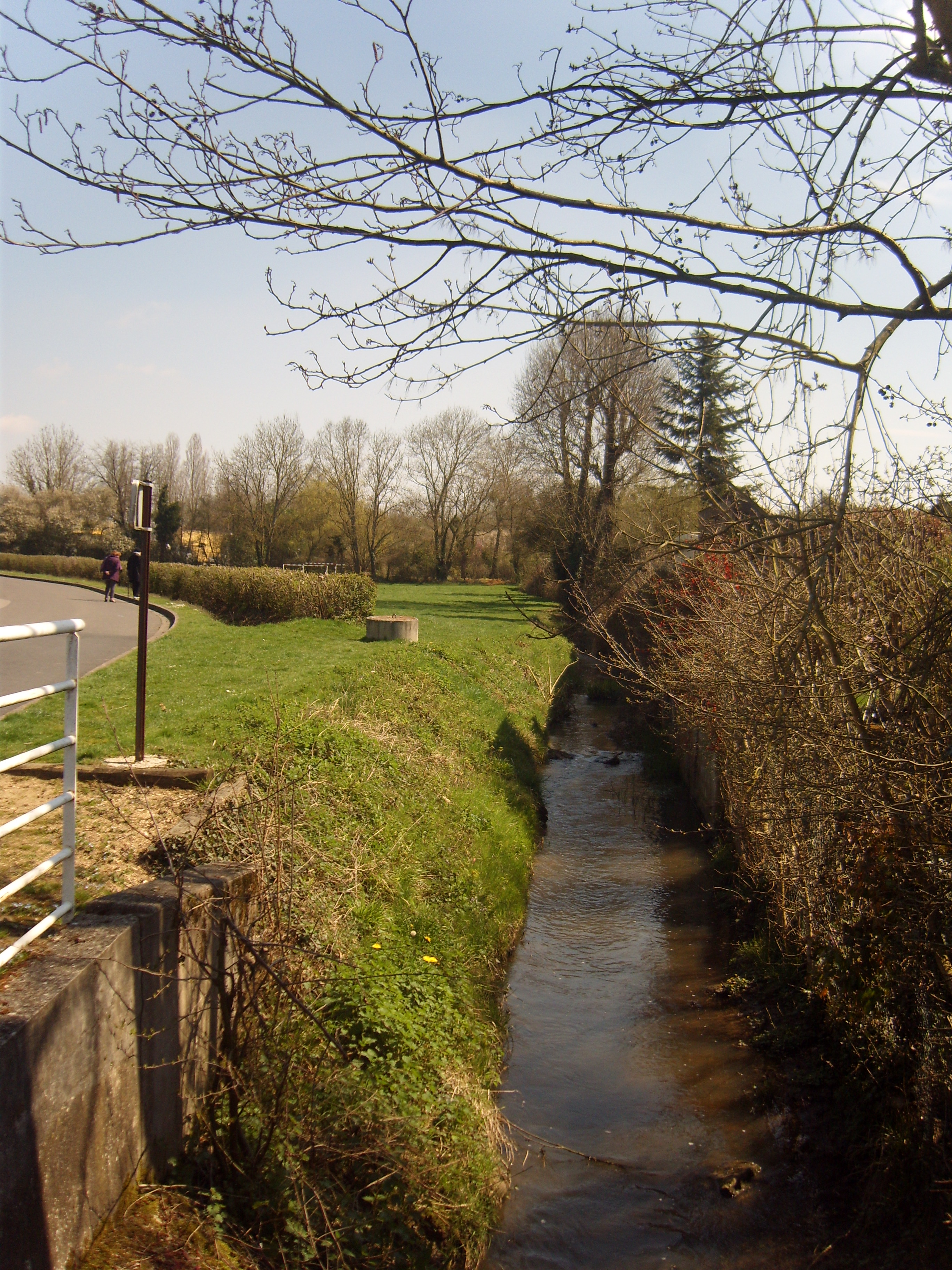
Ru de Monnoury et parc rue Victor-Hugo à Fontenay-Trésigny.
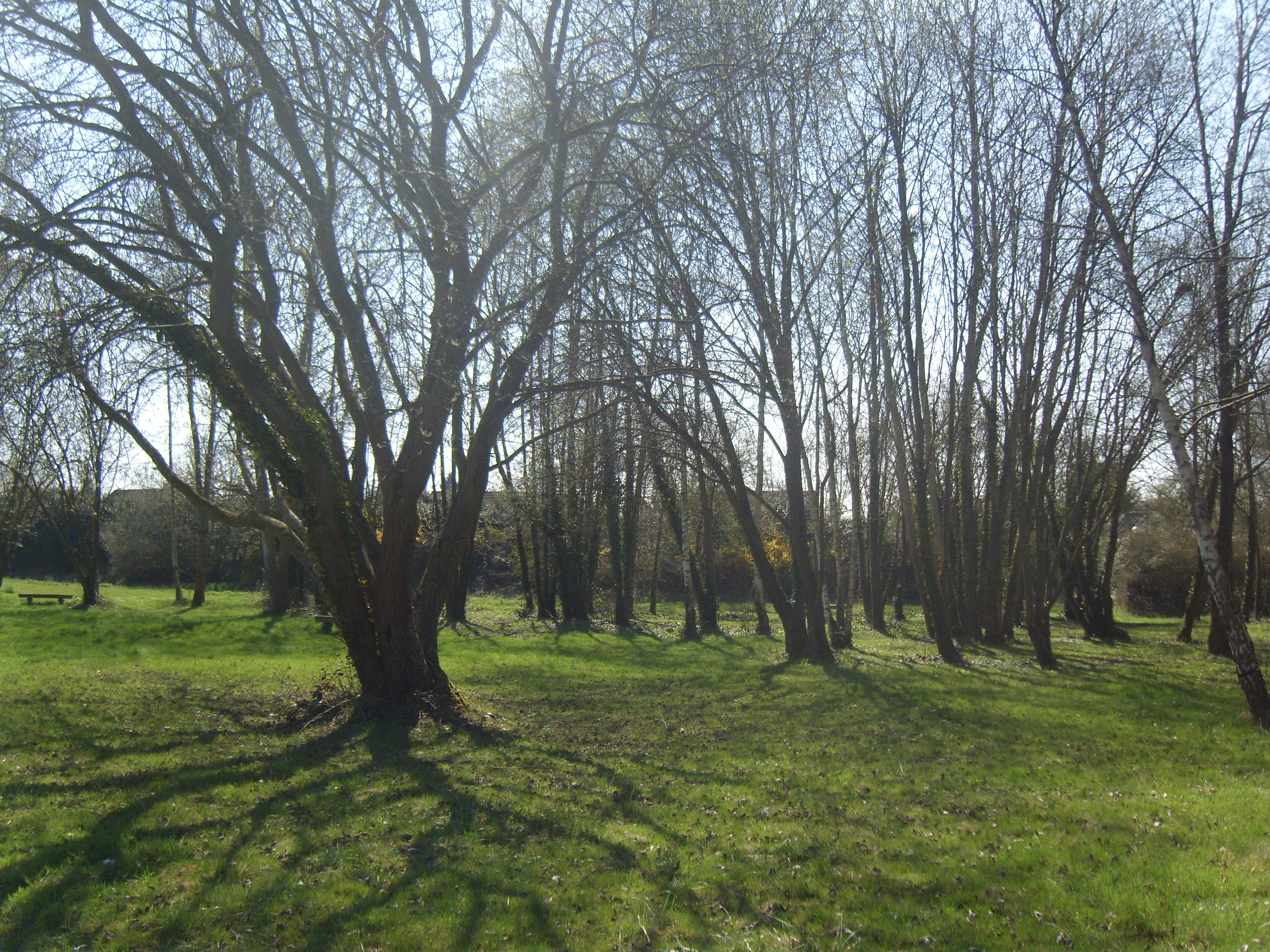
Parc rue du Monnoury à Fontenay-Trésigny.
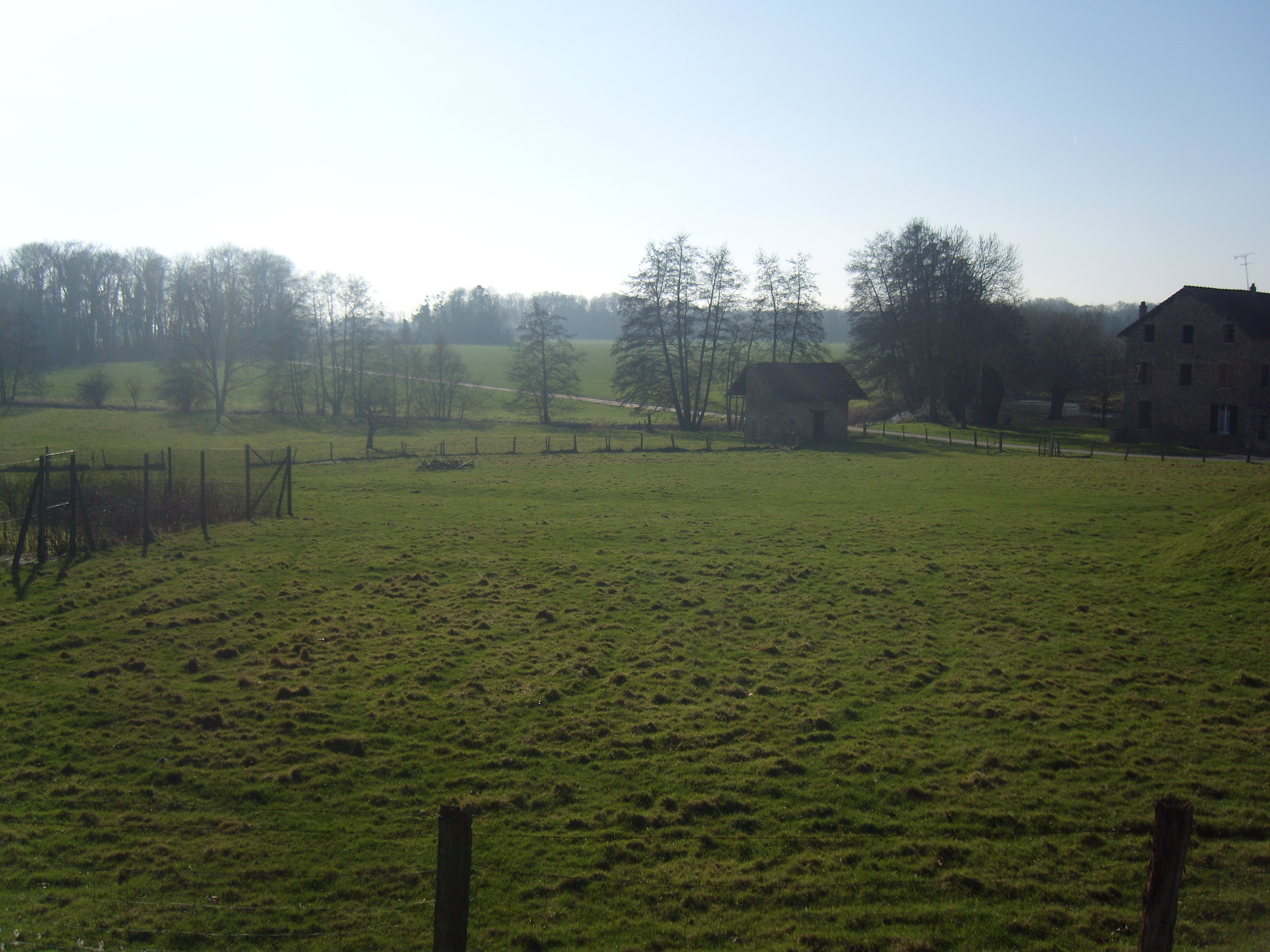
La vallée du Bréon en amont de Fontenay-Trésigny.

### Occupation des sols
En 2018, le territoire de la commune se répartit entre 57,2 % de terres arables, 24,5 % de forêts, 8,0 % de zones urbanisées, 3,4 % de zones industrielles commercialisées et réseaux de communication, 3,3 % de zones agricoles hétérogènes, 2,4 % de prairies, 1,1 % d’eaux continentales et 0,5 % de milieux à végétation arbustive et/ou herbacée,.

### Voies et transports

#### Routes et pistes cyclables

##### Historique

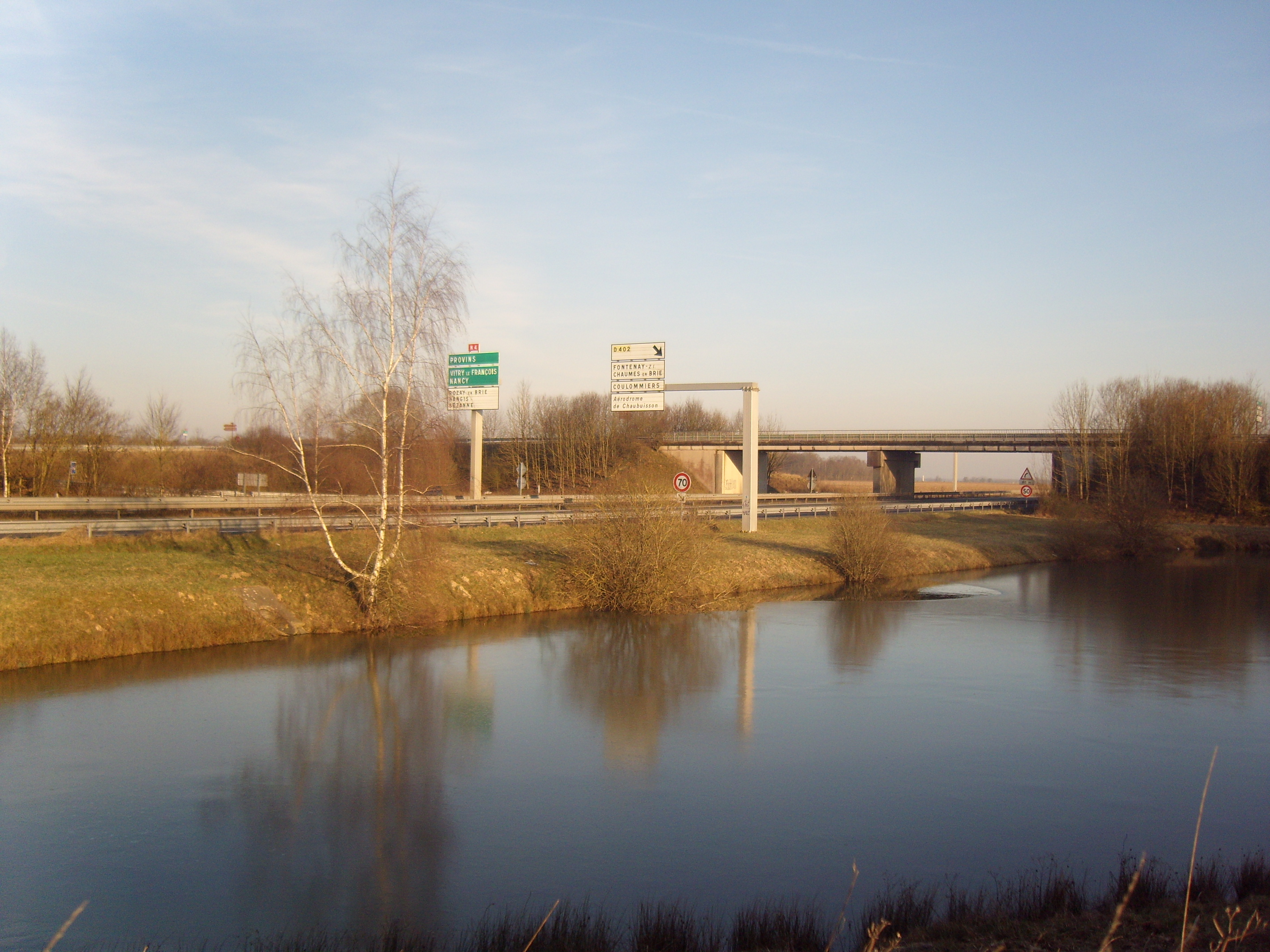
La route nationale 4 à Fontenay-Trésigny.

Fontenay était reliée à Paris dès le XVIIIe siècle par une grande route rectiligne passant par Tournan et se terminant à Rozoy. Cette route ne sera poursuivie qu'au XIXe siècle à la sortie de Rozoy. Le « chemin de Rozoy à Sésane » ou « Grande route de Sésane » passait par Voinsles venant de Rozoy et allant vers Vaudoy-en-Brie.
Fontenay était également reliée à Melun et à Meaux dès le XVIIIe siècle par une grande route rectiligne qui croisait la route de Paris à Rozoy au niveau des Bordes, aux Quatre Chemins.

##### Aujourd'hui
Fontenay-Trésigny est un important nœud routier, desservi par la voie rapide route nationale 4 contournant la ville au nord, la route nationale 36 à l'ouest, et la route départementale 402 à l'est.
Autrefois la RN 4 (allant d'ouest en est de Paris à Nancy) et la RN 36 (allant du nord au sud de Meaux à Melun) se croisaient au centre de la ville. La RN 4 fut déviée en 1960 pour la première voie et 1995/1997 pour la seconde voie ; la déviation de la RN 36 fut quant à elle réalisée en 1989.
La RN 36 pourrait être aménagée à terme en voie express à 2×2 voies dans le cadre du grand contournement Est de l'Île-de-France. La section nouvelle entre La Houssaye-en-Brie et Guignes est déjà classée comme telle mais elle n’est « provisoirement » qu'à deux voies. La partie déclassée est devenue la route départementale 436, prolongée par la route départementale 402 entre Chaumes-en-Brie et Guignes.
La ville de Fontenay-Trésigny est accessible par cinq entrées : rue Bertaux (nord-ouest), avenue du Général Leclerc (nord), avenue de Verdun (est), avenue Pasteur (sud) et rue Jehan de Brie (sud-ouest). La construction de la déviation de la RN 4 a coupé plusieurs routes et chemins, comme la rue Pillot et la rue Pascal vers Marles-en-Brie ou la route de Fontenay à Chaubuisson.

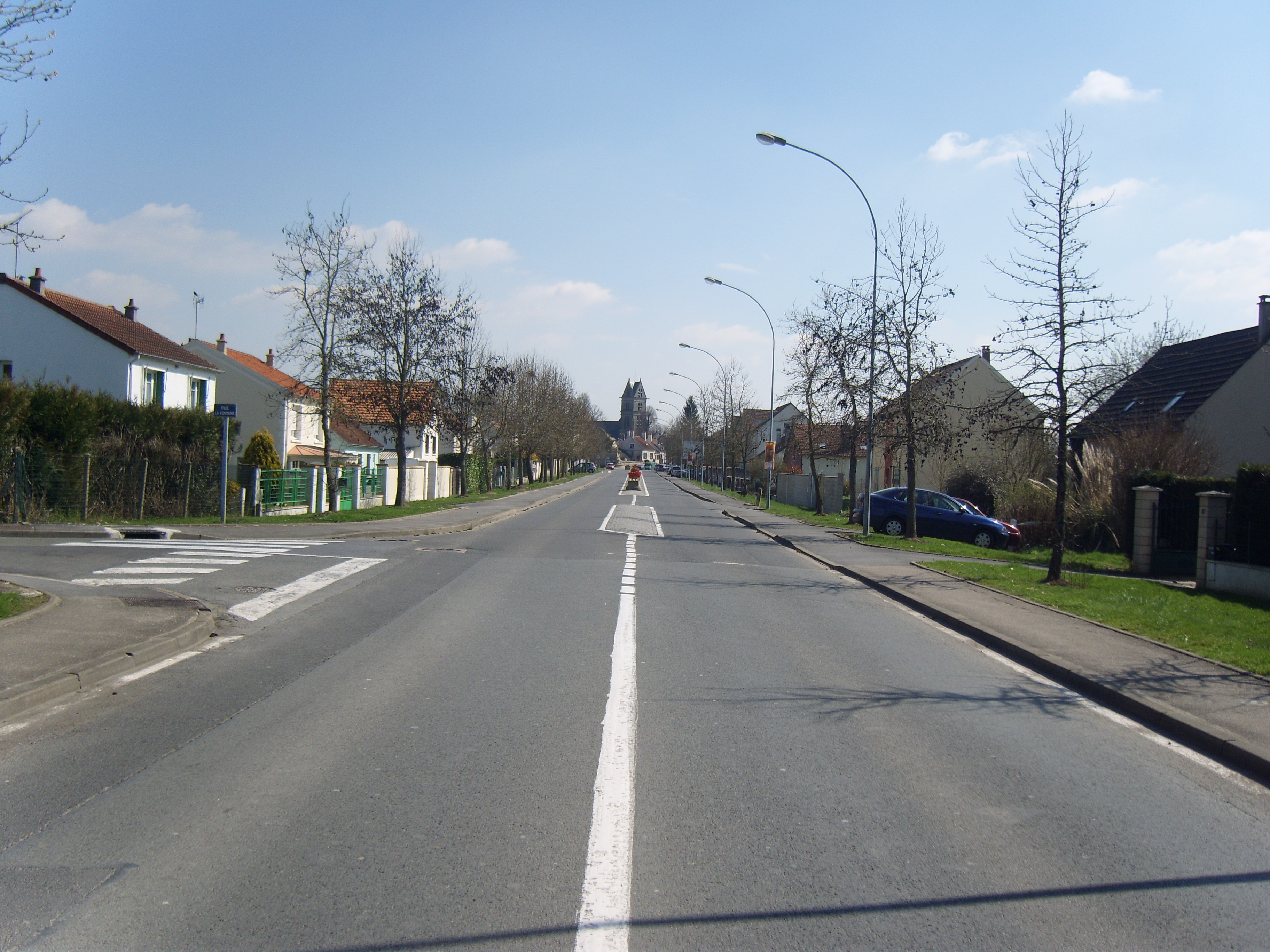
Entrée de Fontenay-Trésigny rue Bertaux.
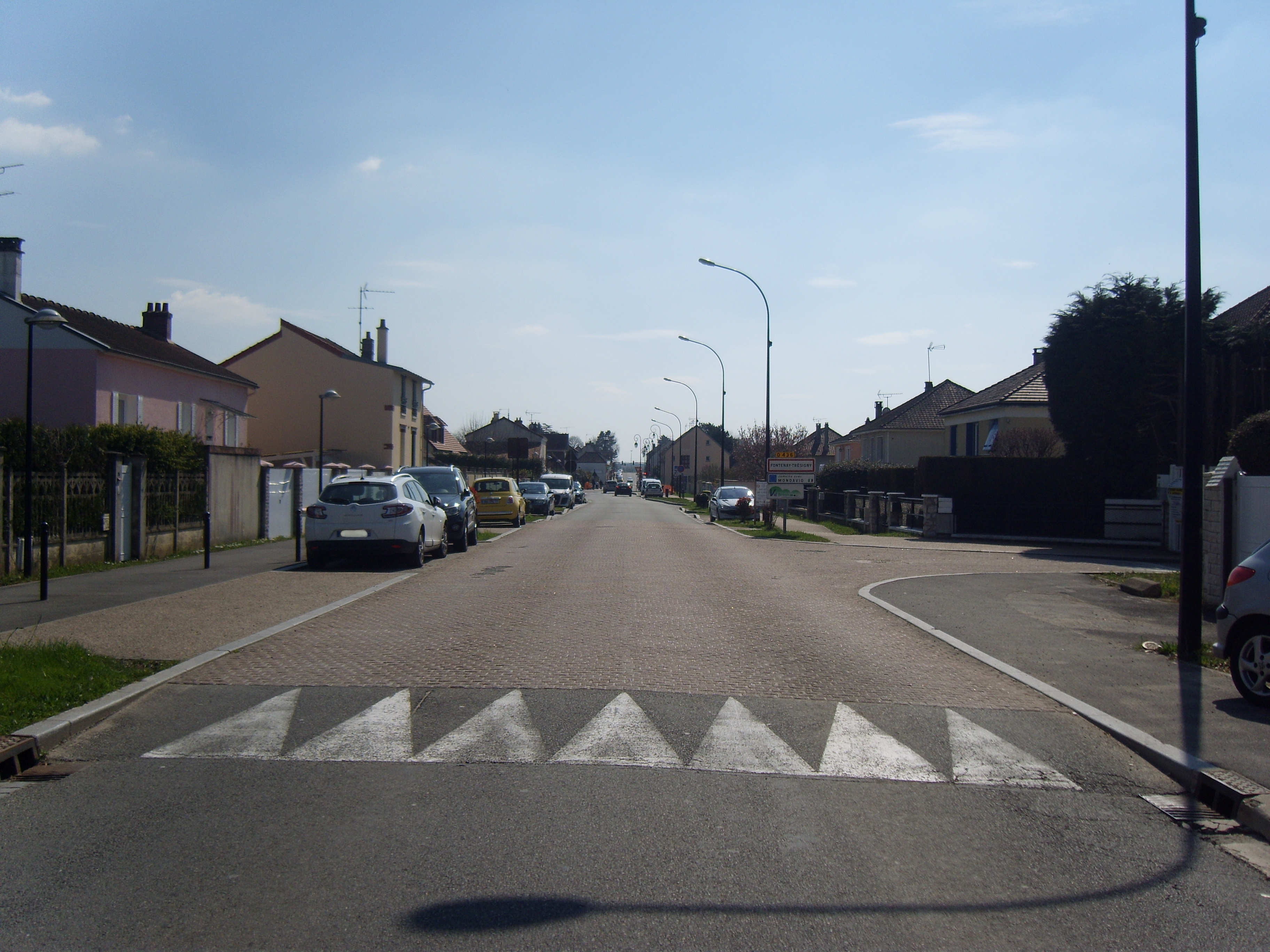
Entrée de Fontenay-Trésigny avenue Général Leclerc depuis Marles-en-Brie.
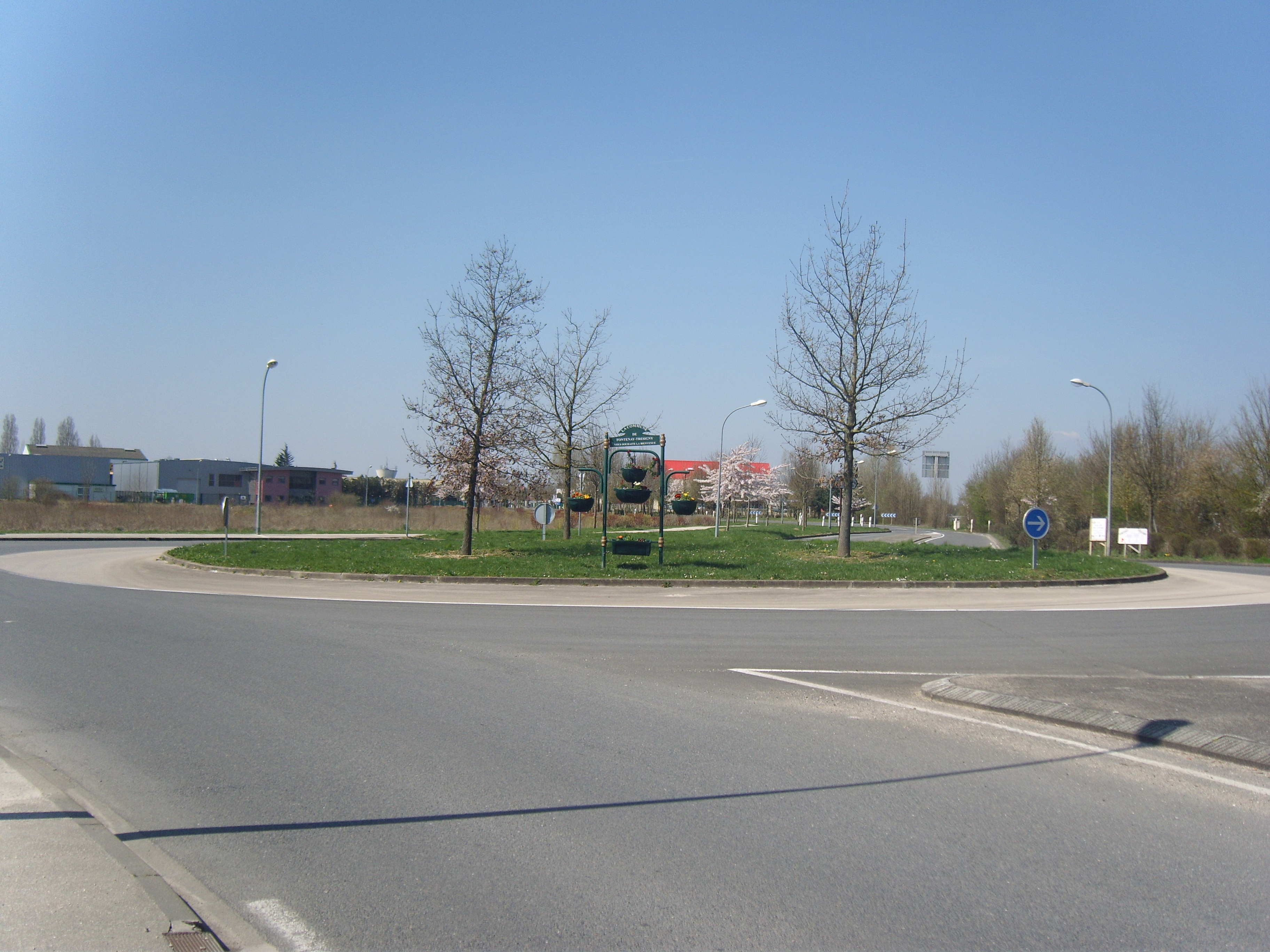
Rond-point de Frégy à l'entrée de Fontenay-Trésigny.
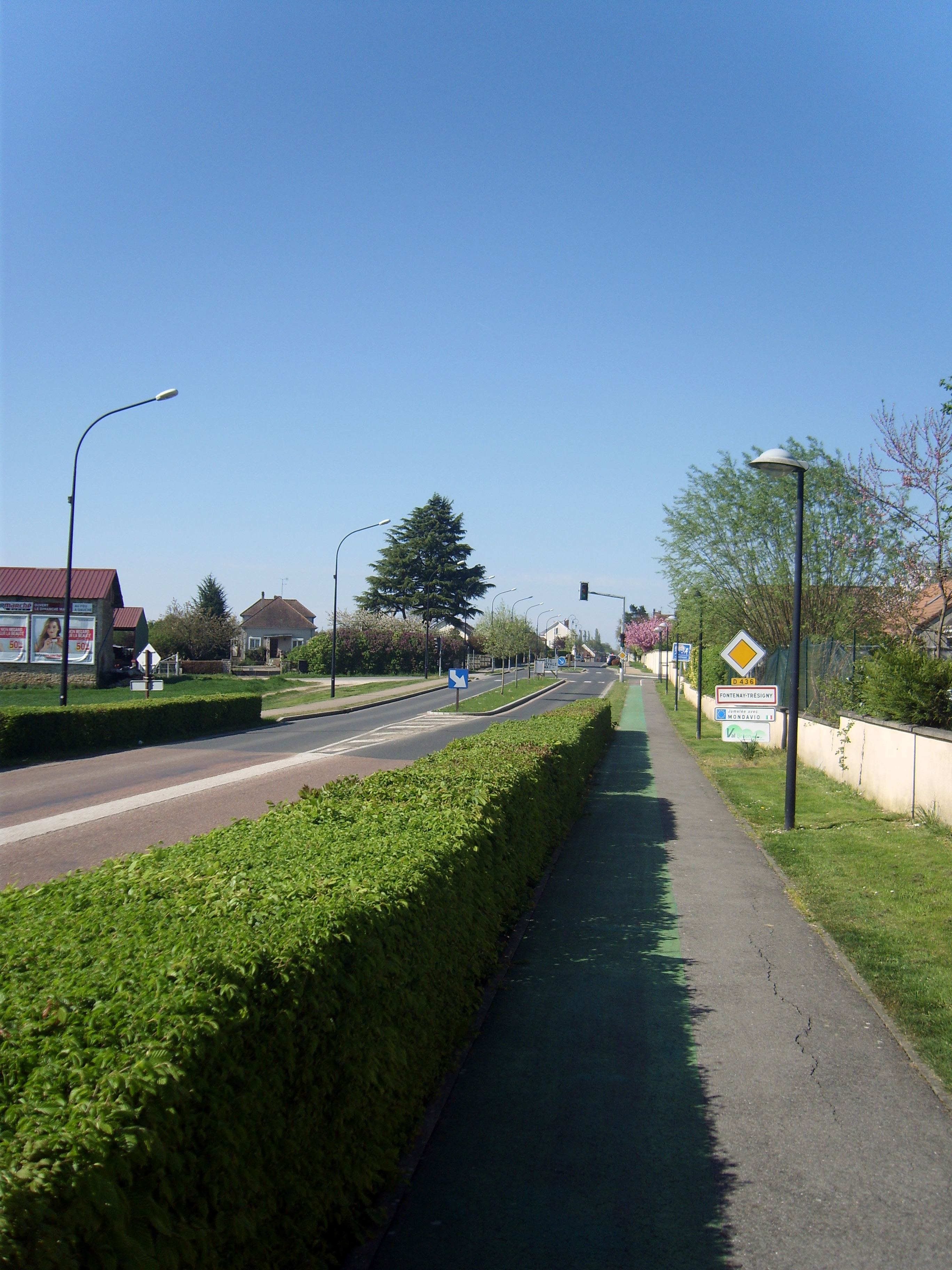
Entrée de Fontenay-Trésigny avenue Pasteur depuis Chaumes-en-Brie.
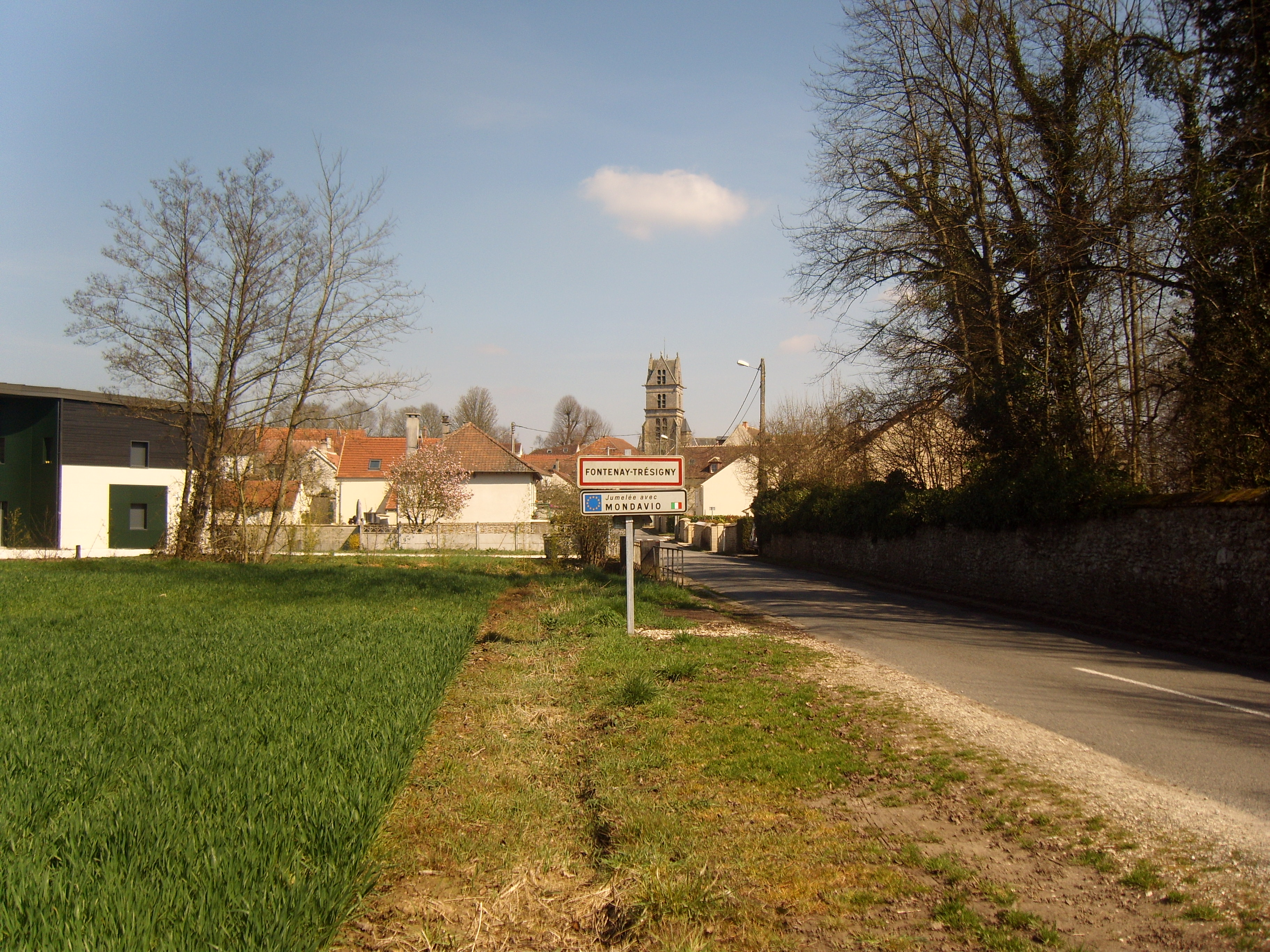
Entrée de Fontenay-Trésigny rue Jehan de Brie.

La commune possède quatre pistes cyclables : une longue piste relie la porte d'en bas et le complexe sportif Pierre Curé situé au sud de la ville par la rue du Margat et l'avenue Pasteur, une courte piste longe l'avenue du Général Leclerc entre le rond-point de la gare et le pont de la RN 4 situé au nord de la ville, une piste construite en novembre 2015 dans le cadre du réaménagement de la rue La Fayette entre la rue Michelet et le parking du Centre sportif et du Centre culturel à l'entrée de la ZAC de Frégy située à l'est de la ville, une piste construite en avril 2023 reliant les rues La Fontaine et Curie par la rue Bertaux.

Une piste cyclable reliant le bourg de Fontenay au hameau de Visy est prévue le long de l'avenue Pasteur et de la route départementale 436.

Une liaison douce reliant le bourg de Fontenay à Marles-en-Brie et La Houssaye-en-Brie était également en projet. Une sente piétonne reliant Fontenay-Trésigny et La Houssaye-en-Brie, en passant par la gare de Marles-en-Brie a été réalisée au printemps 2017 le long de la route départementale 436.

#### Transports en commun

##### Historique

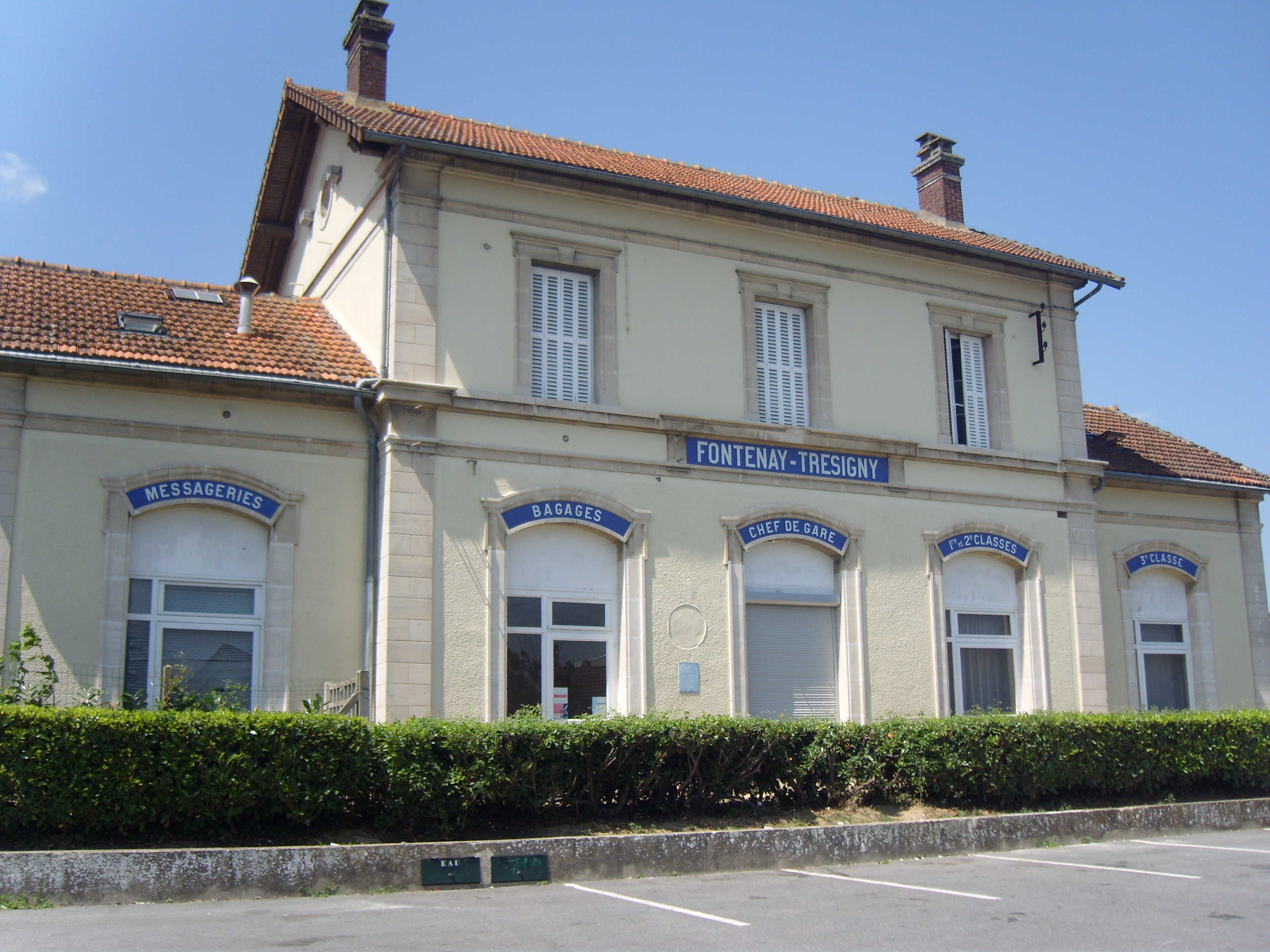
L'ancienne gare de Fontenay-Trésigny.

La ville était desservie jusqu'en 1969 par la ligne de Paris-Bastille à Marles-en-Brie. Longue de 13 kilomètres parcourus en 23 minutes, elle fut mise en service le 5 juin 1893.
Pour des raisons militaires, on fit se joindre la ligne Paris-Belfort et celle de Paris-Coulommiers entre Verneuil-l'Étang et Marles-en-Brie via Chaumes-en-Brie et Fontenay-Trésigny (en cas de destruction du viaduc de Nogent-sur-Marne). Le prolongement prévu en direction de Meaux ne vit jamais le jour. La gare de Fontenay, directement accessible depuis la vieille ville et à proximité directe des Bordes, disposait d'une place avec un hôtel, un café et une halte de chevaux, en bordure de la route nationale reliant Meaux à Melun. La ligne de Verneuil-l'Étang à Marles-en-Brie fut fermée aux voyageurs le 1er juillet 1939 et fut remplacée par un service d'autobus. Pour le service de marchandises, un tronçon resta en activité entre Verneuil-l'Étang et Fontenay-Trésigny pour les industriels locaux dont l'usine Hardy (fabrication de baguettes pour cadres de tableaux), l'usine Aumaître et Mathé (fabrication d'échelles en bois) et la carrière de pierres meulières de la ville de Chaumes-en-Brie. Par la suite du bombardement du viaduc de Nogent-sur-Marne, le trafic repris entre Paris et Coulommiers sur la ligne de Paris-Bastille à Marles-en-Brie entre décembre 1946 et mai 1947. La fermeture définitive aux marchandises eu lieu le 3 novembre 1969. La gare, aujourd’hui restaurée, vit passer jusqu'en 1969 une quinzaine de trains par jour (voyageurs, marchandises, grain, betteraves, courrier). La maison du garde-barrière située avenue de Verdun fut préservée. La voie ferrée, qui traversait Fontenay-Trésigny du sud au nord, a été déposée et le tracé a en partie disparu.

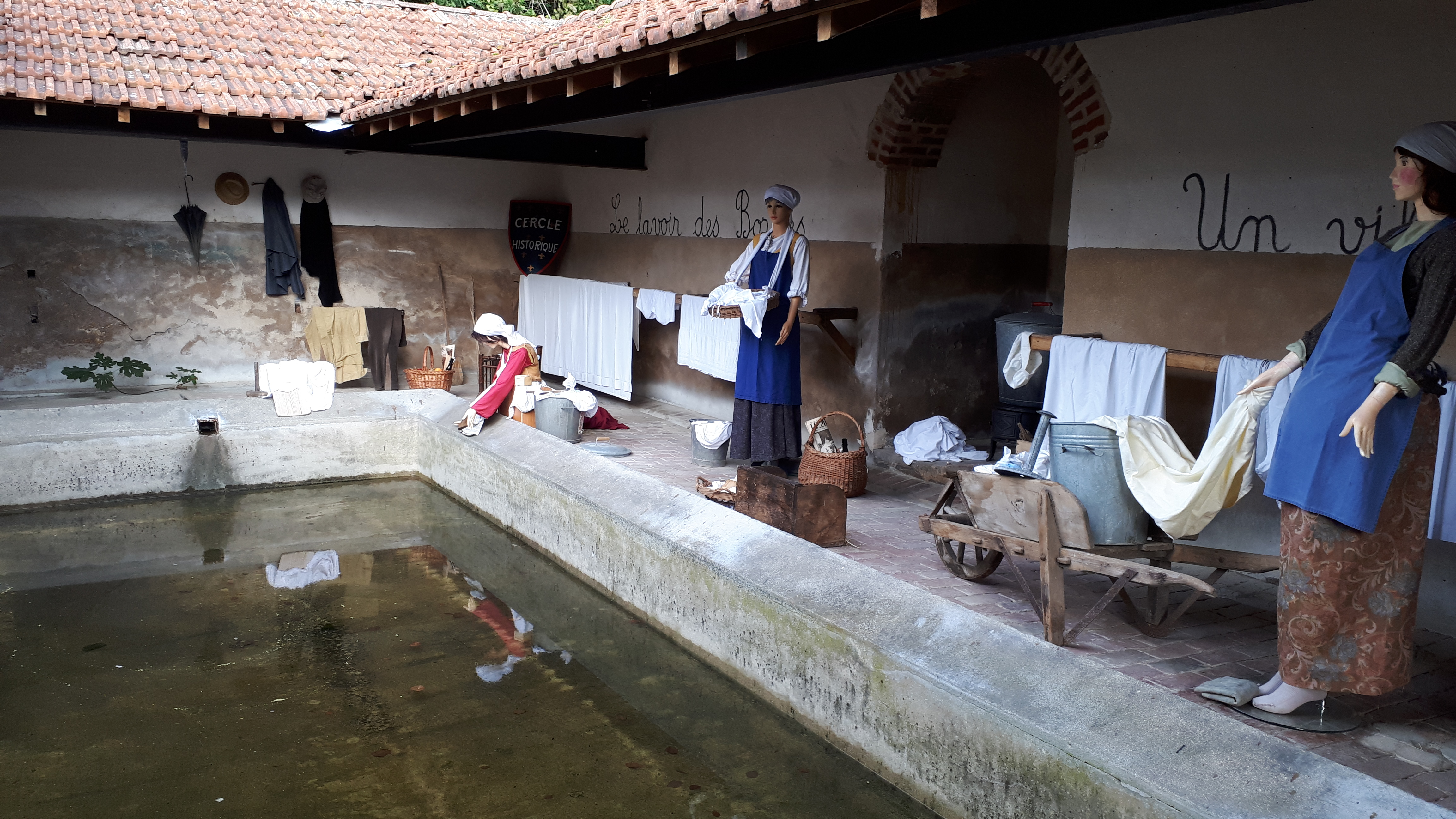
Lavoir des Bordes mis en scène.

Fontenay-Trésigny était également située sur la ligne Jouy-le-Châtel - Marles-en-Brie (24 km) du Réseau de Seine-et-Marne, ouverte en 1902. Il s'agissait d'un ancien réseau de chemins de fer à voie métrique, concédé à la Société générale des chemins de fer économiques (SE) connue sous la dénomination des « Tramways de Seine et Marne ». Le service des voyageurs sera supprimé en 1934 avec transfert sur route, par autocar sur certaines sections. Les marchandises subsisteront jusqu'en 1938. La ligne fut cependant préservée au moment de l'entrée en guerre de la France lors de la Seconde Guerre mondiale. À cause de la suppression des services routiers, la ligne fut rouverte de Jouy-le-Châtel à Fontenay-Trésigny jusqu'en 1948. Le tronçon de Fontenay-Trésigny à Marles-en-Brie fut déféré en 1944. En 1950, le département constatant que les transports routiers étaient redevenus normaux, décida de fermer définitivement ce tronçon le 1er juillet 1950 et le reste de la ligne le 21 mars 1951. Tout comme pour le train, la voie a été déposée et le tracé a en partie disparu mis à part le chemin du Tacot actuel, et un pont en pierre sur le ru de Monnoury, proche du lavoir des Bordes construit en 1899 (sur une parcelle au « Clos Combault » acquise par la municipalité en août 1891), remis en état par les Chantiers Écoles du Centre-Brie en 2000 puis mis en scène par le Cercle Historique Fontenaisien en 2020. Un lavoir plus ancien était simplement maçonné dans le lit du ru de Monnoury et disparu en 1978 pour permettre la construction de pavillons.

##### Aujourd'hui
La commune de Fontenay-Trésigny se situe dans la zone 5 du réseau de transports d'Île-de-France. Elle est desservie par les lignes 10, 17, 21 et 23 du réseau de bus du Pays Briard, la ligne 1 du réseau de bus Brie et 2 Morin à l'arrêt Coubertin, ainsi que le Proxibus Val Briard.
Elle est située à proximité de la gare de Marles-en-Brie pour la ligne P du Transilien et de la gare de Tournan pour le RER E.
Le RER E devrait avoir, dans quelques années, son terminus au Val Bréon. Cette ligne, qui permet actuellement de relier Tournan-en-Brie au centre de Paris en une demi-heure, sera ainsi prolongée de 3,4 kilomètres afin de desservir la zone logistique. La future gare sera construite entre la RN 36 et le circuit d’essai du futur Val Bréon 2. Cette nouvelle zone de 100 hectares sera aménagée derrière la zone actuelle sur le territoire de la commune des Chapelles-Bourbon (la zone logistique actuelle se situe à Châtres).
Le montant total de l'opération a été estimé à environ 100 M€.

## Urbanisme

### Typologie
Au 1er janvier 2024, Fontenay-Trésigny est catégorisée petite ville, selon la nouvelle grille communale de densité à sept niveaux définie par l'Insee en 2022.
Elle appartient à l'unité urbaine de Fontenay-Trésigny, une unité urbaine monocommunale constituant une ville isolée,. Par ailleurs la commune fait partie de l'aire d'attraction de Paris, dont elle est une commune de la couronne,. Cette aire regroupe 1 929 communes,.

### Développement historique
La vieille ville de Fontenay s'est établie en amont direct de la confluence du Bréon et du ru de Monnoury. Le destin de la ville est indissociable de celui du château de Fontenay, bâti sur un lieu de passage en s'appuyant sur le Bréon. La partie la plus ancienne de la ville s'étend le long des rues Jehan de Brie (appelée alors « rue de Laveau ») et Bertaux (appelée alors « Grande Rue »), de l'église (fondée au XIe siècle) à la porte d'en bas (édifiée en 1544). L'ensemble compact d'habitations, accolées les unes aux autres, est déjà présent au XVIIIe siècle.
Le bourg est fortifié aux XVIe et XVIIe siècles, entouré d'une enceinte de murailles et de fossés. La porte d'en haut est édifiée en 1661.
Il est vraisemblable que le chemin de Rozoy (diou de Nesles) passait au Moyen Âge par le Margat (rue du Margat) et les Bordes (rue La Fayette). Il croise au XVIIIe siècle la route rectiligne de Paris à Rozoy à l'est des Bordes, en rejoignant comme chemin de Chaubuisson, l'ancien chemin de Rozoy à Marles par le fief de Chaubuisson (Chaux Buisson). La porte d'en bas, ou porte des Bordes, fut édifiée dans l'axe du chemin, qui sera dès l'époque moderne supplanté par la route parallèle au nord, axe de développement de Fontenay vers les Bordes qui constituent un village dès le XVIe siècle.
Le hameau de Visy, terre royale, dépendant du château du Vivier depuis le XIIe siècle, fut longtemps planté de vignes. Le lavoir de Visy était alimenté par le ru de Bréon.
- Atlas de Trudaine, réalisé entre 1745 et 1780.

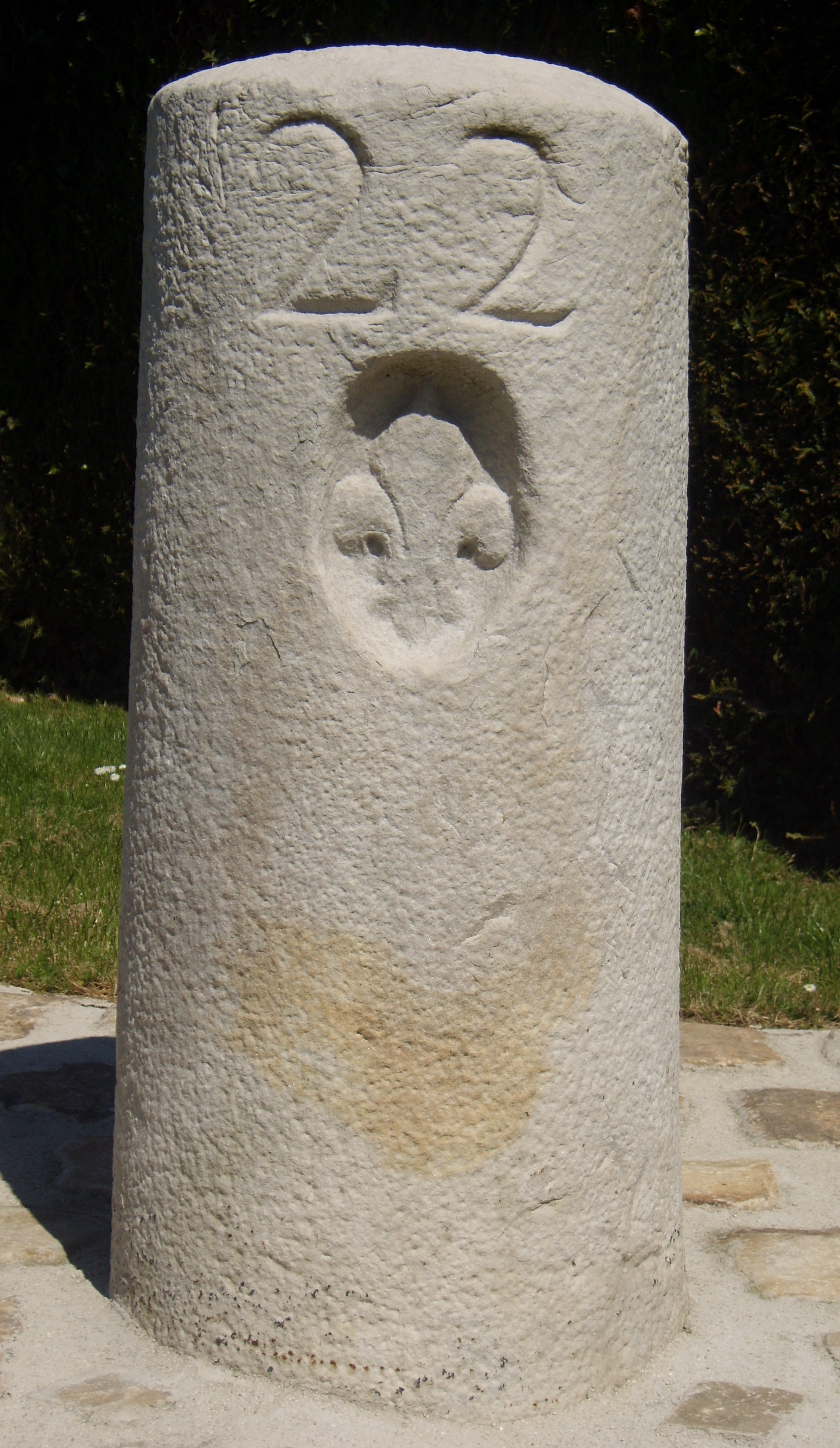
La borne royale de Fontenay-Trésigny.

La ville de Fontenay est cartographiée pour la première fois de manière très détaillée. La vieille ville fortifiée apparaît comme un ensemble compact d'habitations centré sur l'église, traversé par deux grandes rues (rue Bertaux et rue Pillot), et entouré par un rempart comportant une dizaine de tours (deux à l'ouest, deux au nord, cinq à l'est) et ouvert sur les portes d'en bas et d'en haut ainsi que sur le Bréon (rue Jehan de Brie) et sur le château de Fontenay intégré dans la partie sud de l'ensemble fortifié. Le château de Fontenay (deux canaux de part et d'autre) et ses dépendances, comme le parc de Fontenay et la ferme de Sourdeau (ancien fief dépendant du château de Fontenay), apparaissent clôturés par un long mur.
Une vingtaine d'habitations sont établies en dehors de la vieille ville, dans les Bordes, le long de la route de Rozoy (avenue du Général de Gaulle et avenue de Verdun) jusqu'à la borne royale no 23 (au niveau de l'actuelle rue Claude Debussy).
Au XVIIIe siècle, on mentionne l’installation de minuscules fermes, appelées « bricoles », générées par l'extension de Fontenay dans les Bordes. Ces bricoles étaient de petits bâtiments à usage multiple, sur un lopin de terre qui permettait de subvenir aux besoins d'une famille, grâce au jardin potager, quelques volailles, et parfois même une vache.
Sont également mentionnées deux habitations dans la rue du Margat et une habitation dans l’ancien chemin de Marles (rue d'Orly et avenue des Héros de la Résistance).
Le fief de Chaubuisson (existant début XVIIe siècle) est mentionné, avec un château et jardins entouré de fossés remplis d'eau, et une ferme.
Fontenay se situe à la croisée des routes rectilignes de Paris à Rozoy (arche de Boitron sur le Bréon) et de Melun à Meaux, tracées au XVIIIe siècle. Le plan de Fontenay et de la route de Vilbert ne représente pas la route de Melun à Meaux croisant la route de Paris à Rozoy, alors que le plan de Chaumes et de Fontenay la représente, indiquant une construction au début de la seconde partie du XVIIIe siècle.
Un chemin (actuelle rue Pillot), prolongement d'une rue de la vieille ville, passe le rempart au nord et se dirige vers Marles. Ce chemin historique de Fontenay à Marles a été conservé, il débouchait à la porte ouest du rempart (en forme de quadrilatère) de Marles.

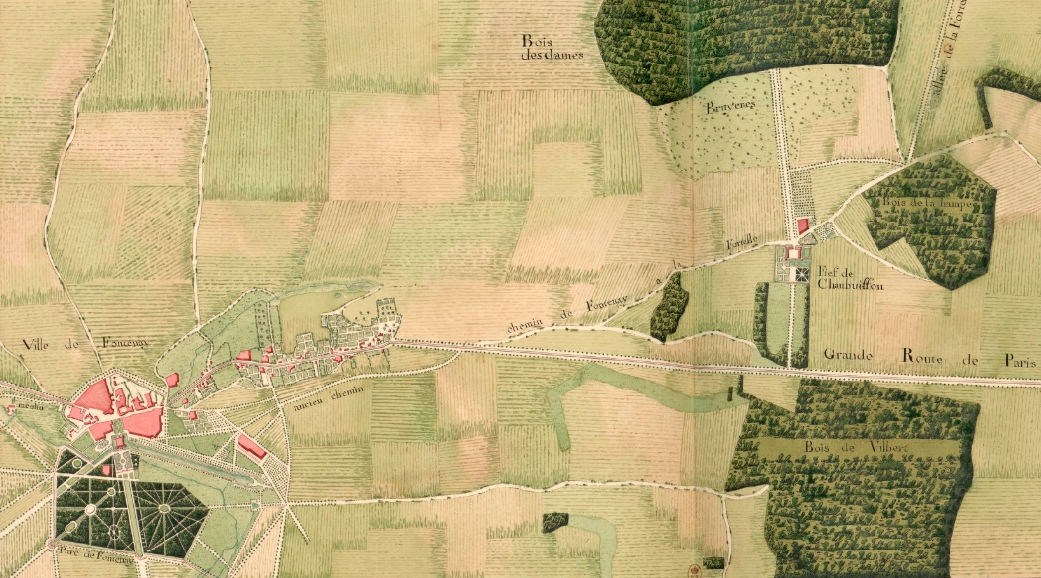
Fontenay vers 1750, avant la construction de la route de Meaux.

L'ancien chemin de Marles longeait la rive droite du ru de Monnoury et coupait deux chemins partant vers le nord en direction de Marles, actuelles rue Louis Braille (rejoignait le chemin de la vieille ville à Marles en suivant l'axe de la future grande route de Meaux, disparu) et rue Blaise Pascal (reliait les Bordes au centre de Marles par la porte sud du rempart de Marles tout en étant l'axe nord-sud majeur de ce village, actuel chemin de la Gravière).
Le chemin de Fontenay à Lumigny, débutant primitivement rue Branly, partait vers l'actuel manoir de Chaubuisson (chemin des Femmes) et le bois de Lumigny (bois des Dames).
Le boulevard des remparts (Étienne Hardy) existait à cette époque et permettait déjà de contourner la vieille ville.
Le chemin des Chapelles à Fontenay, aujourd'hui disparu, mais confirmé dans les plans postérieurs, débutait peu après la porte d'en haut et partait au nord de la route de Paris à Rozoy. Il rejoignait le chemin de Boitron à Marles et le chemin des Chapelles à Marles.
Les fermes de Laune (Lognes) et de L'Aulnoy (Launoy) sont représentées, de même que les chemins de Châtres à Lognes et Launoy (rejoignant la route de Paris à Rozoy au niveau de la borne royale no 22 qui a été conservée), de Châtres à Fontenay et d'Écoublay à Fontenay sont représentés. Dans ce secteur se trouvaient la ferme des Tournelles (dont la construction remonte vers 1500), le château du Vivier et le château d'Écoublay.
À Visy, l'ancien chemin de Chaumes à Fontenay suivait l'axe chemin des Vergers - rue du Bréon - chemin des Prairies. Les Thuilleries (Tuileries) et le Moulin de Visy (Petit Moulin, par opposition au Grand Moulin ou Vieux Moulin situé en aval de l'étang du Vivier) existaient à cette époque.
Le chemin de Fontenay à Vilbert passait au sud des Bordes et rejoignait l'ancien chemin et la route de Rozoy par l'actuelle rue Constant André.
Les chemins sont antérieurs aux grandes routes rectilignes.

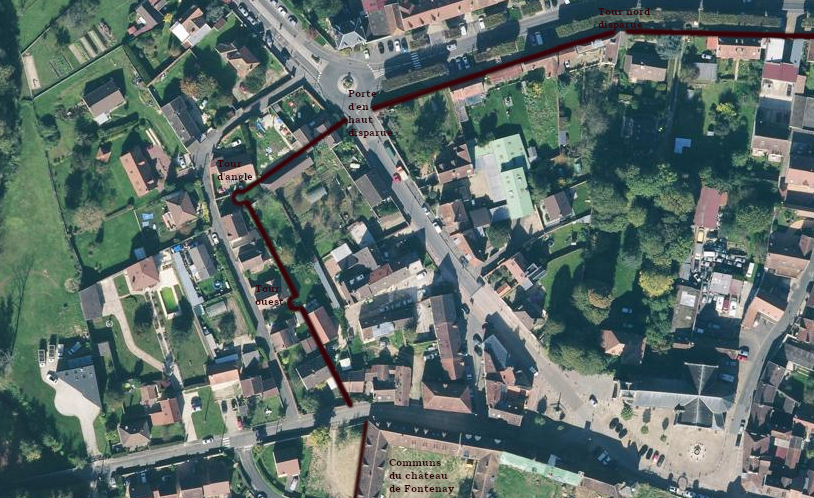
Fortifications ouest de Fontenay-Trésigny.
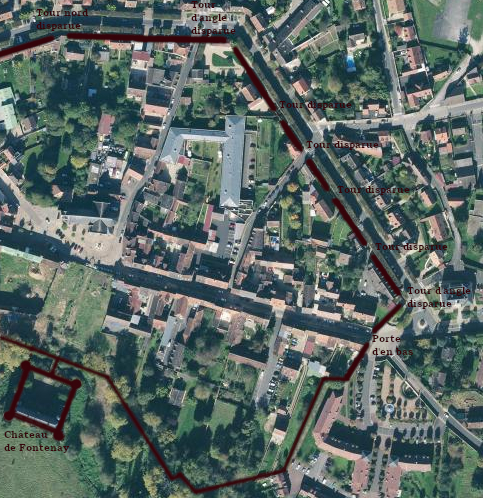
Fortifications est de Fontenay-Trésigny.

- Plans cadastraux des paroisses, établis par Louis Bénigne François Bertier de Sauvigny, intendant de la généralité de Paris de 1777 à 1789[55].

À la fin du XVIIIe siècle, les habitations sont établies plus ou moins en continu le long de la route de Rozoy, dans les Bordes, de la porte d'en bas jusqu'au chemin de Fontenay à Lumigny. Ces maisons typiquement briardes sont pour la plupart encore présentes. L'ancien chemin de Rozoy ne sera quant à lui pas urbanisé avant la seconde moitié du XXe siècle.
La limite avec Marles est détaillée, avec la position des différentes bornes, le territoire de Marles s'enfonçant profondément en direction de la vieille ville de Fontenay.
Le chemin de Fontenay à Marles (rue Pillot) sert de limite communale entre Fontenay et Marles.
Une tour d'angle est identifiée au coude nord-est du rempart (où se trouvait le second cimetière) qui est tracé jusqu'à la porte d'en bas. La porte d'en haut, détruite en 1820, est mentionnée.
Le chemin de Fontenay à Lumigny (chemin des Femmes) a été modifié, débutant plus à l'est, actuelle rue Claude Debussy.
Un ancien chemin, disparu, servait de limite communale, entre les actuels avenue du Général Leclerc et chemin de la Gravière.
Le chemin de la Noue Fagot (vers Boitron et Loribeau) est présent.
Les fermes de Jean-Grogne (d'origine médiévale, dépendait du château de Fontenay) et Ernoulieux (Renouilleux, d'origine médiévale) entourée de fossés remplis d'eau sont représentées, ainsi que le domaine de la Bossière (Boissière) en limite de Châtres.
Le château de Chaubuisson semble avoir disparu, ne subsistent que deux bâtiments, une tour ainsi que les fossés. De nos jours, il ne reste qu'une maison et une partie des fossés. La ferme de Chaubuisson est restée quasiment inchangée.
Le chemin de Fontenay à la Plumasserie est tracé, ainsi que les chemins de Fontenay à Malassise et de Visy à Malassise. Dans ce secteur, le château de la Plumasserie et de Malassise (d'origine médiévale) sont représentés entourés de fossés remplis d'eau. La ferme de la Plumasserie n'existe pas encore, elle sera bâtie en 1901.
Le Moulin du Pont constitue un hameau de plusieurs habitations sur le Bréon, au sud du parc du château.
Le hameau de Visy s'étend le long du chemin du Bréon qui ne passe pas encore sur la rive droite.
Écoublay est représenté comme un hameau important, davantage que Visy, avec une quinzaine d'habitations. Il était situé sur la route de Châtres à Chaumes et était relié à Gravoteau au sud et aux Tournelles au nord. Ceci est confirmé par le cadastre napoléonien et la carte d'état major. La majeure partie du hameau a disparu dans le parc actuel du château.
Le moulin de Gravetau (Gravoteau) est représenté, se compose d'une ferme et d'un moulin en contrebas sur le Bréjon (Bréon). La limite avec Chaumes se situe alors sur le chemin de la Chalotterie à Écoublay.
Les fontaines Bouillant (alors située à la limite de Fontenay et de Châtres) et Pissotin sont présentes.

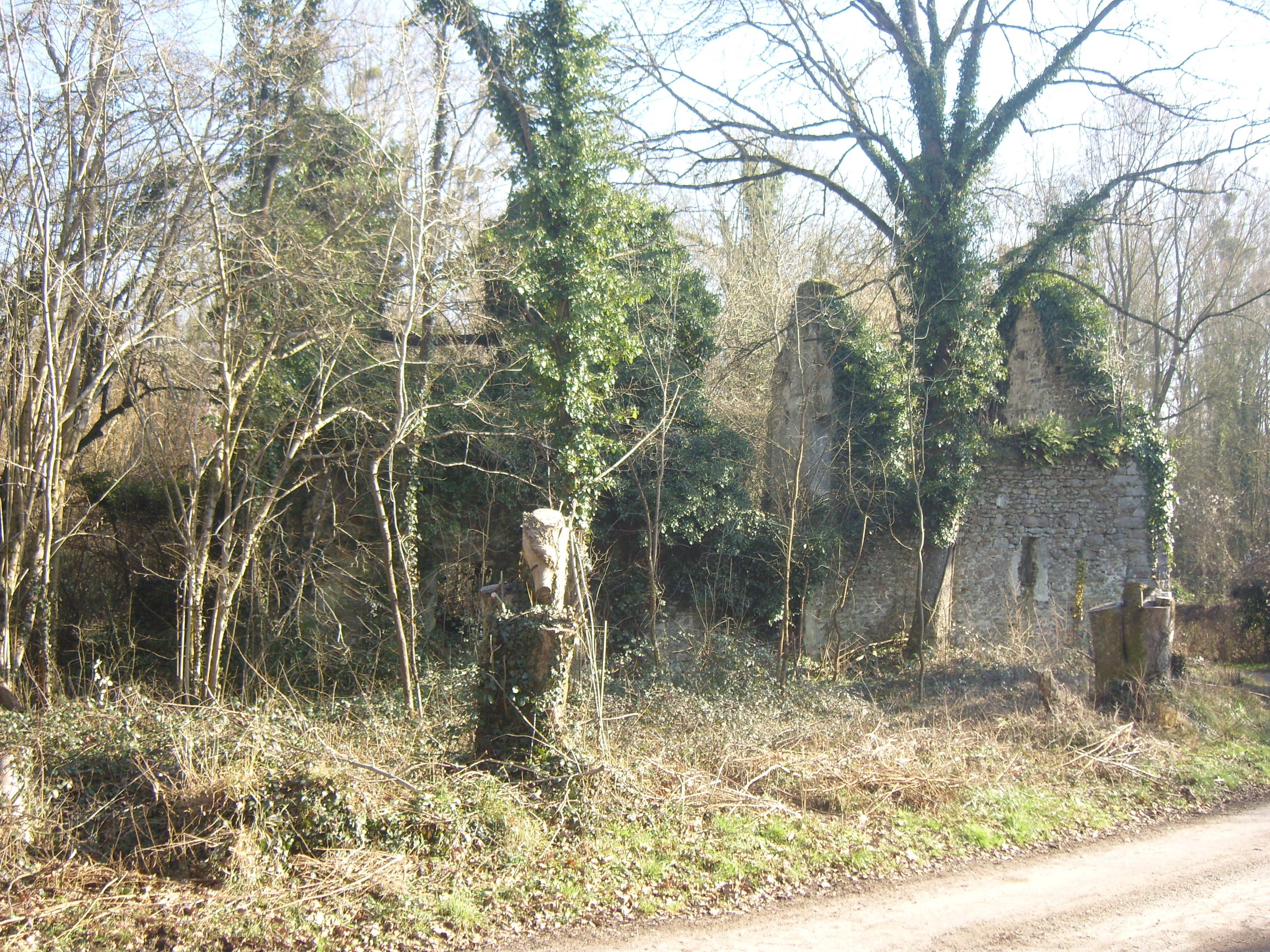
Les ruines du Moulin du Pont à Fontenay-Trésigny.

- Plans du cadastre napoléonien, établis entre 1824 et 1850[56].

La cartographie offre des vues détaillées des parcelles et des habitations. L'urbanisation est à cette époque inexistante au nord et à l'ouest de la vieille ville, excepté sur la rue Jehan de Brie. Les habitations des Bordes s'étirent toutes quasi exclusivement le long de la route de Paris à Rozoy, de manière discontinue avec plusieurs regroupements. L'ancien étang des Bordes (aujourd'hui comblé) apparaît sur la carte.
L'actuelle rue Constant André constituait le chemin du Butteau aux Bordes, reliant la route de Paris à Rozoy et le chemin de Fontenay au Bigot (actuelle rue Lafayette) qui se rejoignaient au Bigot. Le Bigot était une zone agricole située au bout des Bordes, à l'est du chemin des Femmes. Le chemin du Butteau aux Bordes se poursuivait vers le sud entre le Trou d'Auvergne et le Champ Vacher (actuelle impasse de la rue Constant André) pour rejoindre le chemin de Fontenay à Vilbert qui partait de la route de Melun (partie de l'actuelle avenue du duc d'Épernon). Un sentier des Bordes (très proche de l'actuelle rue Michelet) permettait également de relier les deux voies.
La limite avec Marles a été ajustée, notamment au niveau de la route de Melun à Meaux, proche de la limite actuelle.
La rue Blaise Pascal (vers Marles) était appelée chemin des Troupes.
Le rempart est clairement identifié, depuis la porte d'en bas jusqu'à la rue Jehan de Brie en passant par la route de Paris à Rozoy. Deux tours sont encore mentionnées le long du boulevard de l'est. Une petite tour d'angle et une petite tour ouest sont mentionnées en retrait de l'actuelle rue Racine.
Au coude du ru de Monnoury au milieu des jardins se trouvait la fontaine d'Orly et Saint Martin, entre les sites actuels de l'école Jules Ferry et du jardin public de la salle des Fêtes.
Le hameau de Visy se développe le long du chemin du Bréon, qui rejoint le chemin d'Écoublay à Fontenay. L'importance du moulin du Pont est confirmée. Il ne reste aujourd’hui que des ruines.
La ferme de Gravoteau s'est agrandie. La limite avec Chaumes est remontée au nord sur le chemin de Châtres à Chaumes.
On relève un calvaire sur une place circulaire au coude nord-est du rempart (ancienne tour d'angle) ainsi que plusieurs croix (Saint Martin à la porte d'en-haut, Sainte Anne et Saint Philibert sur la route de Châtres, Saint Pierre sur la route d'Écoublay, Saint Marc sur le chemin des Chapelles, Sainte Marie sur le chemin de Lognes, Saint Claude au Butteau...) aujourd'hui disparus.
- Carte d'état-major, établie entre 1820 et 1866[57].

Il n'y a pas d’évolution significative par rapport au cadastre napoléonien. L'urbanisation n'a pas progressé.
Le 28 janvier 1834, la commune abandonne ses droits sur les anciens remparts, murs, tourelles et fossés. La partie située au sud était comprise dans le parc de la marquise de Montagu qui s'en réclamait propriétaire. La partie située à l'ouest avait été vendue aux propriétaires riverains le 22 octobre 1814. La partie située au nord et à l'est demeurait jusqu'alors en possession de la commune mais les riverains prétendaient à la propriété. En mai 1841, la commune décida de vendre cette partie aux riverains. Il ne subsiste plus des fortifications que la porte d'en bas, des murs en pierre meulière ainsi que les bases de la petite tour d'angle et de la petite tour ouest en retrait de la rue Racine.
Au milieu du XIXe siècle, les habitations sont encore groupées dans la vieille ville ainsi que le long de la route de Paris à Rozoy. Rozoy ou Chaumes sont alors des villes plus importantes que Fontenay. La ville profite toutefois de sa position privilégiée, à la croisée des routes de Paris à Rozoy et de Melun à Meaux (les Quatre Chemins).
Au début du XXe siècle, Fontenay commence à se densifier dans la vieille ville et le long de la route de Paris à Rozoy. Le train et les industries accompagnent la croissance de la ville.

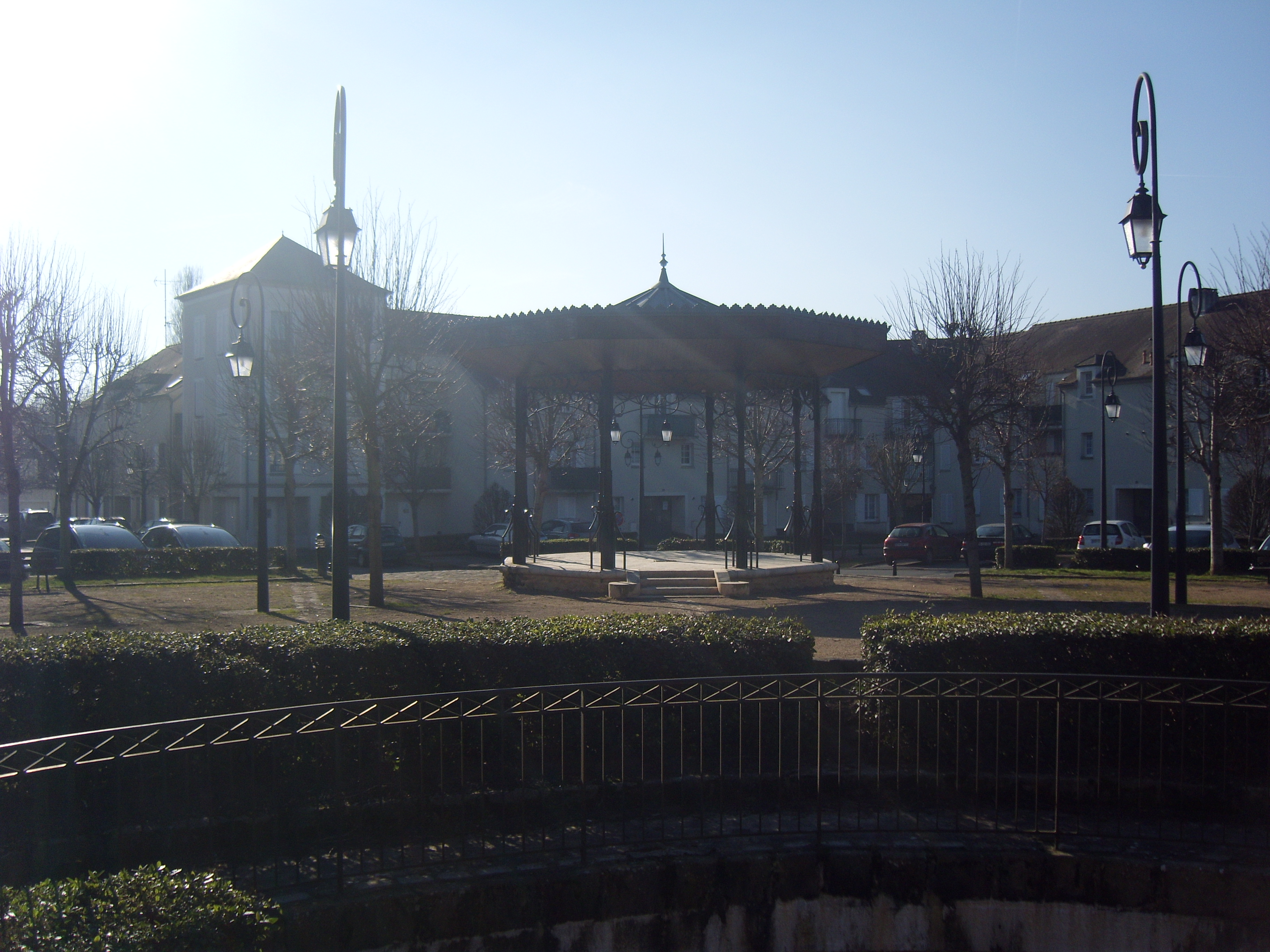
Le square du Petit Margat à Fontenay-Trésigny.

Le développement de l'agglomération se fait ensuite par une urbanisation progressive - principalement à l'est, dans les Bordes - tout le long du XXe siècle, mais surtout depuis les années 1960 :
- Fin des années 1950 - début des années 1960 : déviation de la RN 4 ;
- Fin des années 1960 : square Jean Mermoz (logements locatifs sociaux implantés au lieu-dit « les Moreaux »[62]) et rue de la Poterne (à l'origine chemin partant de la rue Pillot face aux cités Aumaître et Mathé, existant dans les années 1930, passant au milieu de vergers partagés et menant à une décharge municipale située derrière le cimetière. Le chemin est aménagé avec des jardins partagés implantés autour de la décharge municipale dans les années 1940. Une route est construite sur le chemin existant à la fin des années 1950 avant d'être ensuite prolongée vers l'ouest avec une réhabilitation et un lotissement des terrains dans les années 1960) ;
- Début des années 1970 : partie nord du domaine de Fontenay (square Léonard de Vinci) et rue Boileau / rue Voltaire à l'ouest ;
- Fin des années 1970 : résidence du château et Butteau ;
- Début des années 1980 : rue Paul Éluard ;
- Milieu des années 1980 : partie sud du domaine de Fontenay et Butteau (avenue du duc d'Épernon et rue des Manassés) et ZA de Monnoury (les Égrefins) ;
- Fin des années 1990 : rue Georges Brassens / rue Louis Aragon.

À partir des années 2000 s'opèrent une reconversion et une densification de l'agglomération dans le cadre du Schéma directeur de la région Île-de-France :
- Lotissement square du Petit Margat en 2000/2002 ;
- Lotissement rue Ambroise Paré sur l'emplacement des anciens Établissements Hardy (menuiserie, fabrication de cadres) en 2003/2004 ;
- Lotissement square François Mitterrand (89 logements) sur le terrain (11 000 m2) de l'ancienne usine Engelhard-Clal (traitement des métaux précieux, auparavant Virax) dans la rue Constant André en 2008/2011 ;
- Cession par la commune en 2012 d'un terrain agricole de 14 609 m2 rue Émile Zola (sud-est de l'agglomération) afin d’y construire 75 logements dont 35 sociaux, dans le respect de conditions de développement durable[64]. La construction de la résidence « Les Allées du Marquis » a débuté en décembre 2014 et s'est achevée en 2016.
- « Maison bleue » dans l'avenue de Verdun, où 17 logements HLM ont été construits pour Trois Moulins Habitat sur le terrain de 1 325 m2 d'une maison en ruine expropriée[65] puis rasée, en 2016/2017 ;
- « Villa Trésigny » dans l'avenue de Verdun, où 18 logements répartis sur deux bâtiments ont été construits sur le site de 1 180 m2 d'un ancien garage Renault en 2016/2017 ;
- Résidence de 44 logements et bureaux pour les professions libérales sur le site de 3 178 m2 d'un ancien garage Ford dans l'avenue du Général Leclerc en 2016/2017 ;
- Lancement par l'Office public de l'habitat de Seine-et-Marne en 2015 de la construction de 20 appartements derrière le centre d'intervention et de secours, dont 10 sont réservés au Service départemental d'incendie et de secours. La construction des bâtiments s'est achevée en 2017.
- Lotissement square Claude Arnaud de 42 lots dans la rue Pascal à la place de la friche industrielle de 8 000 m2 laissée par la Cideb (mécanique et outillage de précision) en 2018/2019.
- Lotissement « Les Longins » avec 26 lots sur une superficie totale de 13 772 m2 en 2021-2022. Un permis de construire a été délivré en décembre 2018 puis la voirie construite en 2020-2021. Une nouvelle rue Simone Veil dessert le lotissement[66].
- Mise en place de jardins familiaux sur un terrain de 800 m2 situé à proximité du gymnase au printemps 2022[67]. Ils avaient été initialement prévus sur la parcelle 366 en friche située entre le cimetière et la voie rapide route nationale 4, à l'extrémité de la rue Pillot[37].
- Lotissement « Les Villas Renoir » dans l'enclave de Marles-en-Brie avec 41 pavillons construits en majeure partie en 2024 entre les rues Renoir, Lavoisier et Pillot autour de la maison de maître et sur le site de l'ancienne usine Aumaître et Mathé démolie[68].
- Construction d'immeubles collectifs et de maisons individuelles par des promoteurs ou des particuliers sur des parcelles de terrain existantes ou divisées.

L'agglomération s'est notamment étendue sur le cours inférieur du ru de Monnoury (partiellement recouvert), tout en s'organisant au sud de la déviation de la RN 4, bordée par le Bréon au sud-ouest.

### Morphologie urbaine

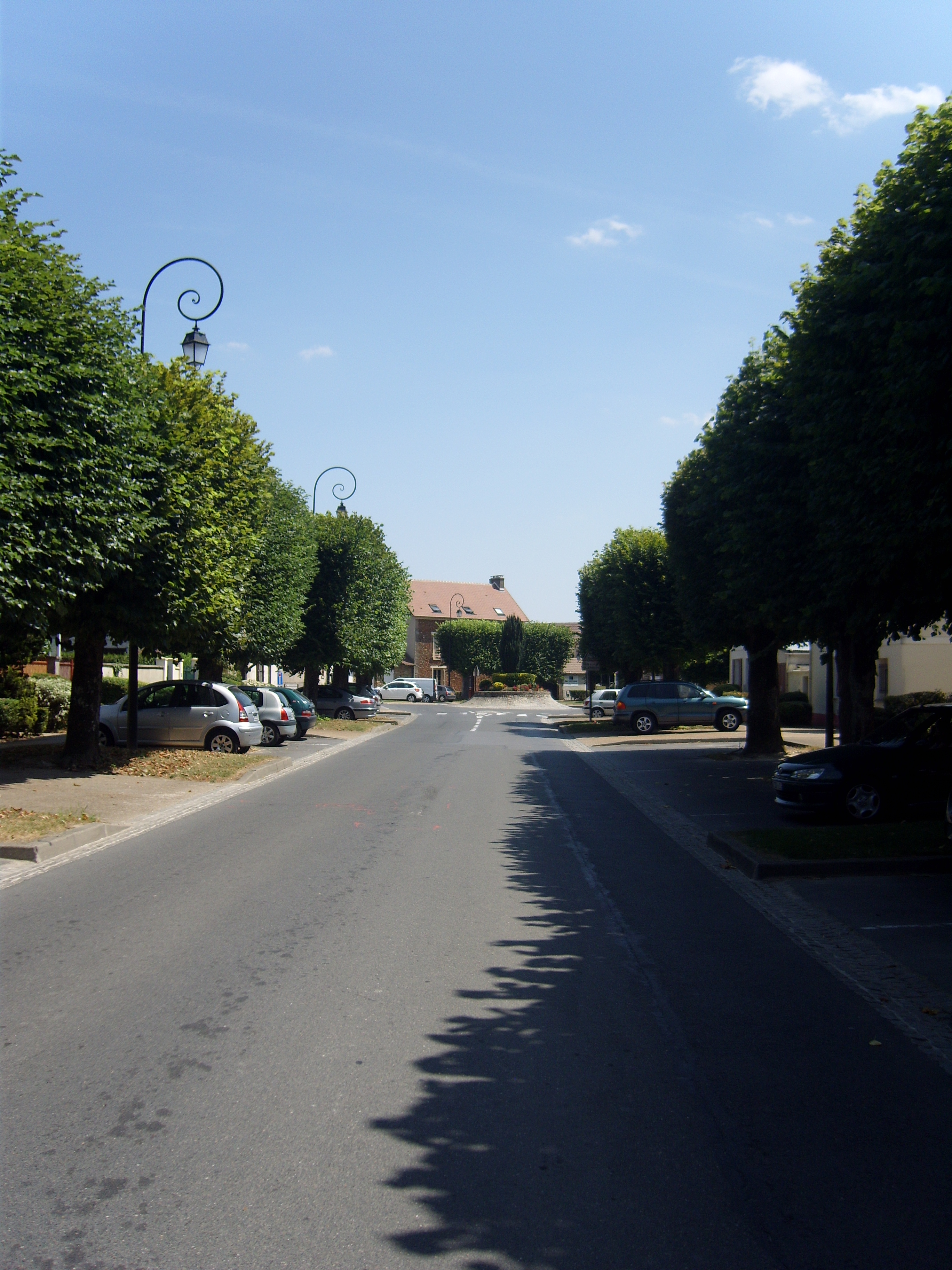
Le boulevard Hardy bordé de tilleuls.

La commune regroupe un grand nombre de hameaux et fermes : bourg de Fontenay, le Margat, les Bordes, le Butteau, Visy, Chaubuisson, ferme de Malassise, château de la Plumasserie, ferme de la Plumasserie, ferme de Sourdeau (pigeonnier), le Moulin du Pont, la Tuilerie, le Moulin de Visy, le Vieux Moulin, ferme des Tournelles, le Vivier, Écoublay, Gravoteau, ferme de Renouilleux, ferme de Jean Grogne, Boissière, ferme de Lognes, ferme de Launoy.
La commune présente une agglomération relativement compacte mais peu dense, où les différents quartiers sont peu individualisés. Les axes structurant sont constitués des anciennes RN 4 (rue Bertaux - avenue du Général de Gaulle – avenue de Verdun) et RN 36 (avenue du Général Leclerc – avenue Pasteur).
La vieille ville de Fontenay, partie historique de la ville entourée par le boulevard Étienne Hardy et de la rue Racine, se situe sur la bordure sud-ouest de l'agglomération actuelle qui couvre une superficie bien plus vaste.
Le hameau de Visy et les autres écarts ont quant à eux peu évolué ou sont restés largement inchangés en deux siècles.

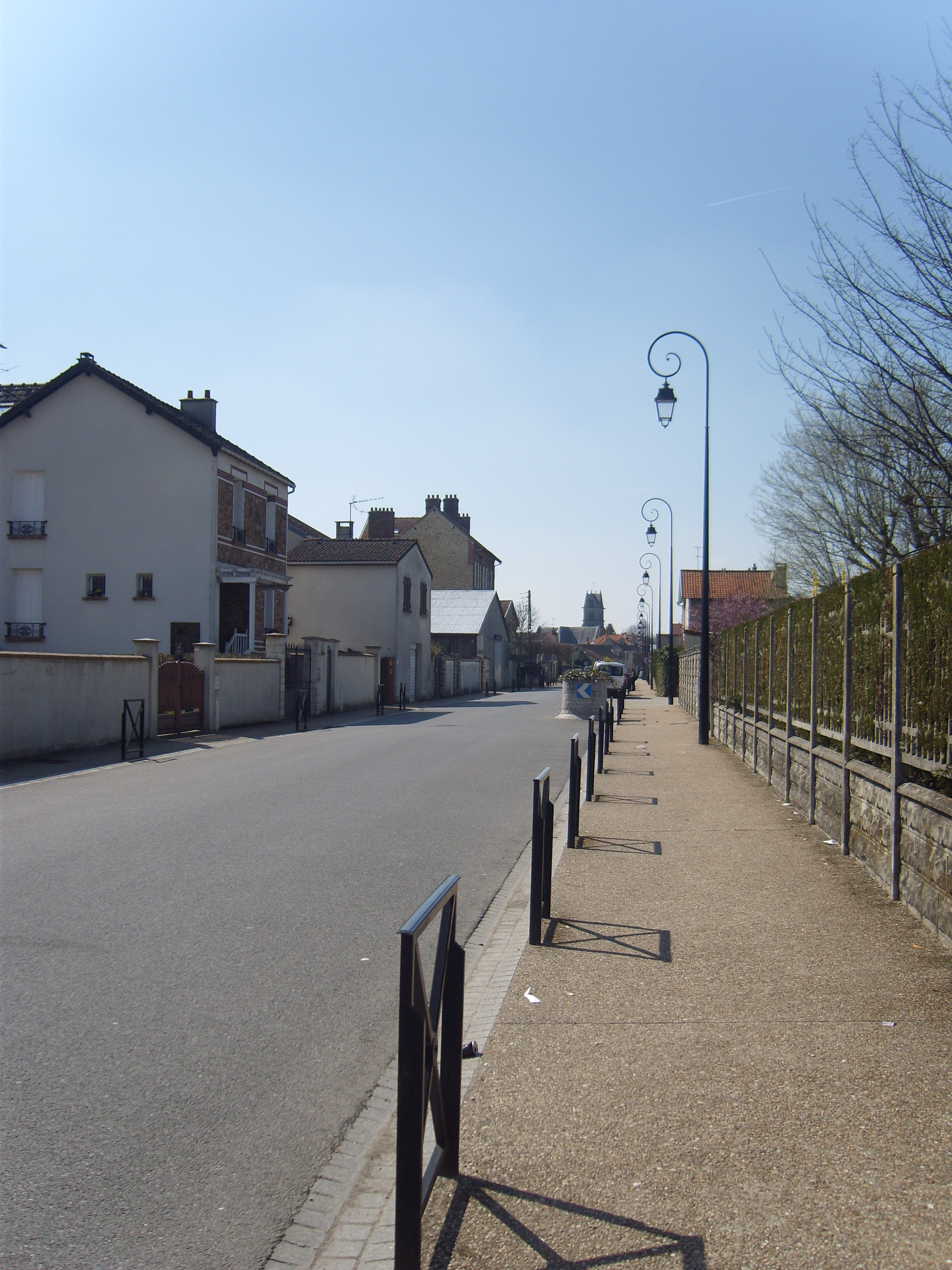
L'église Saint-Martin depuis l'avenue des Héros de la Résistance.
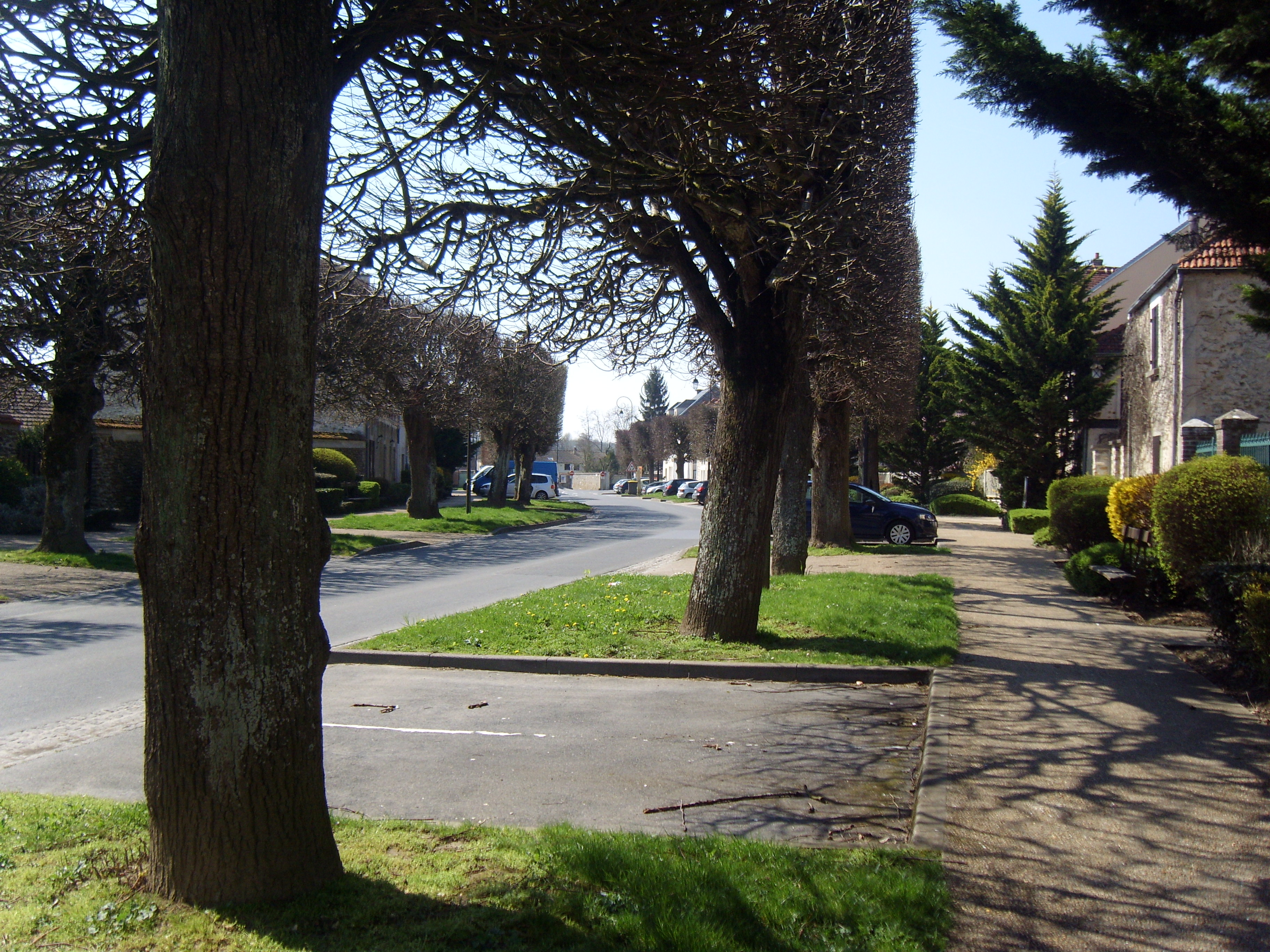
Boulevard Étienne Hardy et ses tilleuls centenaires.
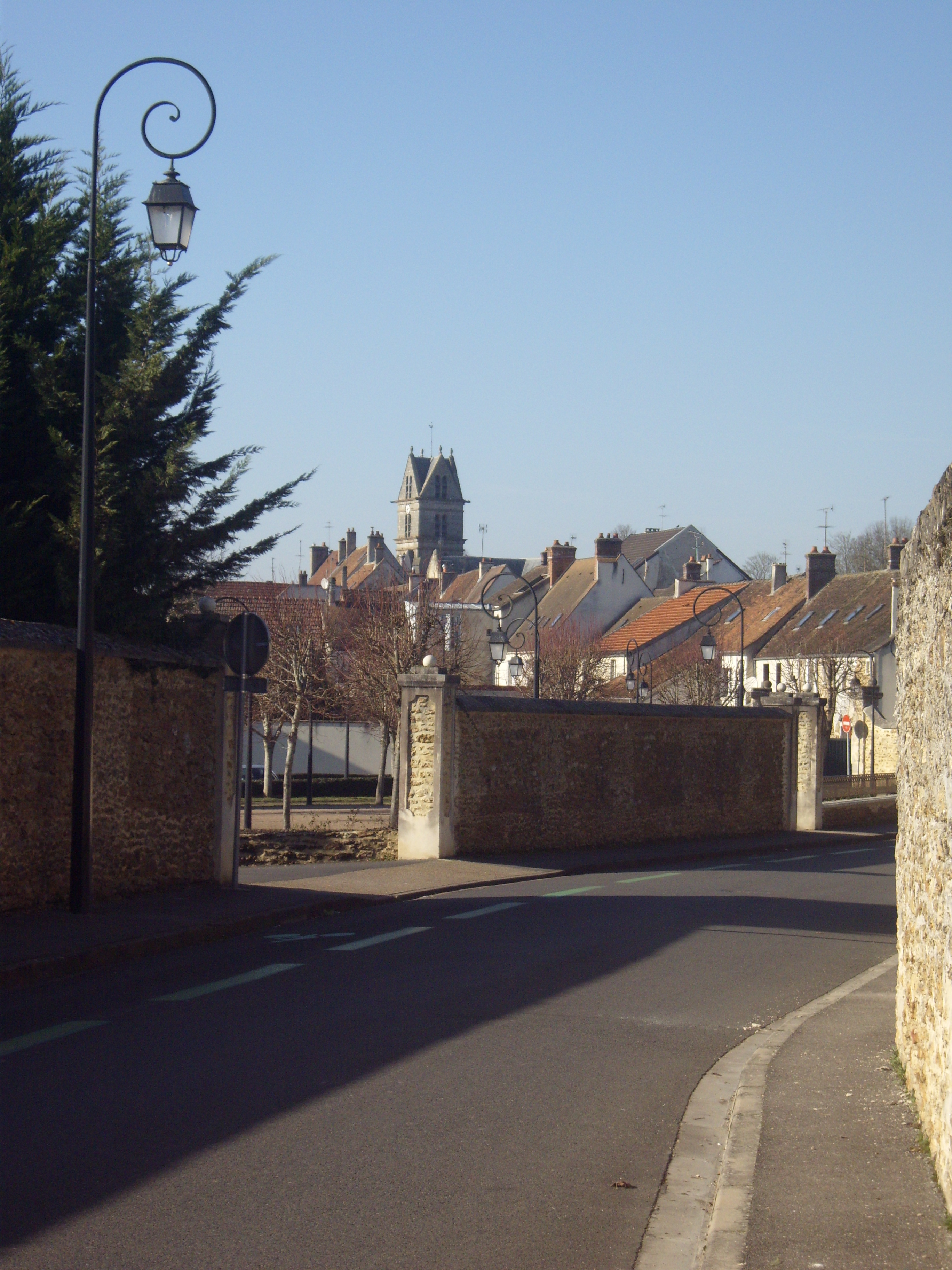
Vue vers l'église de Fontenay-Trésigny depuis le Margat.
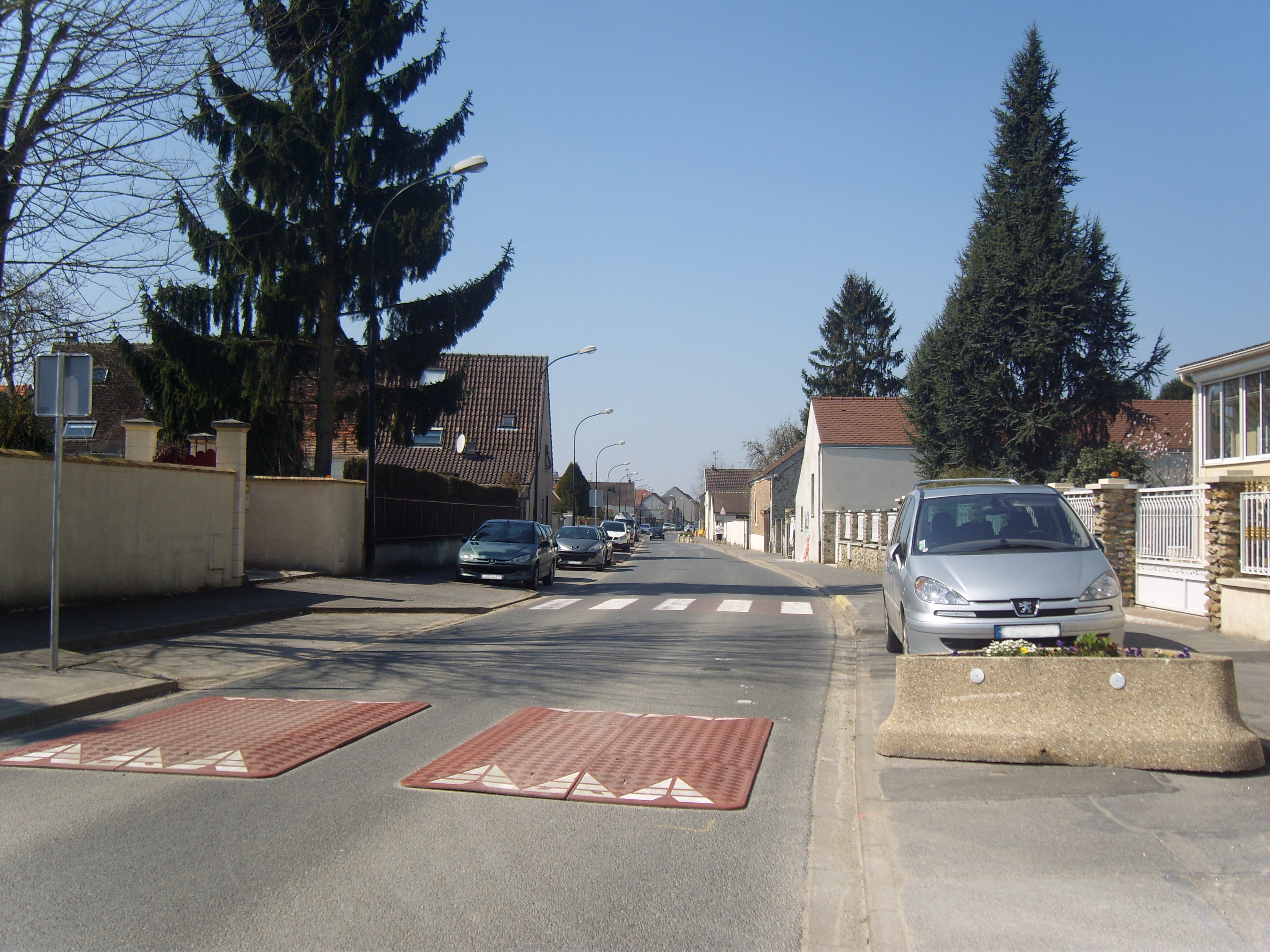
Avenue de Verdun dans les Bordes à Fontenay-Trésigny.
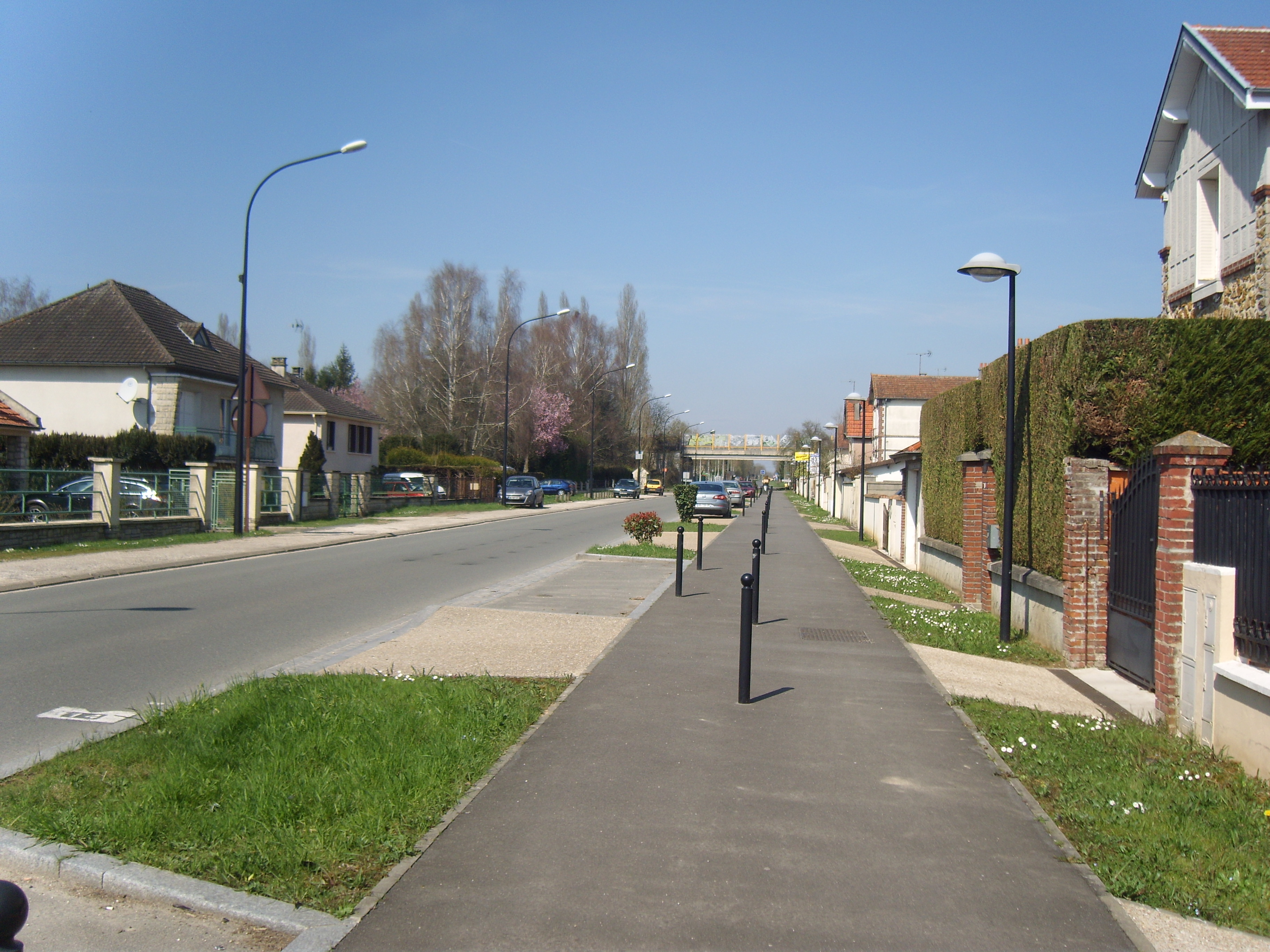
Sortie de Fontenay-Trésigny avenue Général Leclerc.

### Logements

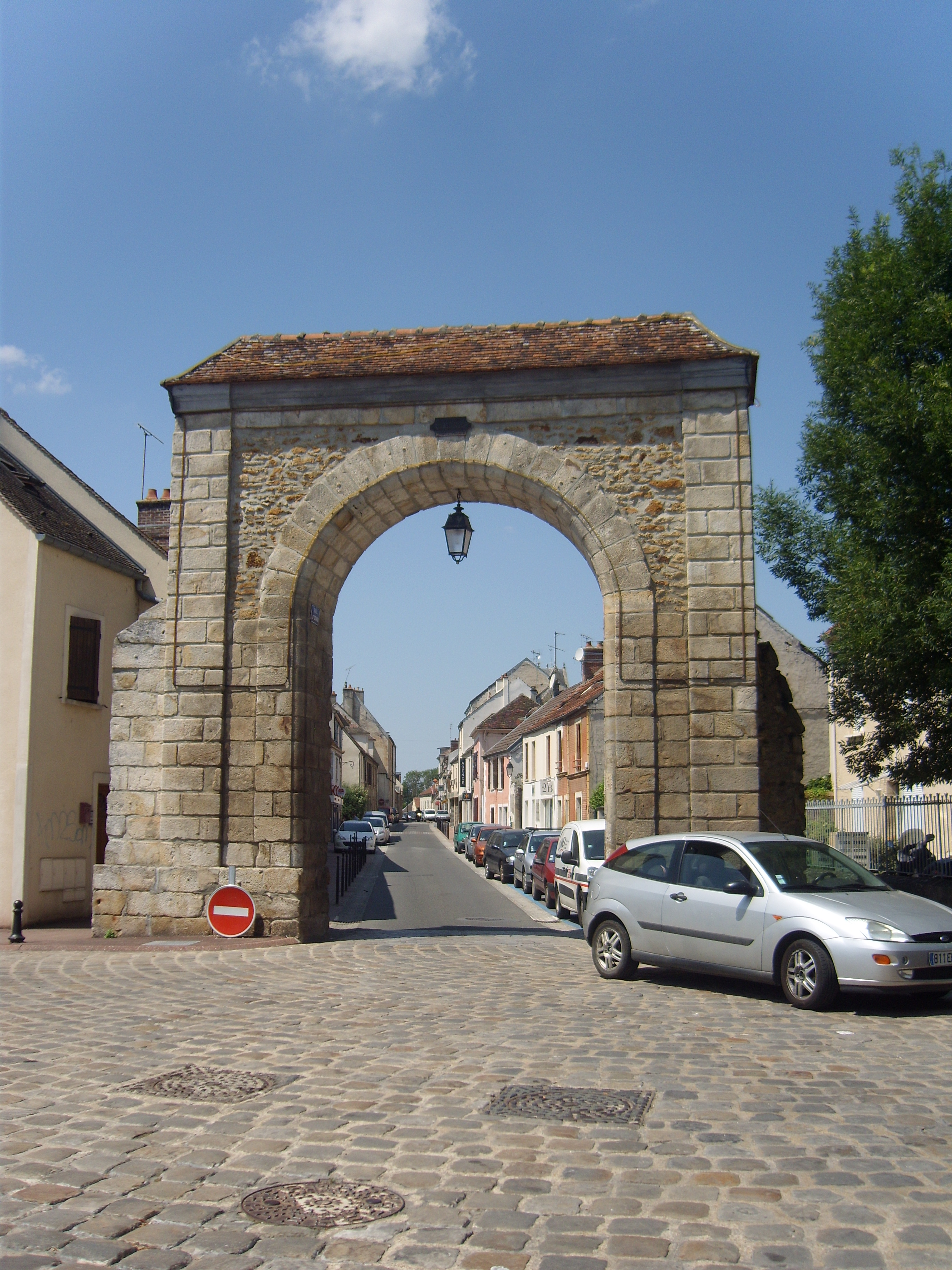
La porte d'en bas et la rue Bertaux.

Le territoire est parsemé de grandes fermes briardes isolées dont certaines sont fortifiées et/ou remontent à l'époque médiévale.
La commune est marquée par une diversité de logements liés à son histoire. Dans le centre historique le long de la rue Bertaux entre l'église et la porte d'en bas, ce sont des habitations compactes collées les unes aux autres, côtoyant les grands corps de fermes briardes. Le long du boulevard Étienne Hardy ceinturant la vieille ville, ce sont surtout des maisons individuelles construites au XIXe siècle. L'habitat pavillonnaire lié à la croissance de la ville au XXe siècle au nord-ouest et à l'est (notamment le domaine de Fontenay et Butteau) couvre la majeure partie de l'agglomération. La ville compte également des logements sociaux dans les quartiers Jean Mermoz et Paul Éluard situés dans sa partie nord, et le Margat en centre-ville.
Le nombre total de logements dans la commune était de 2 566 en 2020, alors qu'il était de 2 279 en 2014, 2 075 en 2009 et 1 775 en 1999.
Parmi ces logements, 90,9 % étaient des résidences principales, 1,4 % des résidences secondaires et 7,7 % des logements vacants en 2020. Ces logements étaient pour 62,2 % d'entre eux des maisons individuelles et pour 36,8 % des appartements en 2020.
La proportion des résidences principales, propriétés de leurs occupants était de 63,7 % en 2020, en baisse par rapport à 2014 (65,1 %). La part de logements HLM loués vides (logements sociaux) était toujours inférieure au seuil de 20 % (17,2 % en 2020 contre 16,0 % en 2014, leur nombre ayant toutefois augmenté à 401 en 2020 contre 335 en 2014).

### Projets d'aménagements

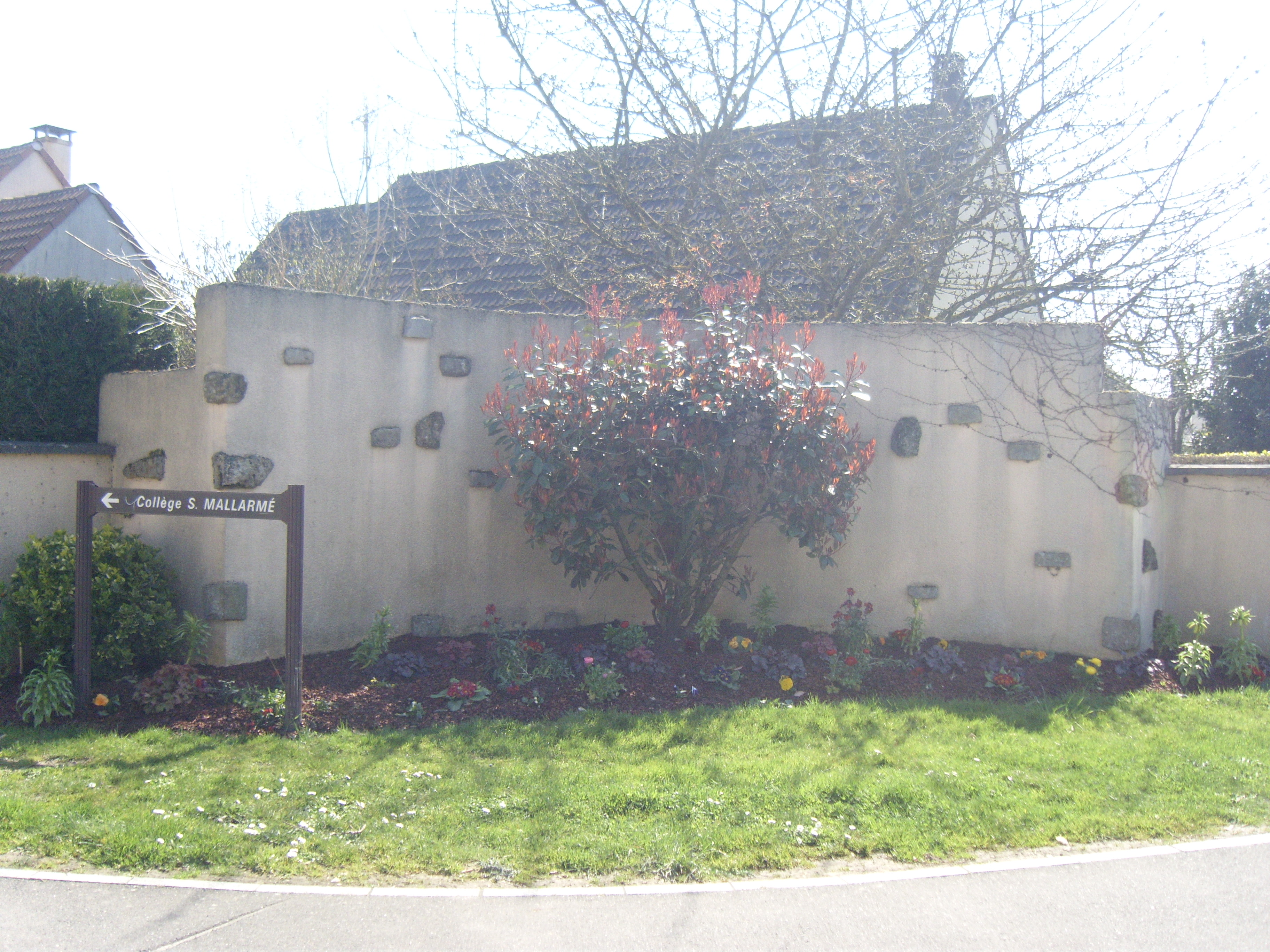
Parterre fleuri au croisement de l'avenue Pasteur et de la rue La Fayette.

Les communs du château du duc d'Épernon ainsi que la ferme ont fait l'objet d’un permis de construire pour accueillir 98 appartements. La mise en liquidation judiciaire du promoteur immobilier a entraîné un gel des travaux, qui avaient été entamés dans les communs. Les travaux des communs, refinancés par les copropriétaires, ont repris en mai 2017. Les premières livraisons d'appartements ont lieu en 2019, 10 appartements étaient livrés en avril 2020. La dernière phase des travaux était encore en cours entre 2020 et 2023.
En février 2022, le château du duc d'Épernon est acquis par la société Histoire et Patrimoine, filiale du groupe Altarea Cogedim spécialisée dans la réhabilitation du patrimoine en cœur de ville, qui prévoit de le restaurer. La société a effectué les travaux de consolidation afin de conforter la structure au cours du premier semestre 2022. La seconde phase du chantier consistera ensuite en la création de logements. Le château devrait accueillir ses premiers habitants fin 2025.
Une résidence de 38 logements, « Jehan de Brie », a été construite entre le Bréon et les communs du château sur un terrain de 7 696 m2 en 2021.
La commune décida en 2012 de se porter acquéreuse d'une partie du parc d'une superficie de 13 hectares située à l'arrière du lotissement square du Petit Margat dans le but de créer un parcours de santé. L'acte définitif d'acquisition du parc du château fut signé le 29 novembre 2018 pour un montant de 130 406 €.
En octobre 2021, la commune se positionne pour acquérir deux parcelles dans le parc du château encadrant la partie acquise en 2018 pour une superficie de 19 hectares. L'ensemble de 32 hectares permet de se rendre de la D144A à l'ouest vers la D436 à l'est sans quitter le futur parc municipal.
La commune décida le 15 juin 2018 de la vente d'un terrain de 2 730 m2 situé au 19 rue Bertaux (au bout du parking) à Aménagement 77, une société d'économie mixte d'aménagement et de construction intervenant en Seine-et-Marne, pour un montant de 415 000 € afin d'y construire un immeuble comprenant 41 logements, avec la conservation en propriété communale d'un chemin piétonnier d'accès au parc du château. Le programme immobilier « Les Allées Bertaux » a été lancé en janvier 2019, pour une livraison initiale prévue au 2e trimestre 2021. La construction de l'immeuble avec 39 logements débute en 2022 et s'achève à l'été 2024. Le parking Bertaux desservant l'immeuble devient la rue Lucie Aubrac et un accès piétonnier est créé vers le parc du château.
Une aire d'accueil des gens du voyage de 15 emplacements a été construite en 2022 sur un terrain agricole situé à Fontenay-Trésigny et Marles-en-Brie acquis par la communauté de communes du Val Briard. Cette opération fait suite au schéma départemental d'accueil et d'habitat des gens du voyage 2020-2026 qui préconise l'implantation des aires d'accueil des gens du voyage sur des communes de plus de 5 000 habitants.
Une Maison des Ados devait être aménagée en 2018-2019 dans l'ancien garage du centre de loisirs de la commune situé dans la rue La Fayette. Ce garage sera agrandi et refait. Jusqu'en 2017, les adolescents étaient accueillis dans l'ancienne caserne des pompiers (devenue trop vétuste), puis dans une salle du centre de loisirs. Ce projet est suspendu en 2019 afin de donner la priorité à la maison de santé pluridisciplinaire. Le projet est relancé en 2021, le chantier d'agrandissement est lancé en 2023 et le nouveau bâtiment terminé au printemps 2024.
Un permis d'aménager a été accordé en 2019 au 40 rue La Fayette pour la démolition d'un pavillon individuel et l'aménagement de 8 lots constructibles sur la parcelle à partir du printemps 2020. Une nouvelle voie nommée rue Arnaud Beltrame est créée pour desservir le lotissement.
Un permis de construire a été délivré en février 2020 pour la construction de 3 immeubles avec 37 logements au 1 rue Pillot sur le terrain (2 250 m2) d'un ancien garage Citroën jouxtant l'église Saint-Martin et démoli. Le programme « Résidence Louise » était prévu pour être livré au troisième trimestre 2022 avant d'être abandonné.

## Toponymie
La localité s'est appelée Fontanetum im Bria, Fontenaio, Villa Fonteneio puis Fontenay en Brie et enfin Fontenay-Trésigny.
On retrouve l'appellation Fontenay dans les titres anciens dès le Moyen Âge : FONTANETUM – IM.BRIA-FONTENAIO - VILLA FONTENEIO. Elle provient des sources et fontaines, nombreuses sur son territoire, qui alimentaient plusieurs étangs et viviers. Quant à l'appellation Trésigny, elle n’apparaît pas avant la fin du XVIIe siècle quand les Tonnelier de Breteuil devinrent marquis de Fontenay-Trésigny.

## Histoire

### Préhistoire
Durant la Préhistoire, le site de Fontenay-Trésigny est incontestablement occupé. Des silex taillés et des haches de la période de la pierre polie y sont retrouvés.
Au Néolithique, la forêt (Brigia Sylva) recouvre alors 80 % de la Brie. La chasse et la cueillette sont pratiquées.

### Antiquité
Entre - 2500 et - 1000, déforestation progressive, augmentation de la population, travail du cuivre, du bronze, puis du fer ; les terres sont mises en culture.
Durant la période gauloise, le site est à la limite des peuples celtes des Meldes (Meldi) au nord et des Sénons (Senones) au sud. C'est un lieu de passage entre l'oppidum sénon de Melodunum (Melun) et la capitale melde Iantinum (Meaux).
En - 52, défaite à Lutèce des tribus commandées par chef gaulois Camulogène face au légat de Jules César le lieutenant Titius Labiénus.
Période gallo-romaine : essor des cités de Meldès (Meaux) et Melodunum (Melun) bien situées sur les berges de la Seine et de la Marne. Une voie antique passait par le Vivier et Marles, et des monnaies romaines ont été découvertes sur le territoire de la commune. Une voie antique (Chemin Paré) reliait également Melun à Meaux en passant par le secteur de Rozay-en-Brie. La via Agrippa (Chemin Paré) passe à Châteaubleau (Riobé) et à Chailly-en-Brie en remontant vers Meaux.
Au Ve siècle, déclin de la civilisation gallo-romaine et ascension des Francs en Gaule.

### Moyen Âge
En 845, les Vikings remontent la Seine et atteignent Melun qui est totalement saccagée et incendiée. Les raids se succèdent. En 861, les Vikings pillent Meaux, Melun et toute la région. Ils reviennent à Melun en 866, en 886 et 887 après avoir échoué devant Paris, en 888 en revenant de piller la Bourgogne. En 909, un dernier passage ravage totalement Melun et la contrée.
Fontenay se situait au XIe siècle dans la mouvance de la seigneurie de Tournan, tenue des évêques de Paris qui investissaient le seigneur.
Le plus ancien seigneur de Tournan connu était Gui ou Guillaume de Vitry (Vitry-Coubert à Guignes ?), qui fit don de l'église Saint Denis de Tournan à l'abbaye de Saint-Maur en 1088.
Au XIe siècle, présence à Fontenay d'un prieuré-cure de chanoines réguliers à la collation de l'abbé de Notre-Dame de Chaâge à Meaux.
Au XIIe siècle, la limite entre le domaine royal et le comté de Champagne passe au cœur de la Brie. Fontenay se situe sur le domaine royal.
Sous le règne de Louis VI le Gros (1108-1137), la modeste bourgade ne possède qu'un prieuré et un château fort. Le château fort, occupé par Louis VI le Gros, menace ruine. Il fut bâti sur un site stratégique, sur le chemin de Rome (une route de pèlerinage venant de Paris, qui se poursuivait vers Troyes par Rozay-en-Brie et Provins, et vraisemblablement utilisée par les marchands qui se rendaient aux célèbres foires de Champagne et par les pèlerins. Le seigneur y percevait un péage au passage sur son domaine), sur le Bréon (qui alimentait les douves) en amont de la vallée (qui abritait le château du Vivier et où passait une voie), en bordure des terres royales face au comté de Champagne. Rozay-en-Brie, Bernay-en-Brie et Vilbert se situaient alors en terre champenoise, séparée de Fontenay par les bois de Lumigny, de Bernay et de Vilbert faisant partie de la Haye de Brie.
En 1113, Louis VI, par une charte délivré à Châlons pour la fondation de l'abbaye Saint-Victor de Paris, donne aux religieux des biens importants dans la Brie et le Gâtinais, à Orgenoy, à Fontenay, à Burcy, à Larchant. À ce moment, un Jehan de Fontenay est seigneur du village.
En 1135, quand les chanoines de la cathédrale de Meaux établirent dans cette ville une communauté de chanoines réguliers sur l'emplacement de l'ancienne église Notre-Dame de Chaâge, l'évêque Manassé II concède à l'abbaye nouvelle les paroisses de Claye, d'Ocquerre, de Saint-Rémy-la-Vanne, les églises de Saint-Rigomer et de Fontenay. Jehan de Fontenay est toujours seigneur.
Manassès, fils de Gui de Vitry, posséda la terre de Tournan et mourut après 1140. Gui, fils de Manassès, ayant entrepris le voyage de la deuxième croisade en 1147, vendit la terre de Tournan à Gui de Garlande, fils de Gilbert de Garlande qui mourut après 1186.
La famille de Garlande, originaire de la Brie, est de modeste extraction, probablement de lignage chevaleresque. La connaissance de la famille, fidèles du roi, commence avec Guillaume Ier de Garlande qui exerce l'avouerie de deux domaines proches de Faremoutiers dépendant de l'abbaye Saint-Jean de Lagny.
Gilbert de Garlande dit « Le Jeune », frère d'Anseau de Garlande, fut grand bouteiller de France (1112-1127/28), disgracié.
Les seigneurs de Garlande se perpétuent pendant plus d'un siècle : Anseau de Garlande (mort dès 1188), Anseau II de Garlande (mort vers 1238), Robert de Garlande (mort vers 1248), Anseau III de Garlande (mort après 1274) puis Anseau IV de Garlande (mort en 1287).
En 1233, fondation d'une chapelle dans l'église de Fontenay par Roger et Milon d'Attilly, écuyers, fils de Manassès d'Attilly. La chapelle devait être desservie par les religieux de l'abbaye de Notre-Dame de Chaâge de Meaux.
En 1252, il y avait un hôtel-Dieu desservi par des religieux.
En 1257, Anseau IV de Garlande, seigneur de Tournan, possède le château de Fontenay et les terres du domaine. En 1263, il prétendit que Fontenay en Brie était de sa châtellenie, mais le parlement de Paris jugea que le lieu était de la châtellenie de Melun. Fontenay en Brie resta toutefois à la châtellenie de Tournan.
Aux XIIe et XIIIe siècles : essor des foires de Champagne, notamment à Provins et Lagny reliées entre elles par les villes de Jouy-le-Châtel, Coulommiers et Crécy.
L'époque de construction du château du Vivier n'est pas connue. Des ordonnances et édits relatifs à la propriété auraient été rendus en 1260. Le château a appartenu aux comtes de Champagne et de Brie et est passé dans le domaine des rois de France lorsque Jeanne de Navarre épousa Philippe IV le Bel, le 16 août 1284. Leurs fils Louis X, Philippe V le Long et Charles IV le Bel, ont laissé peu de traces de leur passage au Vivier. Philippe le Long a daté de ce château trois ordonnances en 1319 et 1320.
En 1284, réunion du comté de Champagne au domaine royal, la Brie restera divisée entre Brie française et Brie champenoise jusqu'à la création du département de Seine-et-Marne.
En mai 1293, Jean de Garlande, neveu d'Anseau IV de Garlande, vend, suivant un acte revêtu du sceau de l’évêque de Paris et de ceux des abbés de Lagny et de Saint-Maur, les châtellenie et ville de Tournan et les seigneuries de Marles, Fontenay, Favières et Combreux à Pierre VI de Chambly dit « Le Gras », grand chambellan de Philippe IV le Bel.
La terre de Tournan est cédée en octobre 1293 à Charles de Valois, et ensuite peu à peu démembrée et partagée entre différents seigneurs.
En 1316, le pape Jean XXII publie une bulle autorisant la fondation d'une chapelle au Vivier dédiée à saint Thomas de Cantorbéry.
En 1325, Charles de Valois, frère cadet de Philippe le Bel, avant de mourir, lègue le Vivier à son fils le futur Philippe VI de Valois qui viendra à plusieurs reprises entre 1328 et 1344.
En janvier 1343, le roi Philippe VI de Valois fait don par lettres patentes des châtellenies de Tournan, de Torcy et du Vivier en Brie à son fils Jean de France qui deviendra roi en 1350.
En 1348, arrivée de la peste noire, qui va décimer une grande partie de la population. D'autres épidémies de peste se produiront dans la Brie jusqu'au XVIIe siècle.
En 1352, édification de la chapelle royale du Vivier en Brie par le roi Charles V le Sage, fils de Jean le Bon et petit-fils de Philippe VI. En février 1352, Jeanne de France épousa Charles II le Mauvais (1332-1387) dans la chapelle royale du Vivier.
En 1357, le roi Charles V dote le chapitre du Vivier en Brie de nombreux biens et de rentes, à Chaumes et à Tournan, la Haute Borne, Châtre et Romillieux (Renouilleux).
En 1358, la Brie est soulevée par la Grande Jacquerie lors de la guerre de Cent Ans. À cette époque, les riches laboureurs protégeaient leurs récoltes derrière les murs de leurs fermes fortifiées. Les fermes de Fontenay remontant à cette époque sont les fermes de Jean Grogne, de Renouilleux et de Malassise.
En 1360, les dotations du chapitre du Vivier sont confirmées, par lettres-patentes par le roi Jean. Nouvelle confirmation par Charles V devenu roi.
En 1367, Philippe le Hardi, frère de Charles V et duc de Bourgogne, en prend possession.

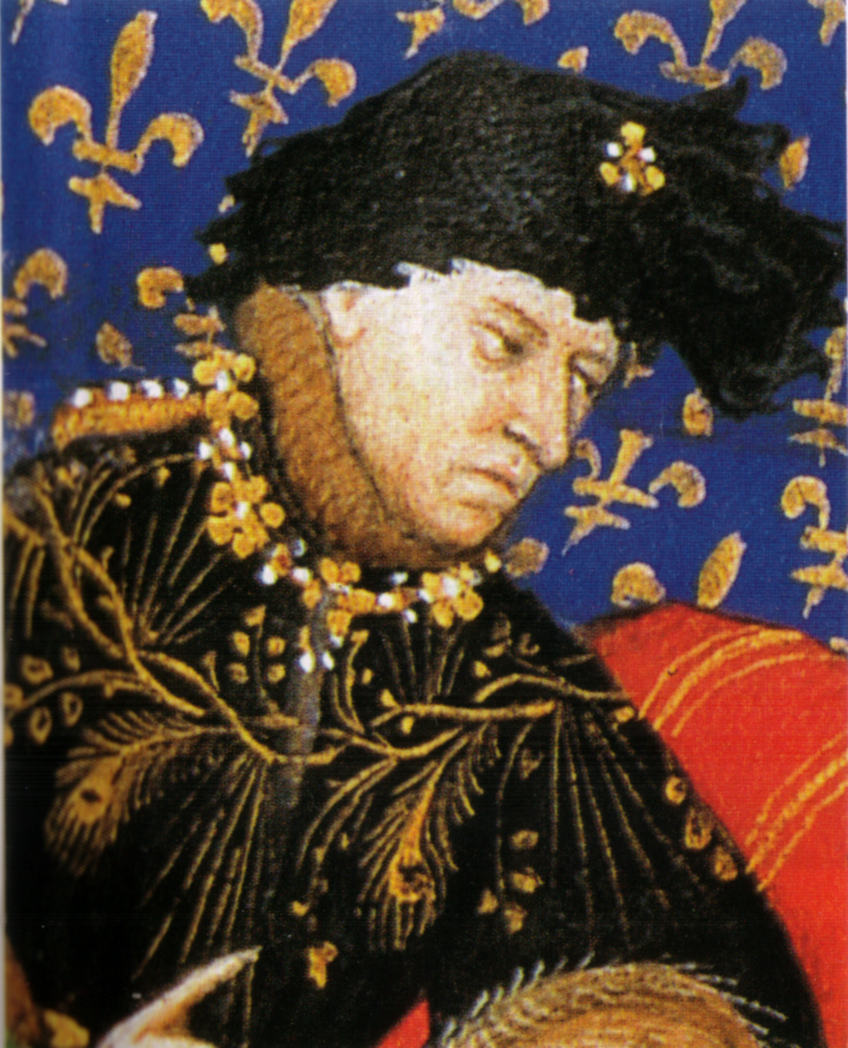
Charles VI de France. Détail d'une miniature des Dialogues de Pierre Salmon, Bibliothèque de Genève.

En 1368, lettres de sauvegarde et privilège datée du Vivier, en faveur du chapitre. En mars 1368, don à la chapelle du Vivier, de la terre et seigneurie du Tertre dans le Vexin français, revendue le 12 mars 1370 pour 600 francs d'or après une lettre de permission du roi du 17 janvier 1370. Don par Charles V d'un reliquaire enrichi de lames d'or et de pierres précieuses, qui contenait du bois de la vraie croix, extrait de celui de la Sainte-Chapelle du Palais de Paris. La chapelle royale devient la Sainte-Chapelle du Vivier-en-Brie.
Le 7 mai 1370, fondation par le roi d'un collège (un trésorier, quatre chanoines, quatre vicaires et quatre clercs) et désignation des pièces de bois et leur contenance, dont les bois de Renouilleux.
Charles VI, ayant choisi le Vivier pour sa demeure et récréation, y fit beaucoup de belles fondations. On a prétendu que les cartes à jouer avaient été imaginées au Vivier par le médecin du roi, pour le distraire pendant sa longue maladie.
En 1389, Charles VI fait don par lettres patentes des terres de Fontenay à son conseiller Jean le Mercier, chevalier, Grand-maître de France, seigneur de Noviant, la Neuville et Rugles, avec l’autorisation de reconstruire le vieux château tombé en ruines. Deux ans après, le nouveau château était debout avec auditoire de justice et prisons. Le château est alors clos de murs et de fossés autour d'une cour intérieure, avec deux ponts-levis, au nord face à l'église et au sud. L'édifice actuel a conservé le plan rectangulaire cantonné de tours rondes. Jean le Mercier est capitaine du château du Vivier en Brie.
En 1391, Fontenay possédait un bailli, Jean de Saint-Père. Les prisons de Jean Le Mercier sont utilisées pour rendre la justice, qui dépend de la prévôté de Tournan soumise au ressort du Châtelet de Paris.
La seconde femme de Jean le Mercier, Jeanne de Vendôme-Chabanais-Chartres (fille du vidame Robert : cf. La Ferté et Châteauneuf), lui donna un fils, Charles le Mercier. Il hérita des domaines, seigneur de Noviant, la Neuville, Rugles et Fontenay en Brie, chambellan du roi et du duc de Guyenne. Il fut marié à Isabelle la Maréchale, demoiselle de corps de la reine, et mourut en 1414, sans enfants. Sa première sœur, Jeanne le Mercier, épousa Oger de Nantouillet et lui porta les fiefs de Noviant et de Neuville (qui firent par la suite retour aux Coutes). Sa seconde sœur, Catherine le Mercier, épousa Jean de Coutes, dit Minguet, et lui porta les fiefs de Rugles et Fontenay en Brie.
Après la mort de Charles VI en 1422, le Vivier, quoi qu'il restât nominalement séjour royal, n'eut plus pour habitants que les chanoines qui célébraient la messe dans la chapelle.
En 1420, la Brie passe sous la domination des Anglais et de leurs alliés bourguignons à la suite du traité de Troyes.
En 1423, les Anglais, en possession de Fontenay, en font don à Erard Rollin, l'un de leurs officiers déjà châtelain de Nesles. Erard Rolin rend foi et hommage au roi Henri VI d'Angleterre le 26 novembre 1424.
Vers 1435, la Brie est reconquise par les Français mais le pays resta encore longtemps sillonné par les bandits français, bourguignons et anglais.
En 1437-1438, le rude hiver engendra la famine dans le pays de Brie.
Vers 1446, Louis de Coutes, dit Minguet, fils de Jean de Coutes, page de Jeanne d'Arc puis écuyer, châtelain et seigneur de Fontenay en Brie, Viry, Neelle la Gilleberde, etc., en indivision avec ses frères et sœurs Jean de Coutes, dit Minguet, Raoul de Coutes, Jeanne de Coutes et Anne de Coutes, transporte l'usufruit à Denis du Moulin, alors évêque de Paris. Denis du Moulin, fils de Jean du Moulin, chevalier, seigneur de Fontenay en Brie, fut maître des requêtes de l'hôtel du Roi, conseiller et ministre d'État et ambassadeur en Savoie en 1415. Il fut archevêque de Toulouse en 1422 et évêque de Paris en 1439. Il meurt en 1447.
Le 1er octobre 1451, Jean du Moulin, fils de Denis du Moulin, échanson du roi, reçoit du roi pouvoir de rétablir le château, terre et seigneurie de Fontenay en Brie, l'hôtel de la Fleur de lis, l'hôtel de Sourdeau, ceux de Viry et d'Escoubley, qu'il a nouvellement acquis de Louis de Coutes. Il était seigneur de Fontenay en Brie en 1485. Malade, il atteignit environ l'âge de 85 ans en 1499 et était encore en vie en 1502.

### Époque moderne
Aux XVe et XVIe siècles : construction de l'église Saint-Martin à la place de l'abbaye de Chaâge. Jusqu'à la Révolution, elle a le titre de prieuré-cure.
Philippe du Moulin, fils de Jean du Moulin, chevalier, seigneur de Fontenay en Brie, se trouva à la bataille de Saint-Aubin-du-Cormier en 1488 et à la bataille de Fornoue en 1505, fut nommé garde des sceaux de France, puis capitaine d'une compagnie de gens d'armes, gouverneur de Langres et chambellan du roi.
Le 16 mai 1471, Louis XI, petit-fils de Charles VI, fait don des étangs et du grand moulin qui en dépend, aux religieux desservant la chapelle avec charge de dire toutes les semaines une messe à la Sainte-Chapelle du Vivier en Brie.
Guillaume du Moulin, fils de Philippe du Moulin, seigneur de Fontenay en Brie, se maria en 1510 avec Catherine de l'Hospital, fille d'Adrien de l'Hospital, chevalier, seigneur de Choisy-aux-Loges (ancêtre du maréchal de Vitry, lui-même fieffé à Nandy, Coubert, Guignes), commande l'avant-garde de l'armée royale à la bataille de Saint-Aubin-du-Cormier. Sa fille Philippe du Moulin fut dame de Fontenay en Brie, elle vivait encore veuve en 1587.
François Ier étant parvenu à la couronne en 1515, ne tarda pas à réunir à son domaine les terres de la Brie.
Afin de renflouer les caisses du Trésor royal mise à mal par les guerres d'Italie, le roi nomma une commission qui vendit les villes, terres et seigneuries de Moret et de Crécy, Brie-Comte-Robert et La Ferté-Alais, Tournan et Torcy aux héritiers de Louis Poncher pour la somme de 40 000 livres avec faculté de rachat.
En août 1528, le roi reprit ces terres aux héritiers de Louis Poncher et les échangea par lettres patentes avec la terre et seigneurie d'Orbec, à la suite de la mort du vicomte d'Orbec Charles de Rohan-Gié.
En avril 1529, François Ier concède Tournan et d’autres terres par lettres patentes au chambellan François d’Escars de La Vauguyon en place de terres lui appartenant et cédées pour le roi à l’empereur Charles Quint par le traité du 5 août 1529. Ce dernier transporte son droit contre deniers comptants à Guillaume Prudhomme, qui fut général des finances en Normandie, trésorier de l'Épargne puis trésorier général de France.
En mai 1537, permission est donnée par lettres patentes à Guillaume Prudhomme d'établir des tabellions, des notaires et un scel dans la terre et seigneurie de Fontenay en Brie. Guillaume Thévenard est le premier tabellion juré de Fontenay en Brie de 1559 à 1595.
En 1538, Guillaume Prudhomme entreprend de reconstruire le château de Fontenay. Il obtient la même année, par ordonnance royale, la permission de clôturer le bourg. Il donne l'autorisation à ses habitants pour démarrer les travaux en 1541 à leurs frais. Il a la charge d'entretenir une clôture en pierre qui protège une source sur la place de l'église provenant de la « source Morin » qui se situe sur les terres des seigneurs de Marles. Guillaume Prudhomme meurt en 1543.
En 1543, Louis Prudhomme, fils de Guillaume Prudhomme et de sa seconde femme Marie Cueillette, est seigneur de Fontenay en Brie, trésorier de France à Rouen.
En mai 1544, à la suite de la requête de Louis Prudhomme, François Ier donne permission par lettres patentes aux habitants de se clore de murs et de fossés.
Du XVIe au XVIIIe siècle, le bourg fortifié est entouré d'une enceinte de murailles et de fossés, dont la porte d'en bas dite « Porte de Rozoy » en 1544 et la porte d'en haut dite « Porte de Tournan » en 1661.
Le château de style Renaissance a un plan carré avec une cour intérieure, protégé par de larges fossés remplis d'eaux vives, ouvert par deux portes avec ponts-levis fortifiées par deux tours réunies par une voûte crénelées et des meurtrières, avec quatre angles flanqués d'une tourelle ronde à la forme conique.
En septembre 1544, François Ier établit son quartier général à Tournan au château d'Armainvilliers pour s'opposer à la marche de Charles Quint ligué avec Henri VIII. La ville de Château-Thierry fut alors prise et pillée et des coureurs s'avancèrent jusqu'à Coulommiers.
En mai 1546, François Ier est le dernier roi à séjourner au château du Vivier, dans les locaux de la collégiale car les appartements royaux sont déjà passablement abandonnés et dans un état de délabrement. Le Vivier est délaissé au profit du château plus confortable de Fontenay en Brie.
François Prudhomme, fils de Louis Prudhomme, lui succède en tant que seigneur de Fontenay, chevalier, gentilhomme ordinaire de la chambre du roi.
Au XVIe siècle, Fontenay en Brie compte des agriculteurs, des artisans et des professions libérales. On relève ainsi un maître charpentier de la grande cognée en 1539, un laboureur, un chaussetier et un praticien en cour laie en 1547, un tisserand en toiles et un tuilier en 1607.
En 1551, une maison avec cour, jardin et terre est mentionnée aux Bordes, qui constituent un village de la paroisse de Fontenay en Brie en 1575.
En 1570, Jean de Nogaret de La Valette est le nouveau propriétaire du château de Fontenay. Il y reçoit Charles IX et Catherine de Médicis.

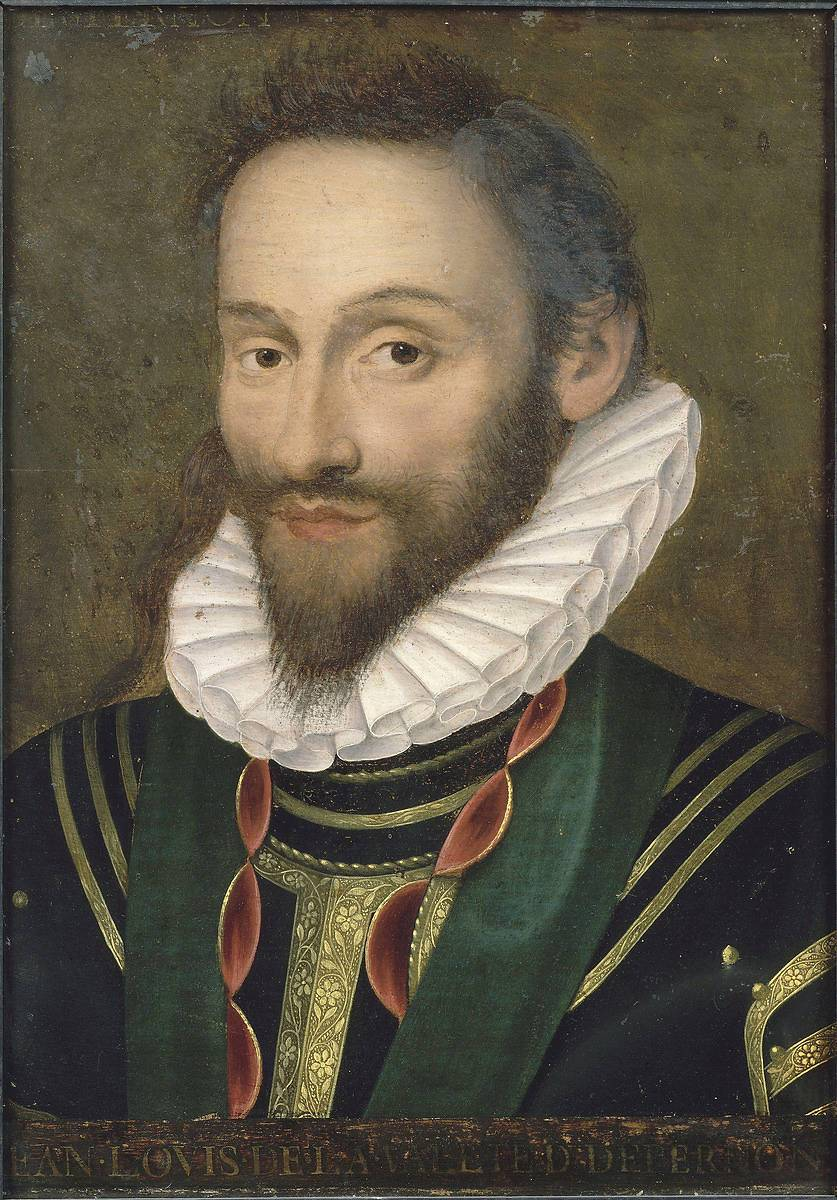
Jean-Louis de Nogaret de La Valette.

En 1571, Charles IX invite les chefs protestants à Fontenay en Brie. Des rencontres secrètes eurent lieu au château de Lumigny, entre des chefs protestants – dont l’amiral de Coligny, Condé et Nassau – et des envoyés de Charles IX et de Catherine de Médicis, qui séjournaient à Fontenay en Brie. Coligny fut assassiné un an plus tard à Paris, durant le massacre de la Saint-Barthélemy.
En 1575, à la mort de son père, Jean-Louis de Nogaret de La Valette, futur duc d’Épernon en novembre 1581, devient seigneur de Fontenay en Brie.
Le château de Fontenay en Brie est le théâtre de nombreux événements et reçoit d'illustres personnages comme Henri III qui laissera le souvenir de magnifiques fêtes à l'occasion de son mariage ou Richelieu qui est hébergé en 1633. Durant la première moitié du XVIIe siècle, construction du château du duc d'Épernon sur l'emplacement de l’ancien château médiéval. Le château devient un château de plaisance. Les appartements sont confortables, décorés de tapisseries et de peintures. Le rez-de-chaussée et la salle des gardes sont recouverts de grands carreaux de terre émaillée.
Le 6 janvier 1598, vente par Jean Lataix et Barbe Bouquet sa femme à François de Donon, conseiller du Roi, trésorier général de France en la généralité de Paris et seigneur de Renouilleux (fief à Fontenay-Trésigny), représenté par Jacques de Donon, trésorier de la Sainte-Chapelle du Vivier, de plusieurs arpents de terre et de prés sis aux « Hauts Grès » et à la « Haute Borne » près Fontenay pour 18 écus au soleil un tiers, somme révisable après mesurage exact.
Vers 1600, Fontenay en Brie comporte le bourg fortifié et le village des Bordes sur la route de Rozoy. Les hameaux de Visy et Ecoublay se situent au sud vers Chaulme. On retrouve à cette époque les fiefs de Chaubuisson, Malassise, Sourdeau, le Vivier, les Tournelles, Jean Grogne et Renouilleux. Les seigneurs les plus importants sont le duc d'Épernon, seigneur de Fontenay, et Charles Marchant, seigneur de Chaubuisson. La propriété des terres agricoles se partage entre les différents seigneurs d'une part, et les petits laboureurs d'autre part.
En 1611, le duc d'Épernon construit à ses frais une halle sur la place centrale de Fontenay afin de répondre aux besoins du commerce.
En 1618, ses ennemis ayant prévu de l'arrêter, le duc d'Épernon pris la résolution de s'éloigner de Paris. Il quitta la ville le 7 mai avec 300 serviteurs qui l'accompagnèrent jusque Fontenay en Brie et se retirèrent, croyant l'avoir mis en sûreté. Il y demeura sept à huit jours puis se remit en route en hâte. Il passa à Sézanne et à Montmirail et arriva à Metz le 20 mai.
Dans les années 1630, le château de Fontenay est habité par Jean de Campan, sieur de Boitron, de Cugny et de Maisonrouge, gendarme de la compagnie de cent hommes d'armes des ordonnances du roi commandée par le duc d'Épernon. Son frère Pierre de Campan est alors prêtre, chanoine de la Sainte-Chapelle du Vivier en Brie.
Vers 1640, Pierre Aubert de Fontenay, secrétaire de la Chambre du Roi, trésorier général de l’Artillerie, responsable de la ferme générale des gabelles de 1632 à 1656, se porta acquéreur de la terre de Fontenay en Brie cédée par le duc d’Épernon, où se trouvait le manoir de la famille Donon, ce qui lui apporta une terre, un colombier et droits de justice confortant son titre de noblesse. Il fut très généreux envers sa nièce Marie Chastelain mariée à Roger de Pardaillan de Gondrin, marquis de Termes, parent du marquis de Montespan.
En 1654, présence d'une école selon le registre d'état civil de Fontenay, sans précisions relatives aux locaux ni aux programmes.
En 1662, grande famine dite « de l’Avènement » provoquant une hausse de la mortalité. Les pauvres de la Brie vécurent de racines et d'herbes. Le prix du blé sur le marché de Rozoy atteint un niveau très élevé.
Après l'arrestation de Nicolas Fouquet en 1661, Pierre Aubert de Fontenay se trouva dans une situation financière difficile. En 1663, ses biens à Paris et à Fontenay en Brie furent confisqués. À sa mort en 1668, ses créanciers et sa famille se lancent dans une longue procédure pour le partage de l'actif de la succession.
En janvier 1669, Marie Chastelain, veuve de Pierre Aubert, fait don à Roger de Pardaillan de Gondrin et à sa femme Marie Chastelain, de portion de tous ses biens meubles et immeubles incluant le château de Fontenay. Le 18 juillet 1672, François Forcadel, commissaire général aux saisies réelles du Châtelet, établi au gouvernement de la terre et seigneurie de Fontenay saisie sur feu Pierre Aubert à la requête de ses créanciers, rend hommage de la terre et seigneurie de Fontenay, mouvant de la châtellenie de Tournan. En 1674, Roger de Pardaillan de Gondrin et sa femme Marie Chastelain parvinrent à se faire reconnaître par arrêt la propriété - provisoire - de la seigneurie de Fontenay en Brie.
En février 1679, Roger de Pardaillan de Gondrin marquis de Termes (fils de César-Auguste, lui-même fils d'Antoine-Arnaud), soupçonné de faux-monnayage dans le château de Fontenay, fut dénoncé dans une lettre à Colbert indiquant qu'il faisait transporter de Paris à Fontenay en Brie par des gens d'épée quantité de fourneaux, ustensiles, métaux et produits chimiques. Le pont-levis du château de Fontenay entouré de fossés était souvent levé. Plusieurs personnes conduites par le valet Colomis menaient dans une tour des travaux d'alchimie avec l'assistance de Denis Poculot dit Blessis (amant de La Voisin, affaire des poisons) retenu prisonnier et de Denis Vautier. Mais rien ne fut décidé, Roger de Pardaillan de Gondrin avait quitté le pays et s'était caché.
En 1679, Charles Fleury, écuyer, bourgeois de Paris, gentilhomme ordinaire de la Maison du Roi, est sieur de Fontenay en Brie. Il a pour épouse dame Marie de Brassy et pour fils Henri Tancrède. Le roi lui avait accordé un bail par lettres patentes en mars et avril 1655 pour les fermes générales et les aides relatives aux vins, cidres, bières et poirés, et plus tard au bétail à pied fourché.
Le 17 mai 1688, François Le Tonnelier, comte de Breteuil rend hommage de la terre de Fontenay et Villebert [Vilbert] et dépendances, mouvant en partie du château et châtellenie de Tournan et comté de Melun. En mai 1689, la terre de Fontenay en Brie est acquise par François Le Tonnelier de Breteuil, avec quittance de l'évêque de Meaux Jacques-Bénigne Bossuet et du seigneur de Tournan Henry de Beringhen. Fils d'un conseiller d'État, François Le Tonnelier avait été successivement conseiller au parlement (1661), maître des requêtes (1671), intendant en Picardie et Artois (1674) et en Flandre (1683), et enfin intendant de l'armée pendant la campagne de 1684, avant de devenir, la même année, intendant des finances. Il avait été fait conseiller d'État semestre en 1685.
En septembre 1690, Louis XIV rétablit par lettre patentes un marché, le jeudi de chaque semaine, et de quatre foires annuelles, les 20 janvier, 1er mai, 2 juillet et 28 octobre à Fontenay-en-Brie, en faveur de François Le Tonnelier de Breteuil, maître des Requêtes de l'Hôtel, intendant des finances, seigneur de cette terre.
En février 1691, Fontenay en Brie est érigée par lettres patentes en marquisat de Fontenay-Trésigny en faveur de François Le Tonnelier, comte de Breteuil. Le marquisat vaut 10 000 livres de rente. Il y a alors deux paroisses qui en dépendent : les Chapelles-Breteuil et Villebert. C'est un bailliage, qui ressort au Châtelet de Paris. Deux foires se tenaient chaque année, l'une le samedi précédant la Toussaint, et l'autre le 1er mai.
En 1693-1694, grande famine due à un hiver très rigoureux en 1692, suivi en 1693 d'une récolte très médiocre, causée par un printemps et un été trop pluvieux, causant une flambée des prix des céréales et une sous-alimentation qui favorise les épidémies comme le typhus, jusqu'en 1694. Le prix du blé sur le marché de Rozoy atteint un nouveau plus haut.
En mars 1694, le roi Louis XIV unit la Sainte-Chapelle du Vivier en Brie à la Sainte-Chapelle de Vincennes, l'édifice étant dans un état indécent, située dans un château ruiné, au milieu des bois. Un prêtre est laissé pour y dire la messe. Le 15 juillet 1694, les reliques du trésor du Vivier sont transportées à Vincennes.
En octobre 1697, occupé par l'établissement du prince de Conti sur le trône de Pologne, Bossuet coucha à Fontenay et y rencontra l'intendant.

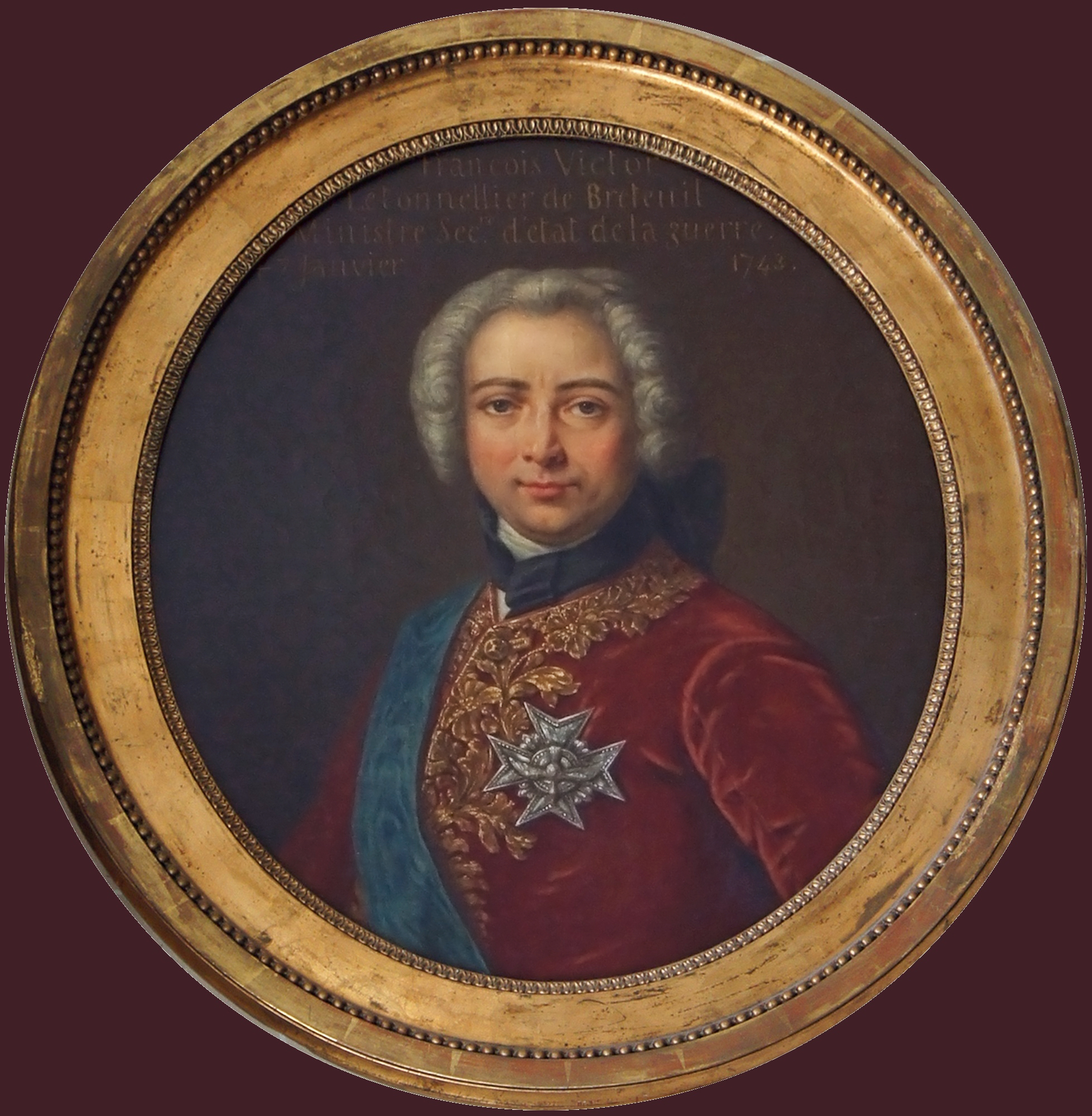
François Victor Le Tonnelier de Breteuil.

En 1705, François Le Tonnelier de Breteuil, marquis de Fontenay-Trésigny, conseiller d'État ordinaire en 1697 et intendant des finances, est enterré le 10 mai à Fontenay. Le château revient à sa veuve Anne de Calonne de Courtebonne, qui meurt le 16 mai 1737.
En 1709, hiver exceptionnellement rigoureux : céréales gelées, grande famine, grande mortalité des habitants. Le prix du blé sur le marché de Rozoy atteint des sommets.
En mai 1724, un édit de Louis XV porte établissement d'un grenier à sel dans la ville de Fontenay en Brie qui dépendait alors de Lagny, du fait du trop grand éloignement des greniers à sels de Brie-Comte-Robert, Lagny, Meaux, Melun et Provins. Le ressort est composé de cinquante-deux paroisses. Au 1er janvier 1729, les paroisses et hameaux de Saint, le Plessis Feausou, Hautefeüille, le Breüil, Planoy et la Boissière, sont rattachées au grenier à sel de Fontenay par lettres patentes.
Dès le XVIIIe siècle, Fontenay se situe à la croisée des routes rectilignes de Paris à Rozoy et de Melun à Meaux. La ville est pourvue d'un relais de poste, bâtiment situé dans la Grande Rue à l'hôtellerie-ferme de la Fleur de Lys, dont une écurie est reconnaissable à ses linteaux de bois.

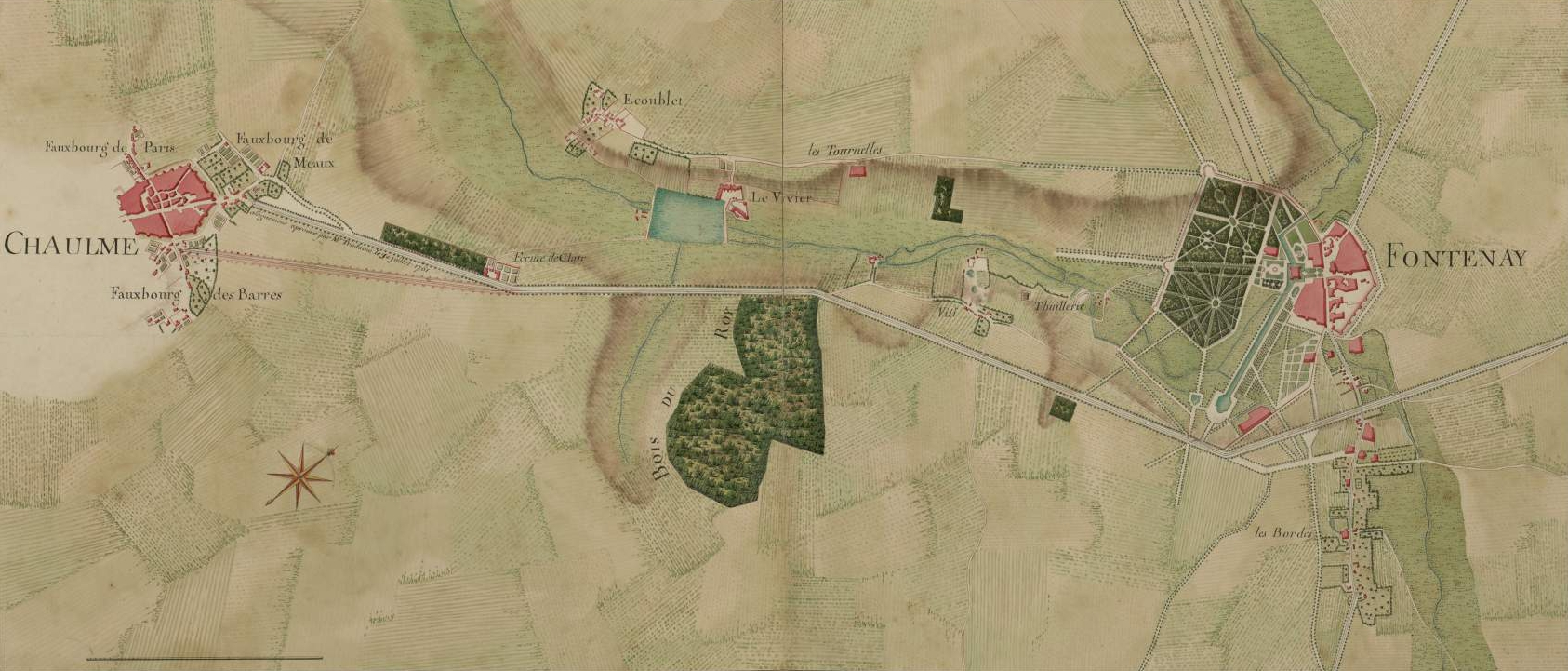
Chaulme en Brie et Fontenay en Brie vers 1750.

En octobre 1733, des lettres patentes attribuent une somme annuelle de 150 livres au vicaire de Fontenay résidant au Vivier.
En 1734 et 1734, Louis XV signe des lettres patentes portant extinction définitive de la Sainte-Chapelle du Vivier en Brie. Dès lors, les chanoines de Vincennes n'eurent plus à s'occuper que des revenus de la propriété.
François Victor Le Tonnelier de Breteuil, fils de François Le Tonnelier de Breteuil, marquis de Fontenay-Trésigny, sire de Villebert, baron de Boitron, seigneur des Chapelles, Villenevotte, du Mesnil, Chasse-Martin, L'Hopiteau, Palaiseau, Théligny, L'Oribeau, etc., commandeur des ordres du roi, chancelier de la Reine, ministre et secrétaire d'État de la Guerre, meurt le 7 janvier 1743 et est enterré à Fontenay. Son fils François-Victor II Le Tonnelier de Breteuil est marquis de Breteuil et de Trésigny, sous-lieutenant de la compagnie des chevau-légers du dauphin, mort sans descendance le 4 décembre 1771.
Le duc de Crillon acquiert le domaine en 1751, mais le revend à Jean-Baptiste Paulin d'Aguesseau, seigneur de Fresnes, comte de Compans-la-Ville et de Maligny, marquis de Manœuvre, officier de l'ordre du Saint-Esprit en 1772, conseiller d'État ordinaire, fils du chancelier de France Henri François d'Aguesseau, qui loue le château.
Le 25 février 1755, le duc d'Ayen, fils aîné du maréchal Louis de Noailles, devient propriétaire du château de Fontenay et du château de La Grange-Bléneau par son mariage avec Henriette Anne Louise d'Aguesseau, fille de Jean-Baptiste Paulin d'Aguesseau.

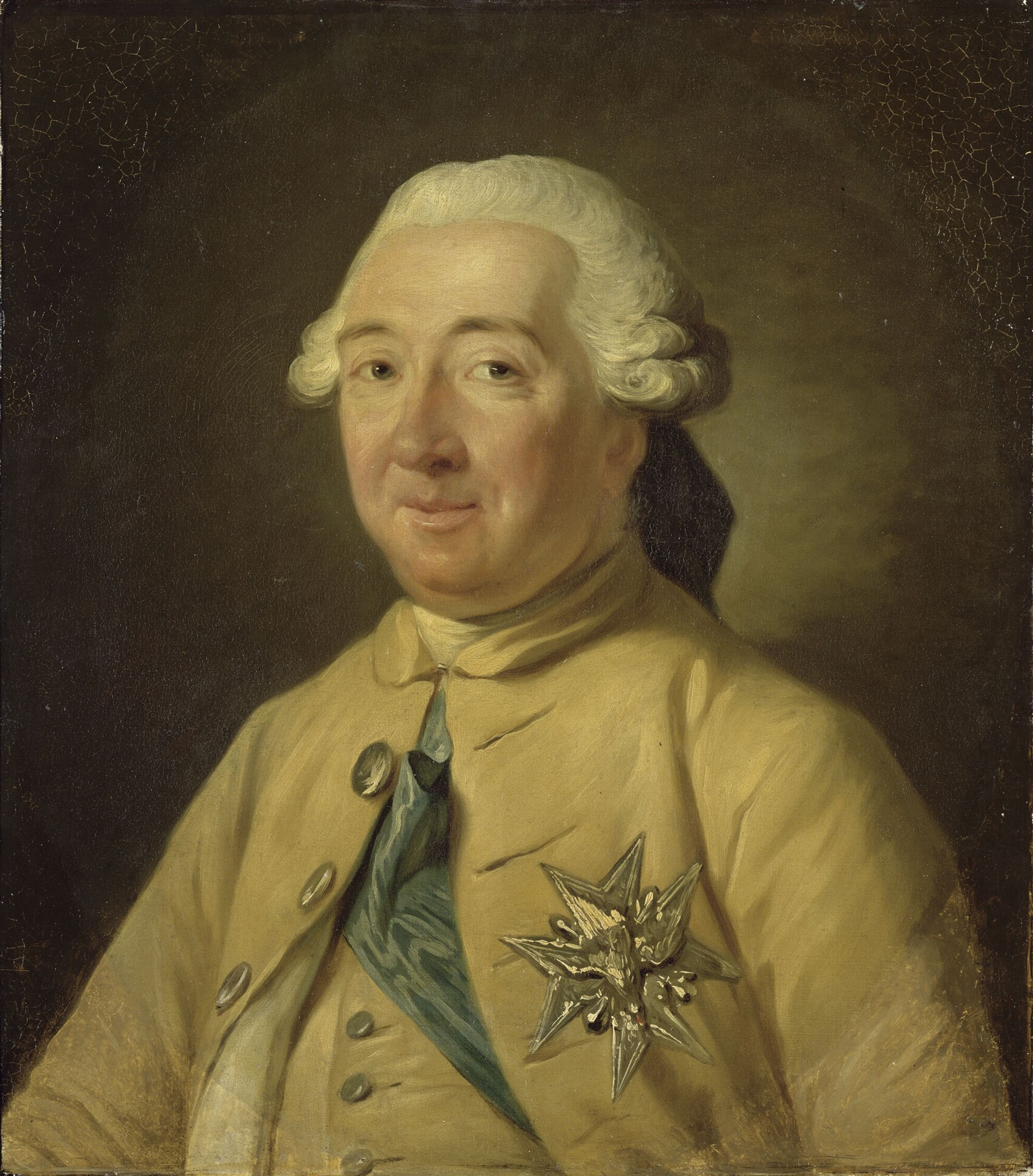
Louis de Noailles (1713-1793), maréchal de France.

Se succèdent comme hôtes du château de Fontenay jusqu'à la Révolution : le marquis Louis de Santo-Domingo qui y mourut en 1775, François Alphonse de Portalès, comte de la Chèze, qui fut capitaine-lieutenant de la première Compagnie des Mousquetaires de la Garde, qu'il tenait à loyer du comte de Rostaing et qui y mourut en 1787 (le comte François de Rostaing — issu de Tristan, cité à l'article Sury — a pour femme Marie-Françoise de La Rivoire de La Tourette, dont le beau-frère et oncle maternel est Louis-Hercule de Portalès marquis de La Chèze, époux de sa propre nièce Marie-Antoinette de La Rivoire — la sœur de Marie-Françoise — et frère du comte François-Alphonse de La Chèze et de Marie-Violante de Portalès-La Chèze, la mère de Marie-Françoise et Marie-Antoinette de La Rivoire de La Tourette,.), et le comte Claude Théophile Gilbert Jean-Baptiste de Colbert-Chabanais qui y mourut en septembre 1789.
En 1771, rattachement de Fontenay-Trésigny au canton de Rozoy. La municipalité de Fontenay-Trésigny perd en même temps son bailliage et sa compagnie d'arquebusiers.
Le 13 mai 1774, les chanoines de Vincennes consentent à Hubant, entrepreneur de maçonnerie, un bail de vingt-sept ans.
Le 16 septembre 1779, Hubant transporte son bail à Lemaitre de Courtigny qui achète le 30 mai 1791 le domaine du Vivier comme bien national pour 25 200 livres. Le château devient une ferme, la chapelle, une grange à fourrage. Les pierres du château sont vendues aux paysans voisins.
En 1781, création du lavoir primitif du Trou Babet, à côté du cimetière, près du rempart.
En 1788-1789, rude hiver et pénurie de blé. Les habitants de Tournan attaquent la halle de Fontenay, qui sera démolie au début du XIXe siècle.
Juridictions d'Ancien Régime : Intendance, Paris - Élection, Rozoy - Subdélégation, Rozoy - Grenier à sel, Lagny puis Fontenay en Brie - Coutume, Meaux - Parlement, Paris - Bailliage, Prévôté et Vicomté de Paris - Gouvernement, Île-de-France - Diocèse, Meaux - Archidiaconé, Brie - Doyenné, Rozoy.

### Époque contemporaine
En 1790, création du département de Seine-et-Marne le 4 mars 1790 en application de la loi du 22 décembre 1789, à partir d'une partie des provinces d'Île-de-France et de Champagne-Brie.
En 1792, la Terreur sévit dans la Brie.
Le 22 août 1793, le maréchal Louis de Noailles meurt de vieillesse avant que la Terreur n'atteigne son apogée. Son fils le duc d'Ayen a émigré, une première fois en 1791 puis, définitivement en 1792 après avoir défendu les Tuileries lors de la journée du 10 août 1792. Il laisse derrière lui sa femme, qui est guillotinée, ainsi que leur fille aînée Anne Jeanne Baptiste Pauline Adrienne Louise Catherine Dominique de Noailles, mademoiselle de Noailles, épouse de Louis Marc Antoine de Noailles, et que sa mère, Catherine Françoise Charlotte de Cossé-Brissac, maréchale de Noailles, le 4 thermidor an II (22 juillet 1794), alors que lui se trouve à Rolle en Suisse. C'est là qu'il rencontre sa seconde épouse, la comtesse Golowkine. Ses terres sont mises sous séquestre.
En 1795, Marie Adrienne Françoise de Noailles, mademoiselle d'Ayen, marquise de La Fayette, fille du duc d'Ayen, est autorisée à loger quelque temps au château de Fontenay, avant son départ pour Olmütz où est enfermé son mari le marquis de La Fayette.
En 1799, la famille du marquis de La Fayette s'installe au château de Fontenay à son retour d'exil, le temps que s'achèvent les réparations entreprises au château de La Grange-Bléneau, saccagé et devenu inhabitable.
En 1808, Anne Pauline Dominique de Noailles, mademoiselle de Maintenon, marquise de Montagu, fille du duc d'Ayen, hérite du château qui lui est attribué par un partage à l'amiable. Elle fait réparer la demeure, en fait sa résidence principale, et y installe sa famille. Elle fait construire une école de filles tenue par des religieuses dans l'enceinte de la propriété dans les bâtiments de l'ancien corps de garde. Elle meurt le 29 janvier 1839. Ses filles Stéphanie de Montagu-Beaune (1798-1874), Marie Anna de Montagu-Beaune (1801-1877) et Marie Paule Sophie de Montagu-Beaune (1805-1880) se marient à Fontenay-Trésigny et y ont leurs premiers enfants.
En janvier 1814, durant la campagne de France, des réquisition de fourrages sont effectuées auprès des différents fermiers de Fontenay. Victoires de Mormant (17 février 1814) et de Montereau (18 février 1814) sur les troupes coalisées.
Le duc d'Ayen, beau-père du marquis de La Fayette, rentre en France sous la Restauration. Il entre à la Chambre des pairs et est nommé à l'Institut de France. Il meurt à Fontenay-Trésigny le 20 octobre 1824.
En 1815-1818, la Brie se trouve dans la zone d’occupation russe.
En 1820, destruction de la porte d'en haut. Il ne reste que la porte d'en bas et quelques débris des épaisses murailles flanquées de tours protégeant la petite ville.
En 1837, Armand de Gontaut, marquis de Biron achète le château de Fontenay. Il fait restaurer le corps, le logis principal, les corps latéraux et les deux tours postérieures, mais, pour ouvrir la cour d'honneur, il fait abattre le corps d'entrée, avec ses tourelles, son pont-levis, et les tours d'angle qui abritaient la chapelle gothique et la prison. Les jardins et l'ancienne ferme sont aménagés en parc d'agrément.
En 1843, la mairie-école est transférée à l'angle de la rue Pillot et de la Grande Rue, local loué pour neuf ans. De 1807 jusqu'en 1843, la mairie-école était située dans la Cour Bertaux actuelle. L'école de filles et l'école maternelle étaient alors dirigées par des religieuses dans les locaux du château de Fontenay.
En 1845, transfert du cimetière alors situé au Trou Babet le long de la route de Marles. Il s'agit du cimetière actuel situé rue Pillot.
En 1851 à la mort d'Armand de Gontaut-Biron, les propriétaires du château de Fontenay sont ses fils Armand Henri de Gontaut-Biron (mort en mars 1883) et Étienne-Charles de Gontaut-Biron (mort en janvier 1871). Le régisseur est François Charles Étienne Delon. Le château est délaissé après la mort d'Étienne-Charles de Gontaut-Biron, avant d'être vendu après la mort d'Armand Henri de Gontaut-Biron.
Le 15 avril 1852, le conseil municipal vote une somme destinée à la construction de l’hôtel de ville, comprenant une salle d’école, un dépôt de pompes et un local de corps de garde sur les Bordes, terres situées à l'est de la vieille ville. L'emplacement a été choisi afin de réunir les habitants de la vieille ville et ceux des Bordes. La mairie actuelle occupe toujours le même bâtiment. Avant cette construction, la maison d’école et la mairie étaient situées dans un bâtiment loué par la commune se trouvant sur la place de l'église.
En 1853, construction du lavoir public couvert du Trou Babet à l'emplacement de l'ancien lavoir, sur le terrain de l'ancien cimetière. Il fut détruit dans les années 1980.
En 1856-1858, construction de la voie ferrée de Paris à Mulhouse.
En 1861-1863, construction de la voie ferrée de Gretz-Armainvilliers à Coulommiers.
Vers 1860, débuts de la menuiserie Hardy qui s'installera sur 1 900 m2 et emploiera jusqu'à 260 ouvriers.
En 1860 et 1866, comblement des fossés est et nord et transformation en boulevards.
En 1867-1868, des tilleuls sont plantés le long des boulevards afin de rendre la vie agréable aux habitants. Ces arbres centenaires sont toujours debout de nos jours et protégés.
Du 11 septembre 1870 au 16 septembre 1870, durant la guerre franco-allemande : occupation de la Brie par les Prussiens. Fontenay est bien abîmé, le château est saccagé et la cave défoncée ; les maisons sont dépouillées de tout. Un corps de garde prussien s'installe dans la ville qui eut à supporter nombre de réquisitions dont le total s'élève à 72 000 francs. En septembre 1871, les troupes d'occupation allemandes quittent la Brie.

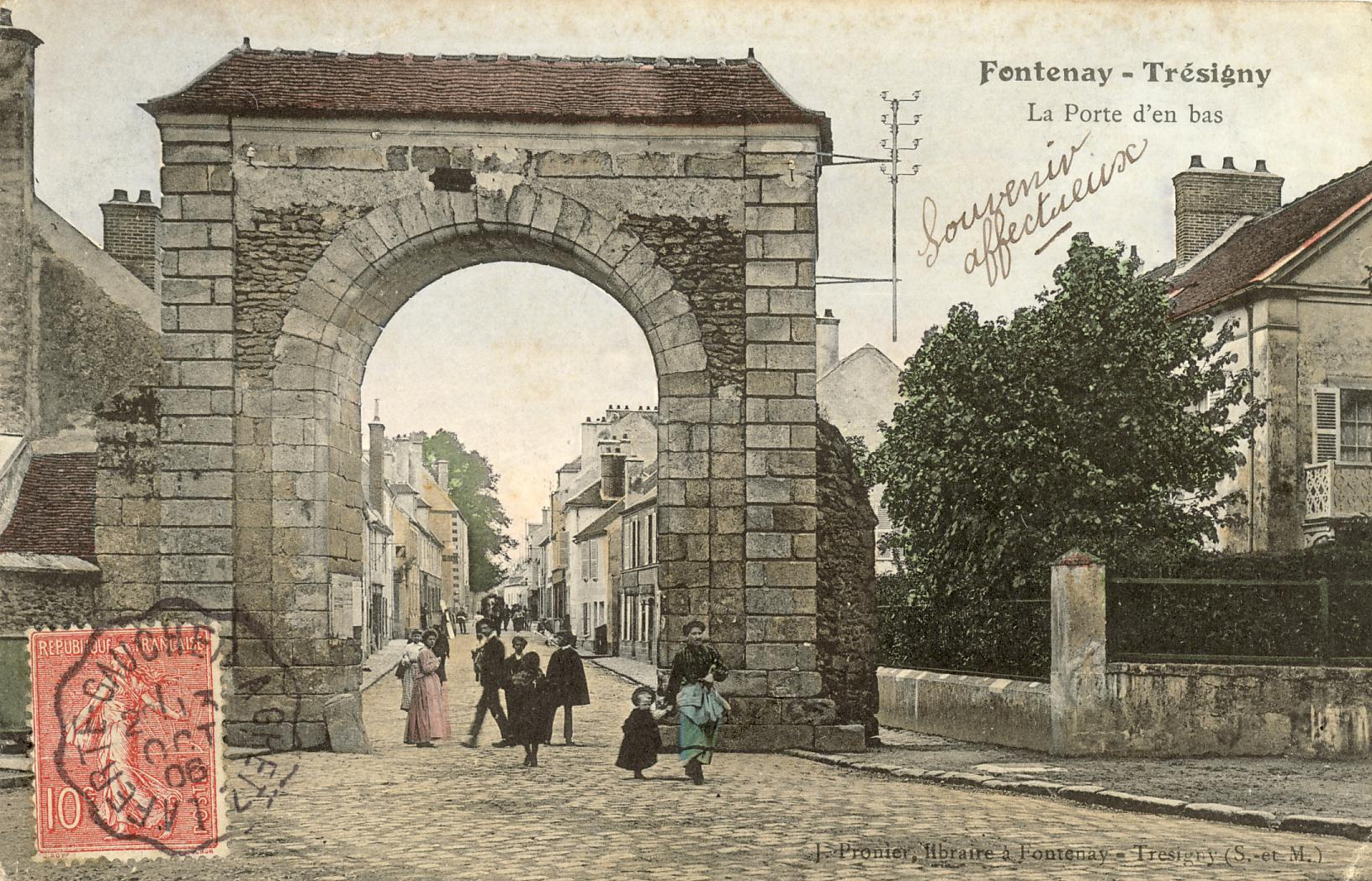
La porte d'en bas et la rue Bertaux en 1906.

En 1874, le maréchal et président de la république Patrice de Mac Mahon se rend au château de Fontenay.
Entre 1877 et 1880, le château de Fontenay est loué à l'ancienne reine d'Espagne Isabelle II qui y retrouve son amant Ramiro de la Puente et où elle pratique la chasse. Le château de Fontenay fut ensuite loué par la comtesse de Biron à une autre personne.
En août 1883, le château de Fontenay et ses terres sont achetées par M. Nicolas Menget, fabricant de chaussures pour l'armée.
À la rentrée 1889, l'école Jules Ferry réunissant l'école de garçons, de filles et l'école maternelle ouvrit au milieu d'un chantier boueux qui devint la place des Écoles.
En 1893, construction de la ligne reliant celle de Paris-Belfort et celle de Paris-Coulommiers entre Verneuil-l'Étang et Marles-en-Brie via Chaumes en Brie et Fontenay-Trésigny.
En 1902, ouverture de la ligne du Réseau de Seine-et-Marne qui fermera définitivement en 1938.
Dans les années 1900, Fontenay-Trésigny est une petite ville industrielle avec une population ouvrière.
La tuilerie de Visy est alors une importante usine. À Visy se trouvait également la fonderie B. Lafarge, pratiquant le laminage et le découpage du cuivre.
Les industries historiques de la commune ont depuis totalement disparu.
En 1910, construction des bains-douches à côté du lavoir du Trou Babet, œuvre philanthropique en faveur de la population ouvrière. L'alimentation en eau était assurée par un puits. Les bains-douches rendirent un grand service à la population Trésifontaine. Ils furent fermés dans les années 1960-1970 au moment de la construction rue Le Nôtre, des premiers logements sociaux, alimentés en eau courante et pourvus de salle d'eau.
Du 6 au 13 septembre 1914 durant la Première Guerre mondiale, la première bataille de la Marne aux portes de Meaux et de Coulommiers se soldera par une victoire des alliés français et anglais.
Pendant la Grande Guerre, Hippolyte Henry est maire de Fontenay-Trésigny (1908-1919), il se montre alors à l'écoute de ses administrés et met en œuvre de nombreuses mesures humanitaires.
Bien que ne situant pas dans la zone des combats, la ville est particulièrement éprouvée par la guerre. Jamais remise de la « grande misère de 1870 », et malgré les grands travaux d'embellissement et de modernisation entrepris pour « rendre la vie agréable aux habitants », la population vivote durant ces quatre années de guerre.
On réalise notamment des travaux d'embellissement des boulevards du Nord et de l'Est avec la plantation de tilleuls, ainsi que le drainage du lavoir du Trou Babet avec la création d'un nouveau lavoir aux Bordes.
La gare de Fontenay est le siège du déchargement du matériel pris aux Allemands en provenance de Coulommiers.
En janvier 1916, M. Louis Paul Victor Menget, propriétaire du château de Fontenay, met sa vaste demeure au service de la municipalité, qui y installe une ambulance et 50 lits avec 3 docteurs. En mars 1916, la Croix-Rouge française établit son antenne d’arrondissement à Fontenay.
En 1917, la ville entre en possession du legs de M. Louis Bertaux (1844-1909) s'élevant à 1 100 000 francs, dont 500 000 francs sont affectés à des donations particulières et le surplus employé à des œuvres de bienfaisance.
Durant la Grande Guerre, soixante-et onze Fontenaisiens sont morts au champ d'honneur.
Le 1er mai 1921, le monument aux morts est inauguré sur la place des Écoles, aujourd’hui place Bernard Palissy.
En 1923, installation de l'électricité, avec deux moteurs « Charles » de vingt chevaux-vapeur à l'huile lourde, deux groupes de génératrices et deux batteries d'accumulateurs. Le maire Étienne Hardy couvre les frais à hauteur de 100 000 francs. En reconnaissance, les boulevards du Nord et de l'Est sont renommés boulevard Étienne Hardy. À partir du 8 avril 1946, l'électricité fut distribuée par Est Lumière - Réseau de Seine-et-Marne à Nangis, puis dès 1952 par EDF-GDF d'Île-de-France.
En 1926, le château de Fontenay est repris par un marchand de bois, M. Daubek qui abat les magnifiques arbres centenaires du parc. En 1936, M. Lucien Tasse, expert comptable, rachète la propriété.
En juin 1940 durant la Seconde Guerre mondiale, défaite de la France, l’exode remplit les routes. Le 14 juin 1940, en pleine débâcle de l'armée française, la Wehrmacht ne passe pas loin de la ville, mais y séjourne par la suite. Sous l'Occupation, la pénurie est générale (charbon, viande, etc.) et le rationnement touche tous les produits courants. La ville sera libérée le 26 août 1944 à la suite de l'offensive du général Patton.
Dans les années 1940, le château de Fontenay est occupé par des chantiers de jeunes. Abandonnés par leurs propriétaires au profit des dépendances, plus commodes et moins onéreuses, les appartements ont longtemps servi d’entrepôt.

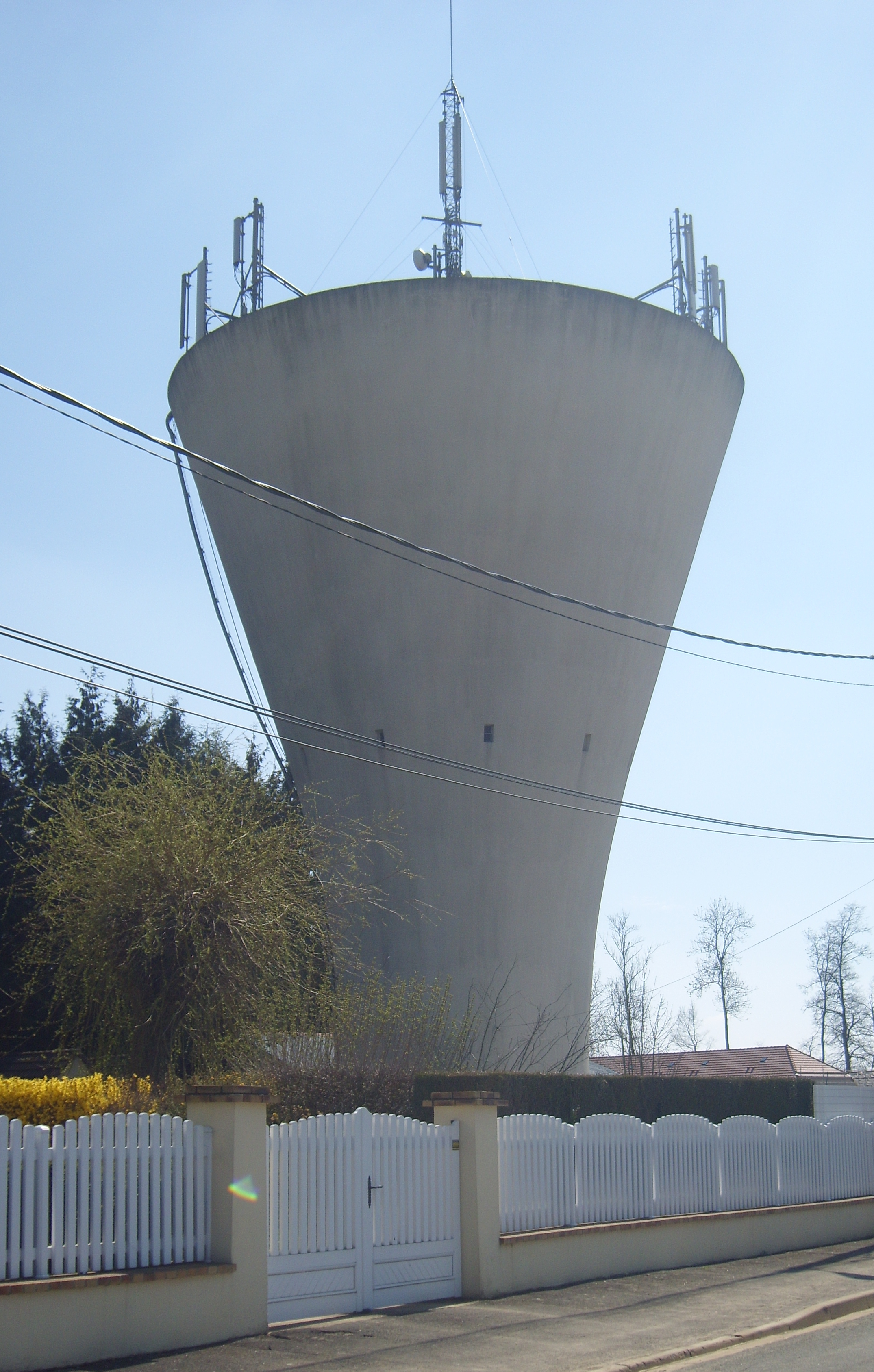
Château d'eau rue Émile-Zola construit en 1974.

En 1954, arrivée de l'eau courante en ville, grâce à un captage situé à 500 mètres de l'agglomération, à Marles-en-Brie. Le forage était profond de 4 mètres, puisant dans la nappe phréatique circulant au-dessus de l'assise imperméable des marnes vertes.
En 1956-1957, construction du château d'eau rue d'Orly, d'une capacité de 500 m3 et d'une hauteur de 20 mètres. La cuve fuira de nombreuses fois, nécessitant plusieurs plastifiages afin de stopper les infiltrations.
Au milieu des années 1950, la population se répartit principalement entre les ouvriers citadins et les exploitants ruraux. Des nationalités étrangères sont présentes, principalement des belges (en général exploitants) et des polonais (en général ouvriers).
La ville compte alors plusieurs usines importantes : Virax (travail des métaux, de 180 à 200 employés), Hardy (fabrication de baguettes pour cadres de tableaux, une centaine d'employés), Établissements Aumaître et Mathé (fabrication d'échelles). Un atelier de confection de chemises, établi dans une ancienne usine de galoches, a compté jusqu'à 70 femmes. La ville compte également un nombre important de commerçants d'artisans et de commerçant, ainsi que des professions libérales. Le problème du logement est alors critique à Fontenay, ce qui va amener à la construction des premiers logements sociaux dans les années 1960.
En 1960, déviation de la RN 4, reportant la circulation entre Paris et Nancy à l'extérieur de l'agglomération.
En 1968, ouverture au public de l'hôtel des Postes de Fontenay-Trésigny après trois ans de travaux.
En 1969, fermeture de la gare de Fontenay-Trésigny.
À partir des années 1960, urbanisation progressive de la ville et fort accroissement de la population.
En 1974, construction d'un nouveau château d'eau rue Émile Zola, d'une capacité de 1 000 m3.
En 1982, la poussée démographique obligea la municipalité à de nouveaux travaux pour un pompage, dans la nappe des calcaires de Champigny, à soixante-cinq mètres de profondeur.
En 1989, déviation de la RN 36, reportant la circulation entre Melun et Meaux à l'extérieur de l'agglomération.
En 2006, le château du duc d'Épernon est vendu par M. Samuel Tasse à une société immobilière spécialisée dans les monuments historiques. Le projet comportant 12 appartements dans le château et 48 appartements dans les communs n'a pas été mené à son terme en raison de la mise en liquidation judiciaire du promoteur immobilier en 2014.
En 2013, un nouveau réseau d'approvisionnement en eau alimente le centre de la Brie, pour faire face à la pollution et à la baisse de la nappe des calcaires de Champigny. L'eau de la Seine est acheminée depuis l'usine de production d'eau de Morsang-sur-Seine gérée par la Lyonnaise des Eaux. Fontenay-Trésigny est raccordée en juillet 2014.
En mars 2015, Fontenay-Trésigny est devenu le chef-lieu du nouveau canton de Fontenay-Trésigny à la suite du redécoupage cantonal de 2014 en France.
En 2019, face à un situation qui met en péril la conservation du château du duc d'Épernon après des projets de restauration et des programmes de reconversion abandonnés en dépit des autorisations délivrées, la Drac Île-de-France active une procédure de travaux d’office avec plusieurs objectifs : mettre l’édifice hors d’eau, en sécuriser la structure et empêcher les intrusions. Le château du duc d'Épernon, va bénéficier d’une restauration complète, avec l’accompagnement de la Drac Île-de-France.
En 2021, le parc du château acquis par la commune à proximité du centre-ville et progressivement défriché et aménagé est présenté au public.

Le parc du château sur 32 hectares est ouvert tous les jours à partir du 1er juillet 2023 avec une entrée à la porte est en face du stade Pierre Curé. Un passage en centre-ville ouvert dans le prolongement de la rue Lucie Aubrac permet d'accéder au parc depuis juillet 2024.

## Politique et administration

### Rattachements administratifs et électoraux

#### Rattachements administratifs
La commune se trouve depuis 1926 dans l'arrondissement de Melun du département de Seine-et-Marne.
Elle faisait partie depuis 1793 du canton de Rozay-en-Brie. Dans le cadre du redécoupage cantonal de 2014 en France, cette circonscription administrative territoriale a disparu, et le canton n'est plus qu'une circonscription électorale.

#### Rattachements électoraux
Pour les élections départementales, la commune est  depuis 2014 le bureau centralisateur du canton de Fontenay-Trésigny.
Pour l'élection des députés, elle fait partie de la quatrième circonscription de Seine-et-Marne.

### Intercommunalité
Fontenay-Trésigny était membre de la communauté de communes du Val Bréon, un établissement public de coopération intercommunale (EPCI) à fiscalité propre créé en 1995 et auquel la commune avait transféré un certain nombre de ses compétences, dans les conditions déterminées par le code général des collectivités territoriales.
Dans le cadre des dispositions de la loi portant nouvelle organisation territoriale de la République du 7 août 2015, qui prévoit que les établissements publics de coopération intercommunale (EPCI) à fiscalité propre doivent avoir un minimum de 15 000 habitants, cette intercommunalité a fusionné avec celles de la Brie Boisée et celle des Sources de l'Yerres pour former, le 1er janvier 2017, la communauté de communes du Haut Pays du Montreuillois dont est désormais membre la commune.
En 2021, la commune adhère également aux syndicats intercommunaux suivants :
- S.I. d'élaboration et de gestion d'un centre de loisirs (piscine) ;
- Syndicat départemental des énergies de Seine-et-Marne ;
- S.M.I.A.E.P. (Syndicat Mixte Intercommunal d'Alimentation en Eau Potable) de la région de Tournan-en-Brie ;
- SM pour l'assainissement et la gestion des eaux du bassin versant de l'Yerres (SYAGE).

### Tendances politiques et résultats
Longtemps marquée par les rapports sociaux découlant de la propriété foncière, la Seine-et-Marne est, de manière générale, un département de tradition plutôt conservatrice, même si elle a été rapidement, sous la Troisième République, gagnée aux idées républicaines. Cette tradition conservatrice se manifeste notamment dans les arrondissements ruraux de Seine-et-Marne, où sont régulièrement élus des candidats issus des partis de droite.
Lors du premier tour des élections municipales de 2014 en Seine-et-Marne, la liste du DVG Patrick Rossilli obtient la majorité absolue des suffrages exprimés, avec 1 073 voix (55,19 %, 23 conseillers municipaux élus dont 4 communautaires), devançant largement celle DVD menée par Thierry Roquincourt (871 voix, 44,80 %, 6 conseillers municipaux élus dont 1 communautaire).
Lors de ce scrutin, 42,97 % des électeurs se sont abstenus.
Lors du second tour  des élections départementales de 2015, Jean-Jacques Barbaux (maire de Neufmoutiers-en-Brie et conseiller général sortant du canton de Rozay-en-Brie) et Daisy Luczak (maire de Courquetaine), binôme UMP ont obtenu la majorité absolue des suffrages exprimés par les électeurs de la ville, avec 896 voix (60,34 % des suffrages exprimés), devançant les candidats BC-FN Bruno Algré et Laure Le Roux (589 voix, 39,66 %). Lors de ce scrutin, 55,84 % des électeurs se sont abstenus.
Jean-Jacques Barbaux a été ensuite élu président du conseil départemental de Seine-et-Marne,.
Lors de l'élection régionale de 2015, le premier tour  à Fontenay-Trésigny a mis en ballottage Wallerand de Saint-Just (37,98 %), Valérie Pécresse (22,06 %) et Claude Bartolone (17,05 %). Au second tour, Valérie Pécresse a remporté 36,85 % des votes, contre 33,20 % pour Wallerand de Saint-Just et 29,96 % pour Claude Bartolone.
Lors de la dernière élection présidentielle de 2017, le premier tour à Fontenay-Trésigny a mis en ballottage Marine Le Pen (31,65 %), Emmanuel Macron (19,95 %), suivis de Jean-Luc Mélenchon (19,35 %) et François Fillon (15,54 %). Au second tour, Emmanuel Macron a remporté 52,19 % des votes, contre 47,81 % pour Marine Le Pen.
Lors du premier tour des élections municipales de 2020 en Seine-et-Marne, la liste DVG menée par le maire sortant Patrick Rossilli obtient la majorité absolue des suffrages exprimés, avec 790 voix (57,16 %, 23 conseillers municipaux élus dont 7 communautaires), devançant très largement les listes menées respectivement par : 

- Valérie Benard (DVD, 451 voix, 32,63 %, 5 conseillers municipaux élus dont 1 communautaire) ;

- Françoise Cottin (EXG, 141 voix, 10,20 %, 1 conseiller municipal élu) ;

Lors de ce scrutin marqué par la pandémie de Covid-19 en France, 60,55 % des électeurs se sont abstenus.

### Liste des maires
Depuis la Libération de la France, huit maires se sont succédé à Fontenay-Trésigny :
| Période   | Période                       | Identité           | Étiquette      | Qualité                                                                                                   |
| --------- | ----------------------------- | ------------------ | -------------- | --- |
| 1945      |                               | Marius Hardy       |                | |
| 1947      |                               | Jules Drouin       |                | |
| 1955      |                               | Jean-Pierre Canard |                | |
| 1958      | mars 1971                     | Léopold Trapier    |                | |
| mars 1971 | mars 1983                     | Pierre Curé,       | PCF            | Directeur des écoles                                                                                      |
| mars 1983 | juin 1995                     | Claude Arnaud      | DVD            | Ingénieur                                                                                                 |
| juin 1995 | mars 2014                     | Jacques Profit,    | DVG (PCF app.) | Retraité de la DDE                                                                                        |
| mars 2014 | En cours (au 2 décembre 2020) | Patrick Rossilli   | DVG            | Retraité de la banque 1er vice-président de la CC du Val Briard (2022 → ) Réélu pour le mandat 2020-2026, |

### Jumelages
Au 15 février 2015, Fontenay-Trésigny est jumelée avec :
- Mondavio (Italie) depuis 2006[228].

### Finances locales
En 2020, la commune disposait d’un budget de 9 627 000 € dont 6 018 000 € de fonctionnement et 3 609 000 € d’investissement, financés pour 33,9 % par les impôts locaux.
La même année la dette municipale s’élevait à 5 912 000 €.

## Équipements et services publics

### Eau et déchets

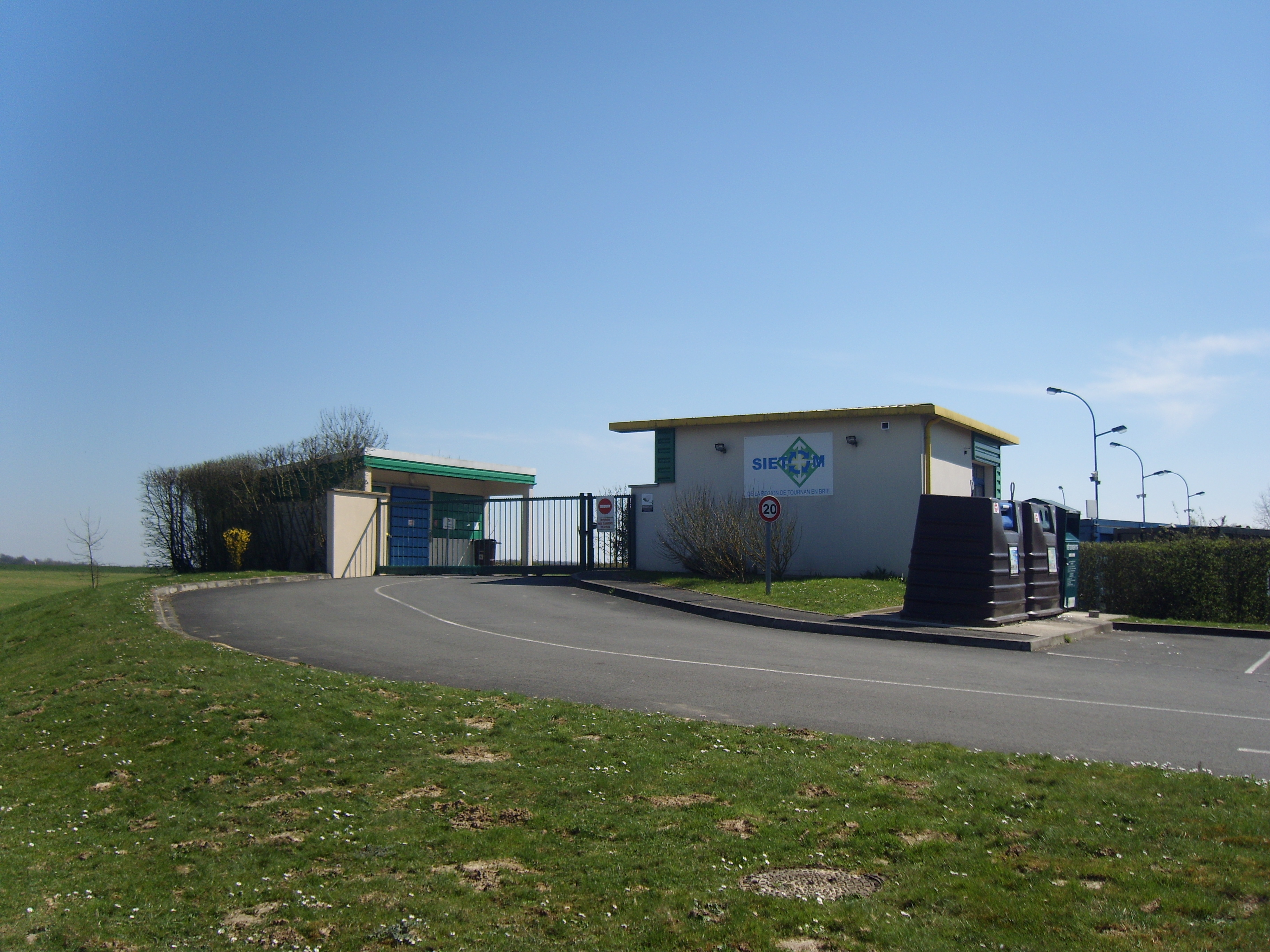
La déchèterie de Fontenay-Trésigny.

La commune de Fontenay-Trésigny adhère par l'intermédiaire de son intercommunalité au Syndicat Intercommunal d'Enlèvement et de Traitement des Ordures Ménagères de la région de Tournan-en-Brie (SIETOM) qui a pour compétence la collecte et le traitement des déchets des habitants de 41 communes membres.
Le SIETOM exploite au total 5 déchèteries, une usine de tri des déchets à Tournan-en-Brie et une usine de valorisation des ordures ménagères à Ozoir-la-Ferrière. Fontenay-Trésigny possède une déchèterie, ouverte en 2005 et située sur la route de Chaubuisson le long de la route nationale 4.
Fontenay-Trésigny dispose d'une station d'épuration implantée sur le Ru de Bréon en aval du parc du château du duc d'Épernon et d'une capacité de 10 450 équivalent-habitant. La station est équipée d'un bassin d'orage de 3 000 m3 et d'une surverse en entrée. L'installation dispose d'une aire de stockage des boues bétonnée.
La station d'épuration de Fontenay-Trésigny, à l'instar de celle de Meaux, est exploitée en régie directe, les agents communaux assurant le bon fonctionnement du service.
Le fonctionnement de la station et du système d'assainissement a été jugé très bon par l'Observatoire départemental de l'eau en 2017.
Fontenay-Trésigny est membre du S.y.A.G.E. (Syndicat pour l'Assainissement et la Gestion des Eaux) du bassin versant de l'Yerres.

### Enseignement

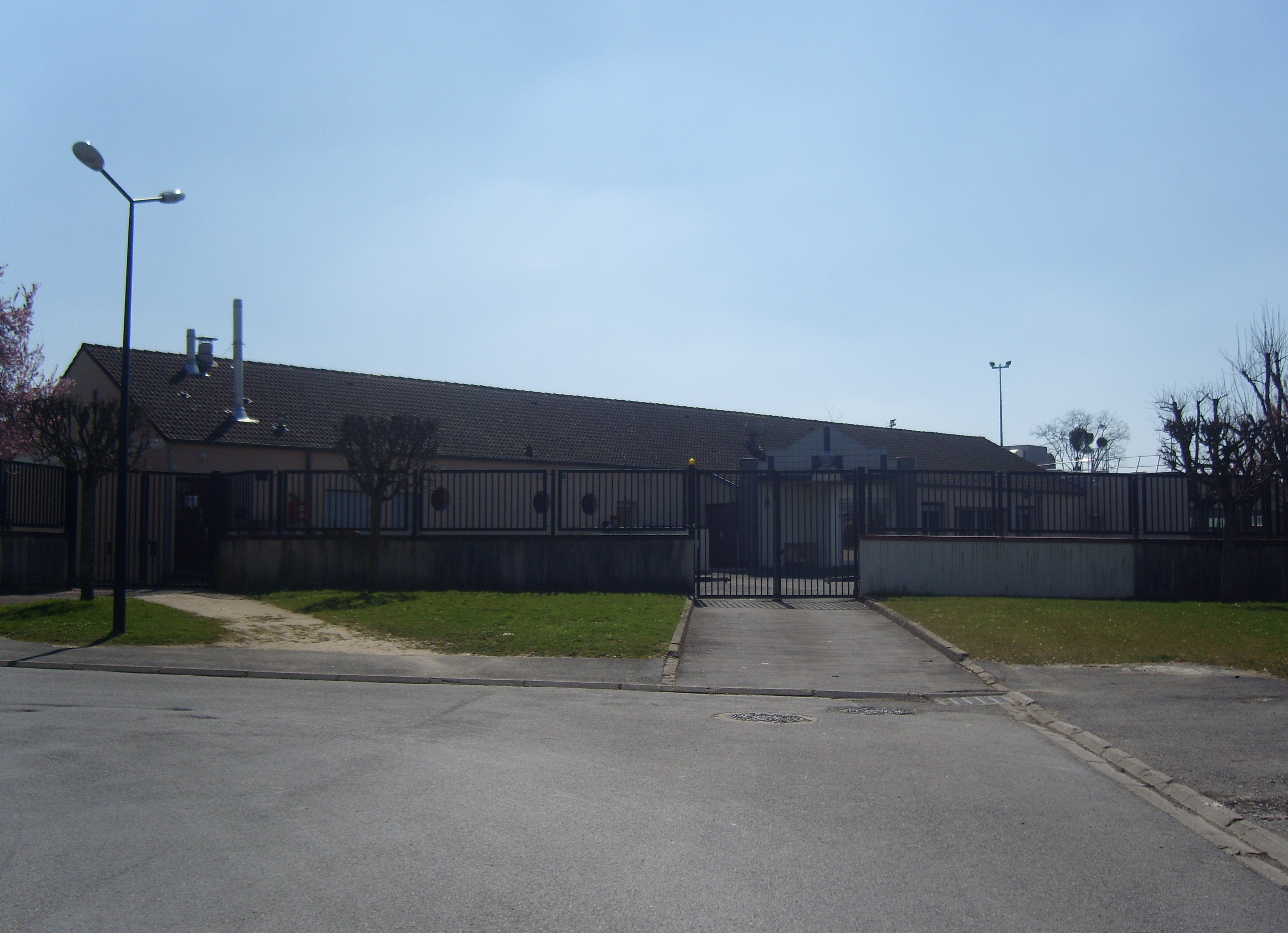
Collège Stéphane Mallarmé de Fontenay-Trésigny.

Fontenay-Trésigny est située dans l'académie de Créteil.
La ville administre deux groupes scolaires maternels et groupes scolaires élémentaires (Jules Ferry et Paul Langevin).
Fontenay-Trésigny accueille un collège, le collège Stéphane Mallarmé, qui compte seize classes, accueille les enfants trésifontains ainsi que ceux des communes de Marles-en-Brie et depuis septembre 2012, les élèves de Mortcerf.

### Santé
En 2019, parmi les professionnels de santé, on compte deux pharmacies, trois médecins généralistes, un cabinet d'infirmiers libéraux, deux chirurgiens-dentistes et deux vétérinaires.
La ville compte une maison de retraite EHPAD ainsi qu'un institut médico-éducatif départemental.
L'hôpital public le plus proche est le Centre hospitalier de Marne-la-Vallée situé à Jossigny.
La clinique privée la plus proche est celle de Tournan-en-Brie.
Une maison de santé pluridisciplinaire devant rassembler médecins et professionnels de santé pourrait ouvrir fin 2019 ou début 2020.
Le coût du projet est estimé à 2,1 M€. La commune a contracté un emprunt de 800 000 € pour financer l'opération de la maison de santé.

### Équipements sportifs
La commune dispose de la piscine intercommunale et centre aquatique La Vague (espaces natation et loisirs), d'un gymnase avec une salle de filets (basket-ball, handball, volley-ball) et une salle de gymnastique, boxe et mur d'escalade, du centre sportif Jacques Profit (basket-ball, handball, volley-ball, badminton, savate, tennis de table, mur d'escalade, gymnastique, du complexe sportif Pierre Curé (football, judo, athlétisme), du stade et tennis Orly (football, tennis, athlétisme).

### Équipements culturels

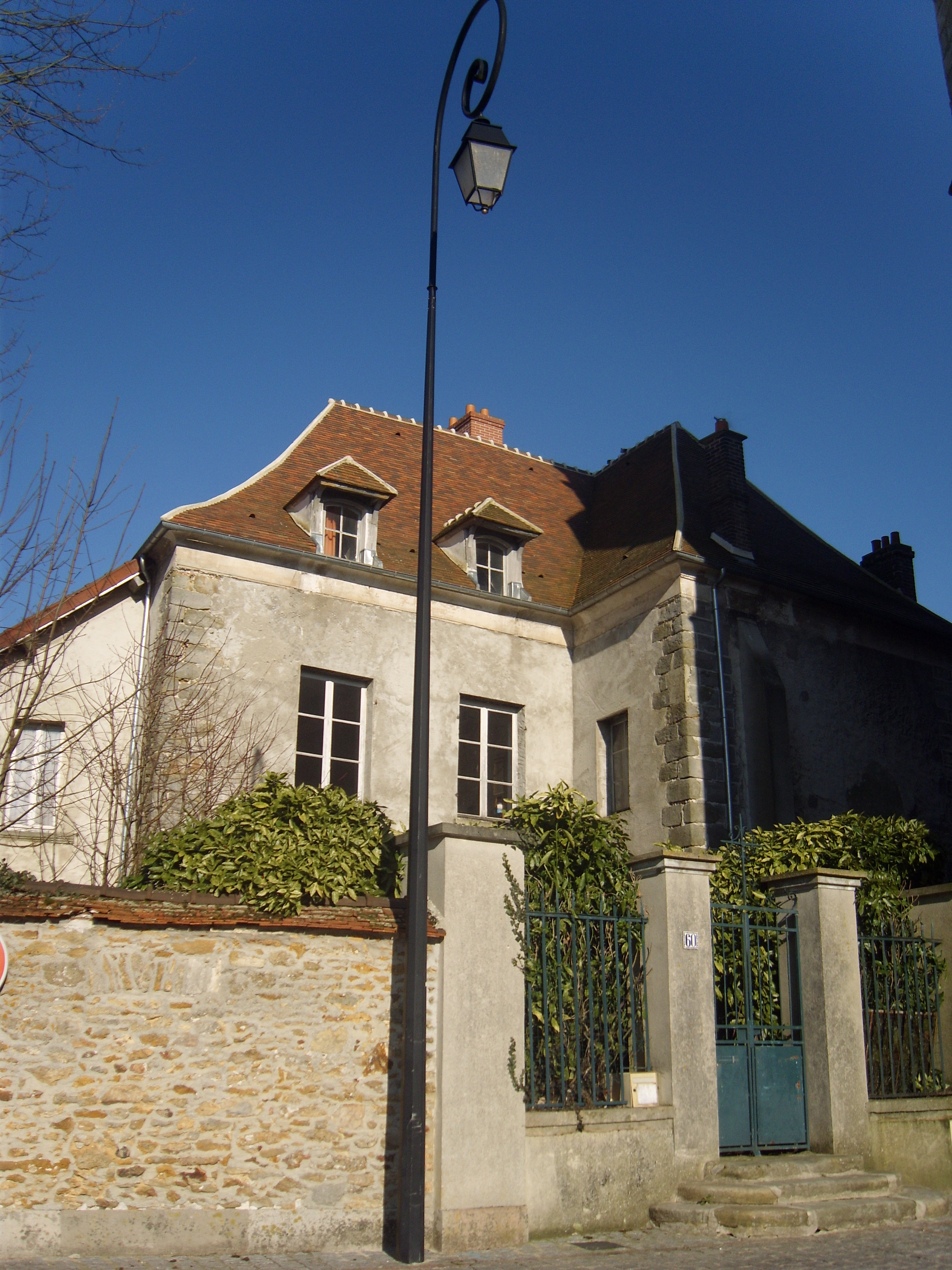
Le presbytère de Fontenay-Trésigny.

La commune dispose d'une salle des fêtes, de la halle de la gare (chorale, théâtre, danse, peinture et photographie) et d'une bibliothèque associative (ACAF).
Le nouveau centre culturel Michel Polnareff, situé dans l'avenue de Verdun, est opérationnel depuis le printemps 2016. C'est l'aboutissement d'un projet global regroupant un centre sportif et un centre culturel.
Le musée Hippolyte Henry, établi dans les anciens bains-douches, présente la vie d’un village briard il y a cent ans à travers 800 objets de la vie quotidienne. Le musée  a été labellisé Patrimoine d'intérêt régional en décembre 2021.

### Justice, sécurité, secours et défense
Fontenay-Trésigny relève du tribunal judiciaire de Meaux, de la cour d'assises de Melun, de la cour d'appel de Paris, du tribunal pour enfants de Meaux, du conseil de prud'hommes de Meaux, du tribunal de commerce de Meaux, et, dans l'Ordre administratif du tribunal administratif de Melun et de la cour administrative d'appel de Paris.
Fontenay-Trésigny dispose d'un service de police municipale. La commune dépend de la gendarmerie de Rozay-en-Brie.
Fontenay-Trésigny dispose d'un nouveau centre d'intervention et de secours inauguré en mai 2013 et situé en périphérie d'agglomération à l'extrémité de la rue Bertaux. L'ancienne caserne des pompiers était située dans le centre-ville, dans la rue des Héros de la Résistance.

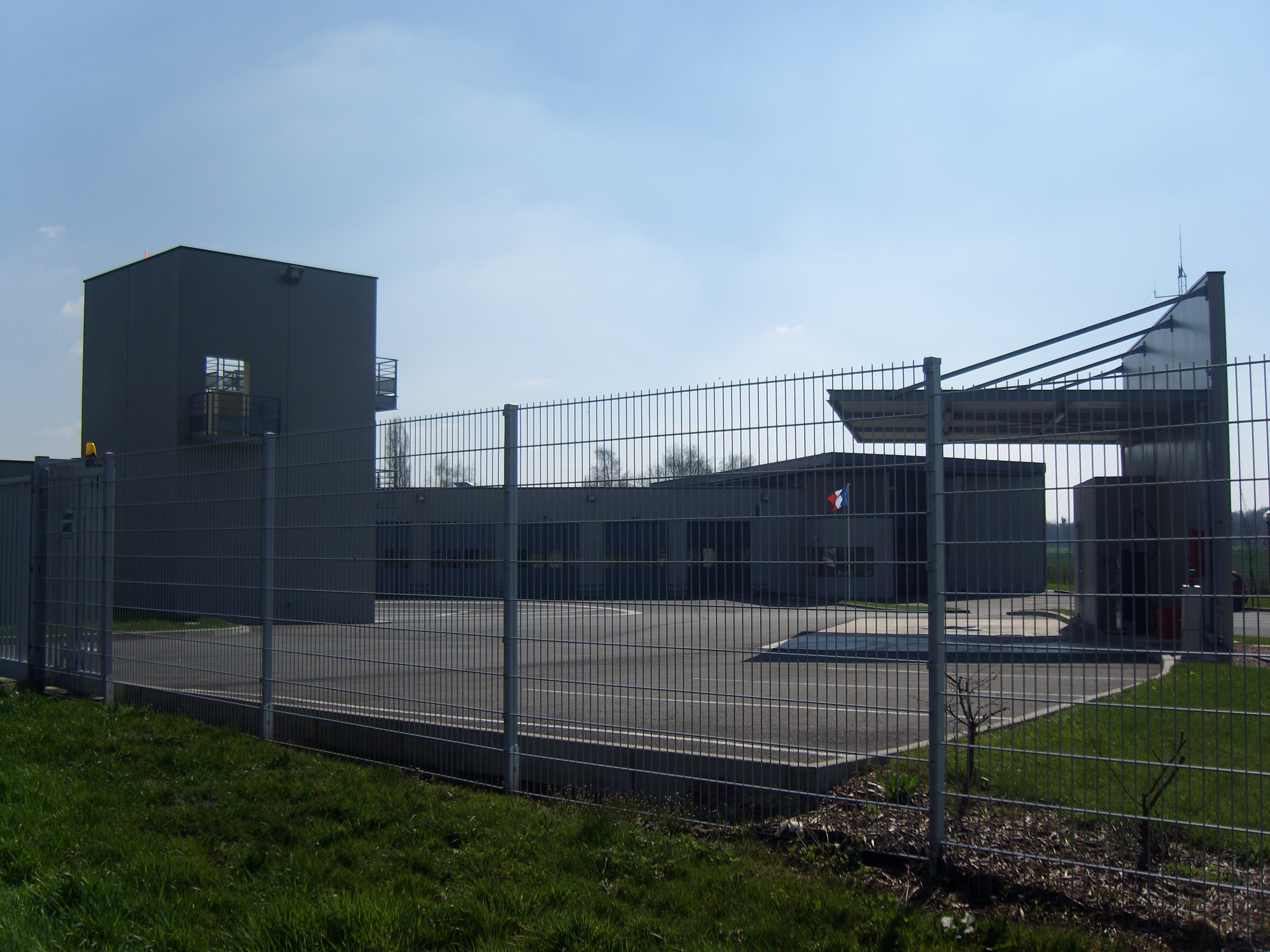
Centre d'intervention et de secours de Fontenay-Trésigny.
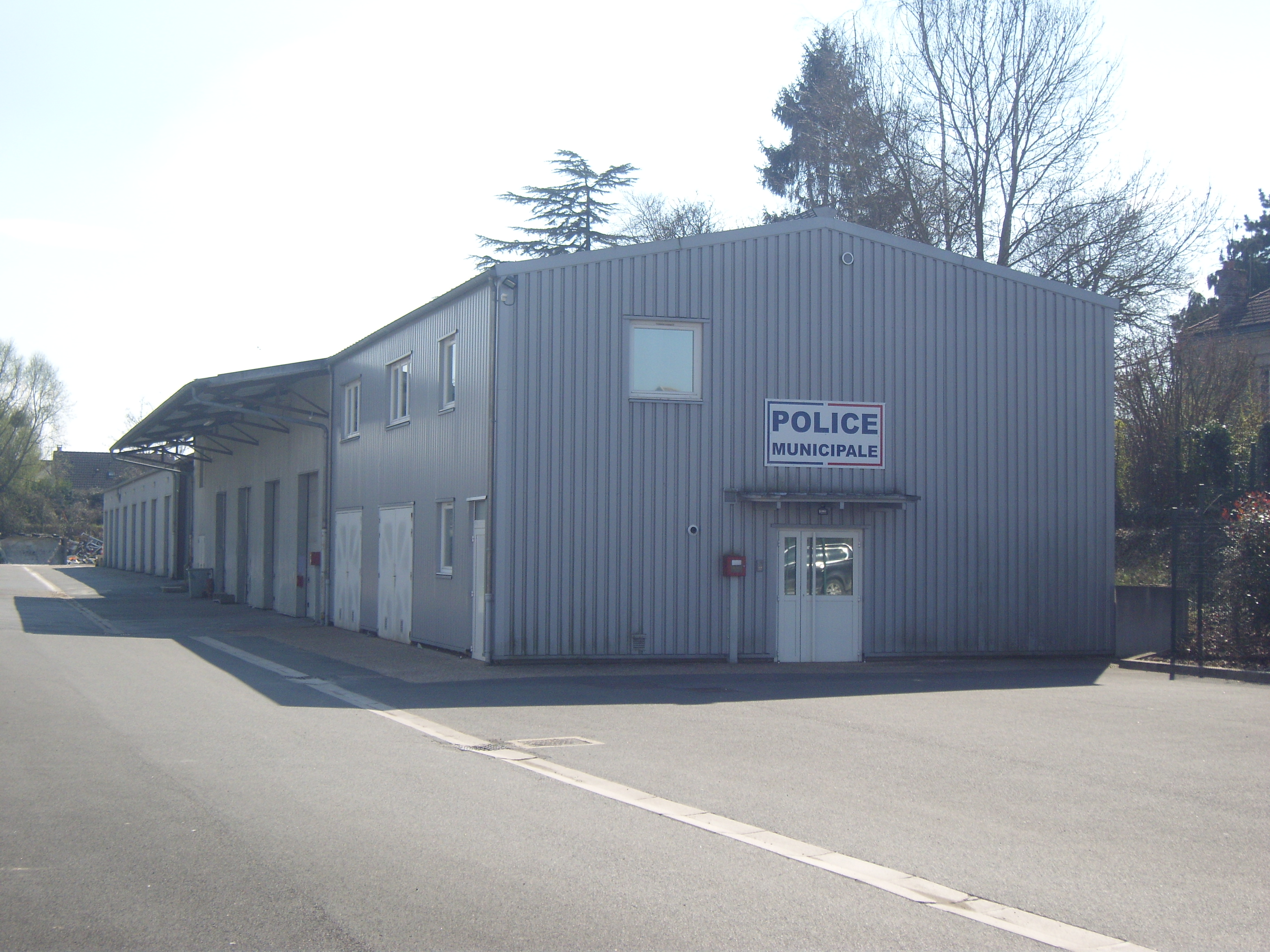
Police municipale et ateliers municipaux.

## Population et société

### Démographie

#### Évolution démographique
L'évolution du nombre d'habitants est connue à travers les recensements de la population effectués dans la commune depuis 1793. Pour les communes de moins de 10 000 habitants, une enquête de recensement portant sur toute la population est réalisée tous les cinq ans, les populations de référence des années intermédiaires étant quant à elles estimées par interpolation ou extrapolation. Pour la commune, le premier recensement exhaustif entrant dans le cadre du nouveau dispositif a été réalisé en 2008.

En 2022, la commune comptait 5 887 habitants, en évolution de +7,62 % par rapport à 2016 (Seine-et-Marne : +3,92 %, France hors Mayotte : +2,11 %).
| 1793 | 1800  | 1806 | 1821  | 1831  | 1836  | 1841  | 1846  | 1851  |
| ---- | ----- | ---- | ----- | ----- | ----- | ----- | ----- | ----- |
| 866  | 1 054 | 957  | 1 010 | 1 144 | 1 128 | 1 140 | 1 203 | 1 262 |

| 1856  | 1861  | 1866  | 1872  | 1876  | 1881  | 1886  | 1891  | 1896  |
| ----- | ----- | ----- | ----- | ----- | ----- | ----- | ----- | ----- |
| 1 229 | 1 262 | 1 267 | 1 246 | 1 292 | 1 360 | 1 350 | 1 473 | 1 512 |

| 1901  | 1906  | 1911  | 1921  | 1926  | 1931  | 1936  | 1946  | 1954  |
| ----- | ----- | ----- | ----- | ----- | ----- | ----- | ----- | ----- |
| 1 630 | 1 697 | 1 663 | 1 565 | 1 676 | 1 710 | 1 575 | 1 514 | 1 556 |

| 1962  | 1968  | 1975  | 1982  | 1990  | 1999  | 2006  | 2008  | 2013  |
| ----- | ----- | ----- | ----- | ----- | ----- | ----- | ----- | ----- |
| 1 772 | 2 042 | 2 812 | 3 638 | 4 518 | 4 620 | 4 967 | 5 063 | 5 317 |

| 2018  | 2022  | - | - | - | - | - | - | - |
| ----- | ----- | - | - | - | - | - | - | - |
| 5 678 | 5 887 | - | - | - | - | - | - | - |

Fontenay, malgré la richesse de sa terre et l'importance de sa seigneurie au cours des siècles, est demeuré historiquement un bourg de taille modeste avec une paroisse relativement peu peuplée. Le dénombrement de 1709 donne 103 feux dans la paroisse de Fontenay, soit environ 500 habitants, dans un contexte de famine. Le dénombrement de 1713 donne 126 feux dans la paroisse de Fontenay, soit environ 600 habitants. Fontenay se place alors au niveau de Tournan, mais est surpassée par Rozoy et Chaume, qui comportent le double de sa population. Durant le XVIIIe siècle, l’apaisement qui intervient dans la Brie et les progrès sanitaires permettent un accroissement sensible de la population de Fontenay. Le dénombrement de 1720 donne 139 feux, soit près de 650 habitants. Dans un ouvrage de 1726, on recense 664 habitants. Dans un ouvrage de 1759, on recense 175 feux, soit près de 850 habitants. La paroisse compte 975 habitants en 1790. La population de Tournan est déjà plus importante que celle de Fontenay à la Révolution. La croissance de Fontenay sera lente mais plus ou moins régulière durant tout le XIXe siècle jusqu'à la Première Guerre mondiale, profitant notamment du développement progressif de l'industrie. Fontenay va surpasser Rozoy peu avant 1900 à la faveur de l'exode rural en Brie. La population va stagner jusque dans les années 1950, du fait des deux guerres et de la crise économique et démographique de l'entre-deux-guerres. Le renouveau économique et démographique des Trente Glorieuses va amener un développement soutenu de Fontenay, comme des autres communes. Fontenay surpasse Chaumes vers 1960, avec une croissance plus rapide. La population dépasse les 2 000 habitants en 1968, les 3 000 habitants après 1975, les 4 000 habitants au milieu des années 1980.
Fontenay-Trésigny, à l'instar des autres communes de la grande couronne parisienne, connaît une croissance démographique continue. La ville a atteint les 5 000 habitants en 2007. Toutefois ce développement, s'il est plus rapide que dans les communes de la Brie situées à l'est (comme Rozay-en-Brie ou Provins), est bien moindre que celui des communes de l'est plus proches de Paris ou celles de la ville nouvelle de Marne-la-Vallée. Fontenay-Trésigny est située dans une zone de transition, bénéficiant à l'instar de Meaux, Coulommiers ou Melun du dynamisme démographique francilien, tout en ayant une croissance maîtrisée. L'accroissement de la population est lié à des soldes naturel et migratoire positifs. La ville a dépassé les 5 800 habitants en 2021 et devrait atteindre près de 6 500 habitants en 2025.

#### Pyramide des âges
En 2021, le taux de personnes d'un âge inférieur à 30 ans s'élève à 38,1 %, soit en dessous de la moyenne départementale (39,2 %). À l'inverse, le taux de personnes d'âge supérieur à 60 ans est de 20,5 % la même année, alors qu'il est de 20,5 % au niveau départemental.
En 2021, la commune comptait 2 788 hommes pour 2 969 femmes, soit un taux de 51,57 % de femmes, légèrement supérieur au taux départemental (51,33 %).
Les pyramides des âges de la commune et du département s'établissent comme suit.
| Hommes | Classe d’âge | Femmes |
| ------ | ------------ | ------ |
| 0,6    | 90 ou +      | 1,0    |
| 5,4    | 75-89 ans    | 7,4    |
| 12,6   | 60-74 ans    | 13,8   |
| 20,2   | 45-59 ans    | 20,2   |
| 21,8   | 30-44 ans    | 20,8   |
| 18,3   | 15-29 ans    | 17,4   |
| 21,1   | 0-14 ans     | 19,5   |

| Hommes | Classe d’âge | Femmes |
| ------ | ------------ | ------ |
| 0,4    | 90 ou +      | 1,2    |
| 4,9    | 75-89 ans    | 6,5    |
| 13,6   | 60-74 ans    | 14,3   |
| 20,2   | 45-59 ans    | 19,8   |
| 20,1   | 30-44 ans    | 20,6   |
| 19,2   | 15-29 ans    | 17,9   |
| 21,7   | 0-14 ans     | 19,7   |

### Sports

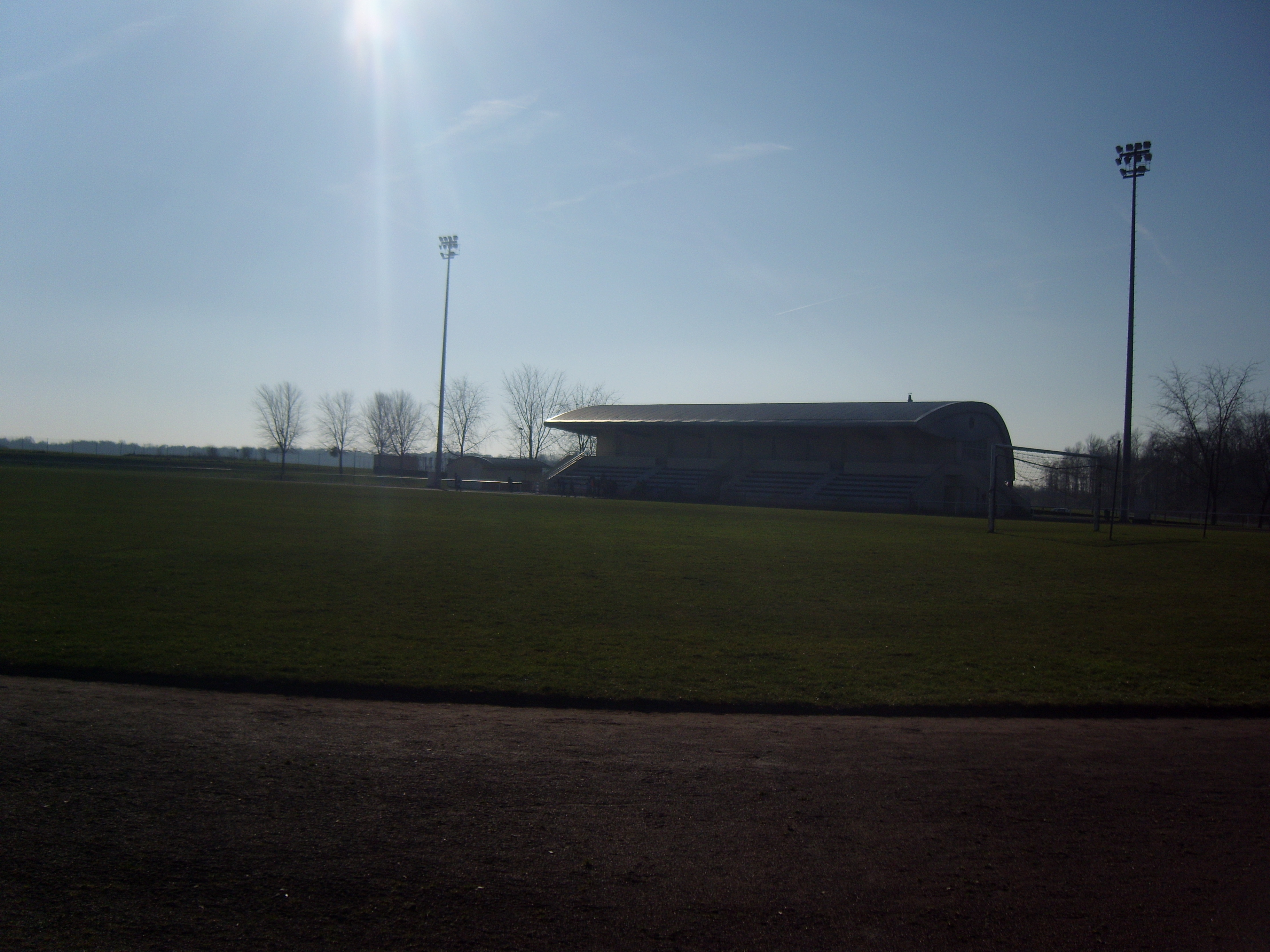
Le complexe sportif Pierre Curé de Fontenay-Trésigny.

Des activités sportives très diverses sont présentes à Fontenay-Trésigny via l'Association Sportive de Fontenay-Trésigny (ASFT).
Le club le plus connu est le club de hockey subaquatique CSMB Fontenay-Trésigny, champion de France 2013, 32 fois champion de France depuis sa création il y a 30 ans.
Le club de football principal de la ville est l’association sportive Fontenay Trésigny Football basée au stade Orly, qui évolue actuellement en 2e division de district.
Le club d’athlétisme local, l’AS Fontenay Trésigny Athlétisme, qui évolue en division Régionale, est basé au complexe sportif Pierre Curé inauguré en décembre 1995.
L'Association Culturelle et Artistique de Fontenay-Trésigny (ACAF, créée en 1972) regroupe 8 activités : bibliothèque, chorale, cirque, danse, informatique, peinture, photo, théâtre.
Sur le territoire de la commune à proximité du manoir de Chaubuisson se trouve l'aérodrome de Fontenay-Trésigny géré par l'aéroclub de Chaubuisson.
Fontenay-Trésigny est traversée du nord au sud par le sentier de grande randonnée GR 1, qui vient de Marles-en-Brie, traverse la ville et suit la vallée du Bréon en direction de Chaumes-en-Brie.
Un réseau d'itinéraires dénommé Randonner au cœur de la Brie permet de découvrir la faune, la flore, le patrimoine culturel et architectural de la Brie centrale. Le 8 de Fontenay permet de découvrir le Fontenay d’hier et d’aujourd’hui.

### Manifestations culturelles et festivités

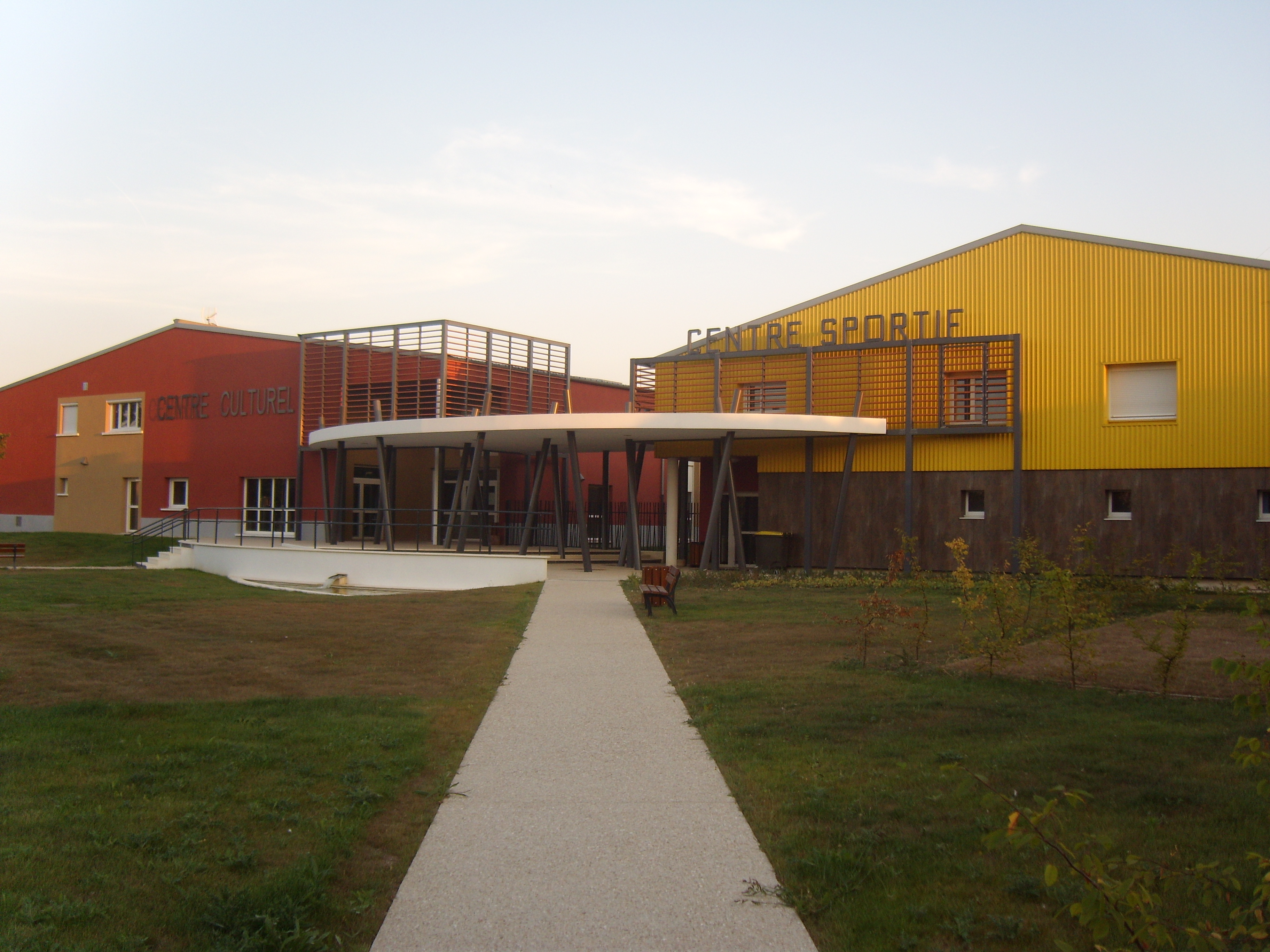
Centres sportif et culturel de Fontenay-Trésigny.

Tous les mois, diverses manifestations sont tenues à Fontenay-Trésigny grâce au dynamisme des associations locales.
« Fontenay Animations », le « Comité des Fêtes » et le « Cercle Historique Fontenaisien » organisent diverses manifestations à Fontenay-Trésigny (expositions, brocantes, salons, fête médiévale, sorties, etc.).

### Médias
Le quotidien régional Le Parisien, dans son édition locale Seine-et-Marne, ainsi que le bi-hebdomadaire Le Pays briard relatent les informations locales.
La commune est en outre dans le bassin d’émission des chaînes de télévision France 3 Paris Île-de-France Centre et d'IDF1.
L’information institutionnelle est assurée par plusieurs publications périodiques : flash infos Trésifontain, journal municipal d’information diffusé par la ville ; le journal de la communauté de communes du Val Briard ; Seine-et-Marne Magazine, mensuel diffusé par le conseil général de Seine-et-Marne et le Journal du Conseil régional, bimensuel diffusé par le conseil régional d'Île-de-France.
La majorité au conseil municipal dispose d'un site web et la minorité au conseil municipal dispose d'un blog.

### Cultes
La commune de Fontenay-Trésigny fait partie de la paroisse catholique « Pôle missionnaire de Mormant » au sein du diocèse de Meaux. Elle dispose de l'église Saint-Martin. Un presbytère se trouve à côté de l'église.

## Économie

### Revenus de la population et fiscalité
En 2020, le revenu médian déclaré par unité de consommation était de 24 024 €, ce qui plaçait Fontenay-Trésigny au 7 090e rang parmi les 31 334 communes de France métropolitaine, Martinique et la Réunion recensées.
En 2017, le revenu médian déclaré par unité de consommation était de 23 550 €, ce qui plaçait Fontenay-Trésigny au 6 027e rang parmi les 31 746 communes de France métropolitaine, Martinique et la Réunion recensées.

### Emploi
La commune de Fontenay-Trésigny fait partie de la zone d’emploi de Créteil,.
La population âgée de 15 à 64 ans s'élevait à 3 684 personnes en 2020, parmi lesquelles on comptait 79,5 % d'actifs dont 71,5 % ayant un emploi et 8,0 % de chômeurs.
On comptait 2 102 emplois dans la zone d'emploi en 2020, contre 2 128 en 2014. Le nombre d'actifs ayant un emploi résidant dans la zone d'emploi étant de 2 652 en 2020, l'indicateur de concentration d'emploi était de 79,3 % en 2020, ce qui signifie que la zone d'emploi offre moins d'un emploi par habitant actif. En 2020, 19,5 % des actifs résidents de 15 ans ou plus travaillaient dans la commune et 80,5 % dans une commune autre que la commune de résidence.
Structure de la population active, selon le recensement de 2020
|                                                                                   | Agriculteurs | Artisans, commerçants, chefs d'entreprise | Cadres, professions intellectuelles supérieures | Professions intermédiaires | Employés | Ouvriers |
| --------------------------------------------------------------------------------- | ------------ | ----------------------------------------- | ----------------------------------------------- | -------------------------- | -------- | -------- |
| Fontenay-Trésigny                                                                 | 0,3 %        | 5,3 %                                     | 13,4 %                                          | 27,8 %                     | 28,7 %   | 23,3 %   |
| Moyenne nationale                                                                 | 1,3 %        | 6,1 %                                     | 17,0 %                                          | 25,1 %                     | 27,9 %   | 21,0 %   |
| Sources des données : Insee Dossier complet Commune de Fontenay-Trésigny (77192), |              |                                           |                                                 |                            |          |          |

### Entreprises et commerces
Au 31 décembre 2021, Fontenay-Trésigny comptait 224 établissements actifs employeurs : 8 dans l’agriculture-sylviculture-pêche, 16 dans l'industrie, 33 dans la construction, 150 dans le commerce-transports-services divers et 17 dans l'administration publique-enseignement-santé-action sociale.
En 2022, 89 entreprises ont été créées à Fontenay-Trésigny, dont 68 entreprises individuelles.
Le site de la mairie propose un annuaire des professionnels.

#### Zones d'activité

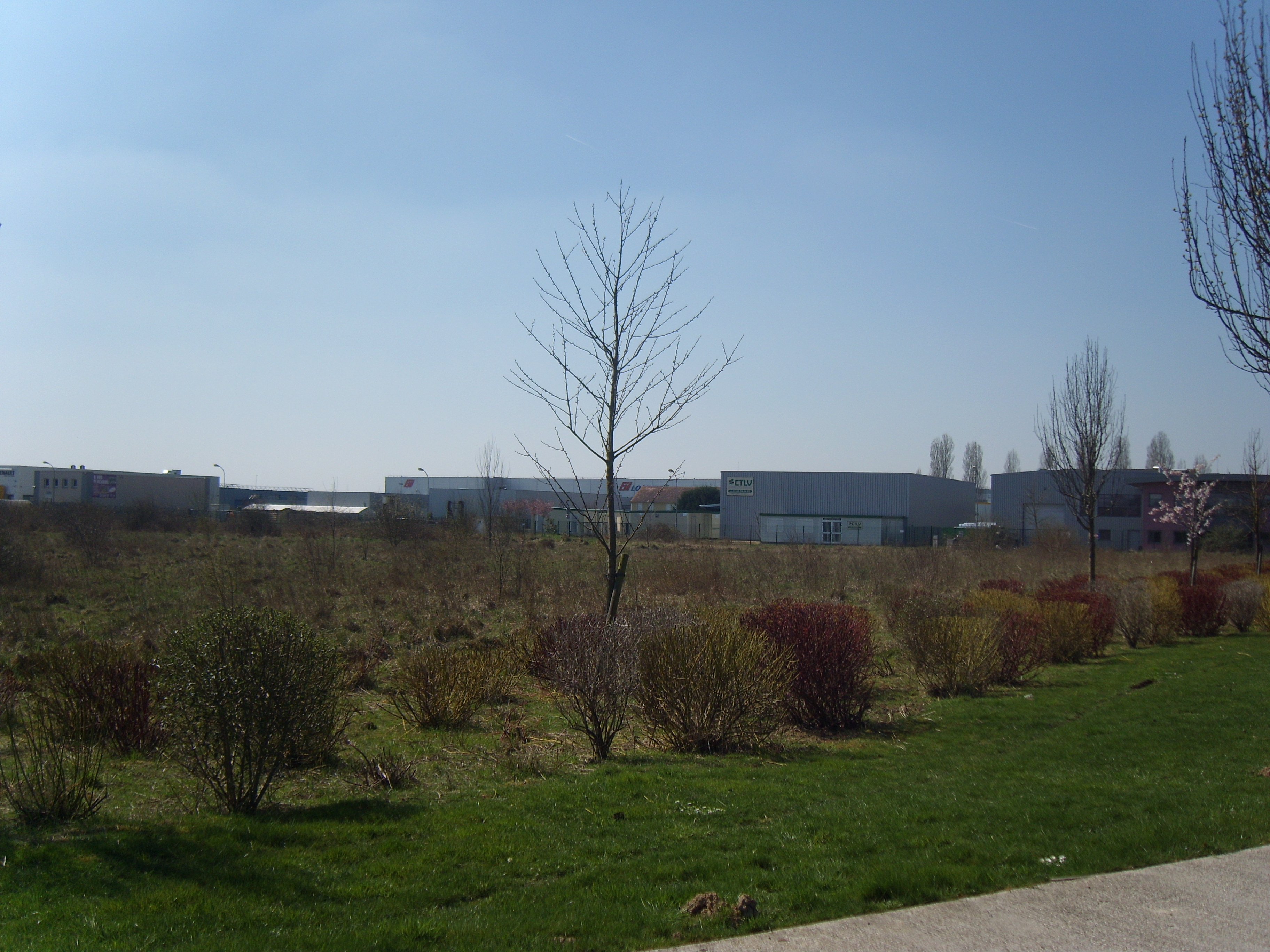
ZAC de Frégy à Fontenay-Trésigny en 2015.

Fontenay-Trésigny compte 4 zones d'activités :
- ZAE du Plateau située en entrée de ville à l'ouest sur la rue Bertaux, qui s'étend sur environ 8 hectares et accueille des activités de commerce et de service ;
- ZA de Monnoury au nord-est du bourg, regroupant une dizaine d'entreprises industrielles ;
- ZAC de Frégy à l'est du bourg qui s'étend sur environ 50 hectares, regroupant une soixantaine d'entreprises industrielles et logistique ;
- ZAE « Nord RN4 » située au nord de la RN 4 sur la route de Chaubuisson, accueillant la déchetterie[62].

Le parc d'entreprises de Fontenay-Trésigny regroupe au cœur de la Brie, au carrefour de la RN 4 (Paris - Nancy) et de la RN 36 (Meaux - Melun), un ensemble d'entreprises diverses. Pôle logistique du sud-est de Paris avec l'implantation d'un acteur majeur de cette activité (FM Logistic) sur 70 000 m2 d'entrepôts dans la ZAC de Frégy, cette réalisation permet un rayonnement stratégique sur le marché régional.
En 2017, la commune a entrepris la création d'une ZAC pour accueillir de nouvelles activités économiques. Le projet initial couvre environ 13 hectares sur deux zones, à l’ouest de la commune au bout de la rue Bertaux derrière la caserne des pompiers, et à l’est dans la continuité de la ZAC de Frégy en arrière de l’entreprise Liebherr. Ce projet en phase de concertation associe la commune et la communauté de communes du Val Briard, compétente en matière d’aménagement depuis le 1er janvier 2017.

Le périmètre envisagé de la ZAC en 2023 porte sur deux secteurs distincts pour une superficie totale d’environ 15,8 hectares : le plateau Bertaux à l’ouest de la commune d’une superficie d’environ 8,5 hectares, le site Frégy à l’est de la commune d’une superficie d’environ 6,3 hectares. Le programme prévisionnel de l'opération envisage la création de 58 000 m2 de surface de plancher à vocation d’activité tertiaires, artisanales et commerciales avec 500 emplois localisés à terme sur site. L'emprise du projet valorisée par des productions agricoles fait l'objet d'un dispositif de compensation agricole,.
Fontenay-Trésigny profite également de la zone logistique du Val Bréon qui est une zone d'aménagement concerté d'une superficie de 140 hectares située sur le territoire de Châtres et comprenant le parc logistique Paris Val Bréon, actuellement la plus importante zone d’aménagement privée d’Île-de-France. La zone devrait dépasser les 1 000 employés.

#### Commerces
La vie commerçante de Fontenay-Trésigny s'organise autour de deux pôles principaux que sont la rue Bertaux entre l'église Saint-Martin et la porte d'en bas, et la partie centrale de l'avenue du Général de Gaulle. Le carrefour des avenues du Général de Gaulle, Général Leclerc, de Verdun et Pasteur, point central de l'agglomération, compte également quelques commerces.
La commune réunit tous types de commerces (boulangeries, boucherie, épicerie, restaurants, cafés/bars-tabac, pharmacie, optique, fleuristes, bijouteries, vêtements, tissus, décoration, quincaillerie, etc.) et de services (poste, banques/assurances, agences immobilières, coiffeurs, auto-école, etc.). Malheureusement de nombreux commerces de proximité ferment ou sont en voie de fermeture.
Le marché se tient tous les dimanches matin sur la place Bernard Palissy et réunit plus d'une dizaine de commerçants.
Fontenay-Trésigny compte trois supermarchés :
- Intermarché agrandi de 426 m2 à 2 317 m2 en 2017[284] à l'ouest de l'agglomération dans la ZAE du Plateau ;
- Utile (Système U) de 1 100 m2 au centre de l'agglomération dans le quartier de la gare, anciennement Leader Price jusqu'en septembre 2021 ;
- E.Leclerc de 2 990 m2 avec galerie marchande de 875 m2 et drive de  104 m2[285] ouvert en septembre 2021 à l'est de l'agglomération dans la ZAC de Frégy[286].

La situation à la croisée des axes ouest-est (RN 4) et nord-sud (RN 36) a amené l’implantation de plusieurs hôtels, situés à la périphérie ouest de l'agglomération, à l'extrémité de la rue Bertaux.

## Culture locale et patrimoine

### Lieux et monuments

#### Lieux etmonuments historiquesclassés
La commune compte quatre monuments à l'inventaire des monuments historiques et deux lieux recensés à l'inventaire général du patrimoine culturel :

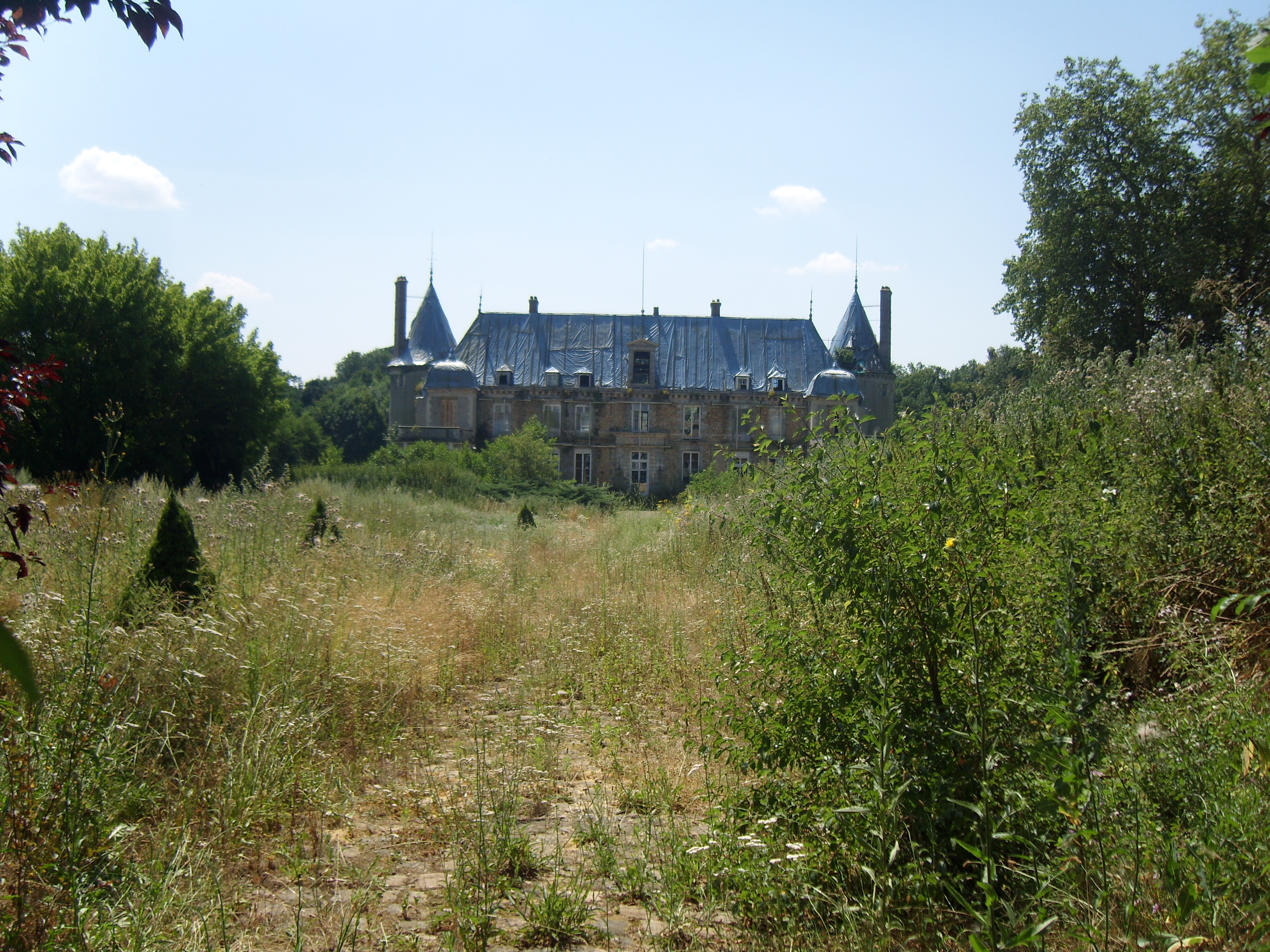
Le château du duc d'Épernon.

- Le château du duc d'Épernon
 Le château de Fontenay, dit aussi ancien château des Sources, il date de la 1re moitié du XVIIe siècle[288]. Fortifié à sa construction, il fut de nombreuses fois remanié par ses propriétaires successifs au XIXe siècle. Il fait face à l'église Saint-Martin de Fontenay-Trésigny, au centre du village. À l'origine, il est la propriété des ducs d'Épernon, grands personnages de l'État sous les rois Henri III, Henri IV, Louis XIII et pendant la minorité de Louis XIV. Le domaine reçoit plusieurs visites royales au cours de la Renaissance. Propriété des Montagu, belle-famille du marquis de La Fayette, puis des Gontaut-Biron au XIXe siècle, le domaine subit de nombreuses modifications au cours de cette période. Les jardins et l'ancienne ferme sont aménagés en parc d'agrément, la chapelle et certaines des tours d'angle sont rasées. Il vit passer des personnages célèbres : François Ier, Henri II et Catherine de Médicis, Henri III, Richelieu, Lafayette.
  - Le parc du château du duc d'Épernon présentait des jardins remarquables réalisés en 1837[289], récemment détruit au bénéfice d'une opération immobilière jamais finalisée.
  - Les dépendances ont été construites au XVIIe siècle, elles jouxtent un ensemble de bâtiments remontant à l'époque de François Ier. Ces bâtiments, les communs ainsi que la ferme des Landes (basse cour du château ou « ferme royale » comportant un imposant pigeonnier à trois niveaux inscrit monument historique en 1991[290]), doivent devenir des appartements.

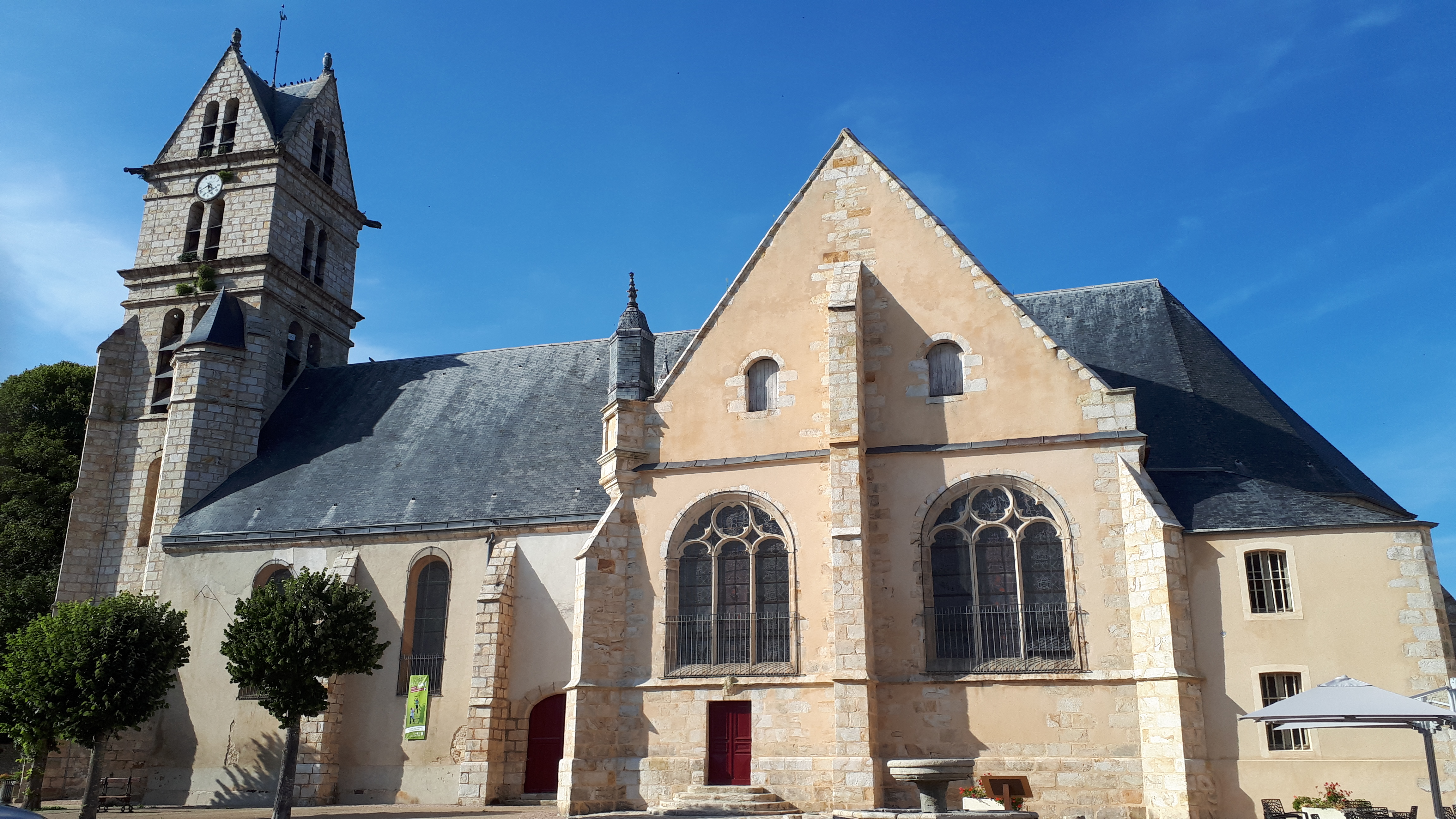
L'église Saint-Martin de Fontenay-Trésigny.

- L'église Saint-Martin
Dédiée à saint Martin[291], évêque de Tours en 397, elle date de la fin du XIVe siècle, début du XVe siècle ; elle présente un mobilier des XVIIe et XVIIIe siècles. L'église a remplacé l’abbaye de Chaâge qui avait été construite quatre-cents ans auparavant[292].
  - Le clocher en grès à quatre pignons protège trois cloches, qui ont été fondues en 1723.
  - La très belle tour en grès à lanternons, ou « lanterne des morts », qui était allumée pour avertir les habitants qui rentraient des champs qu’un malade venait de mourir. Sur la façade sud et à l’angle de l’entrée de la chapelle Saint-Joseph, le châtelain était aussi averti puisqu’elle était face au château.
  - La nef est couverte d'une charpente de chêne.
  - À l’entrée à droite, les fonts baptismaux en pierre datent de 1521.
  - La charité de Saint-Martin, à gauche dans la nef, gaufre en pierre du XVe siècle.
  - Le Christ, face à la chaire, est en bronze ; c'est un don de l'ancien curé de la paroisse, l’abbé Donon.
  - La statue de la Vierge est ancienne. Le corps date du XIIIe siècle ; la tête proviendrait d’une statue du château du Vivier et serait du XVIe siècle. Cette statue fut retrouvée dans les jardins du presbytère après la Révolution de 1789.
  - Un saint Jérôme sur panneau de bois, peint au XVIe siècle.
  - Une Vierge à l'enfant avec saint Jean-Baptiste, copie moderne d'après la Madone de l'Amour divin de Raphaël, dont l'original est conservé à la Galleria Sabauda de Turin.
  - La grille de chœur, du XVIIIe siècle, date de l’origine du prieuré des abbés de l’époque (ordre des chanoines réguliers) dit « de la fabrique ».
  - L’ensemble des boiseries date des XVIIe et XVIIIe siècles.
  - Les boiseries du chœur et de la chapelle de Saint-Joseph datent de 1689, réalisées par Pierre Menessier. Une partie fut restaurée en 1989.
  - La chapelle Saint-Joseph était la chapelle seigneuriale. Elle avait une entrée donnant directement sur la place, face au château. Cette porte qui représentait le pouvoir royal fut bouchée après la Révolution de 1789. Les motifs côté extérieur ont été mutilés à cette époque. Son emplacement est toujours visible à l’extérieur. Restauration et réouverture en 2006.
Sous la chapelle se trouve une crypte où reposait les dépouilles des seigneurs locaux. On y accède par un petit escalier en pierre dissimulé derrière un panneau de bois formant porte. Ce même accès permettait de monter à la « lanterne des morts ». Un souterrain reliait cette crypte au Château et à Lumigny en passant sous le boulevard et dans le parc du manoir de Chaubuisson. Légende ou pas ? Des effondrements dans le parc de Chaubuisson ont révélé l'existence d'un tunnel...                                                              La fontaine Morin.

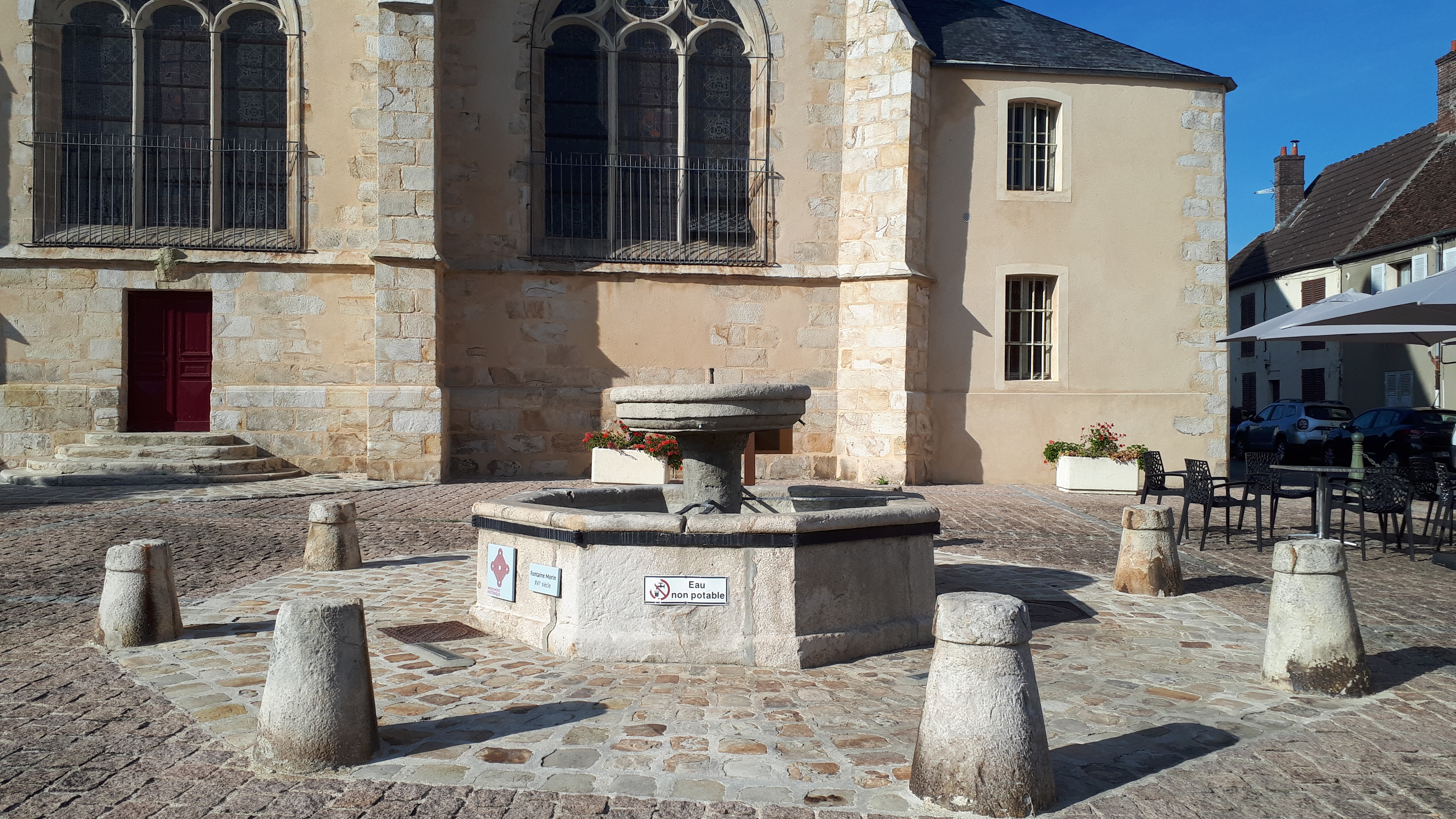
La fontaine Morin.

  - La chaire, en bois, date de 1621 ; c'est une œuvre de Jean Philiper.
  - Les vitraux, dans le chœur, représentent l'Ascension du Christ et l'Assomption de la Vierge et la charité de saint Martin. En partie haute, ce sont des fragments de dons faits par Catherine de Médicis qui vécut un temps dans le château face à l’église.

- La fontaine Morin, datant du XVIe siècle[293] (place de l’église, côté sud). Face à l’église Saint-Martin construite aux XVe et XVIe siècles, la Fontaine Morin et son triple jet alimentait les fermes voisines et les foyers du bourg.

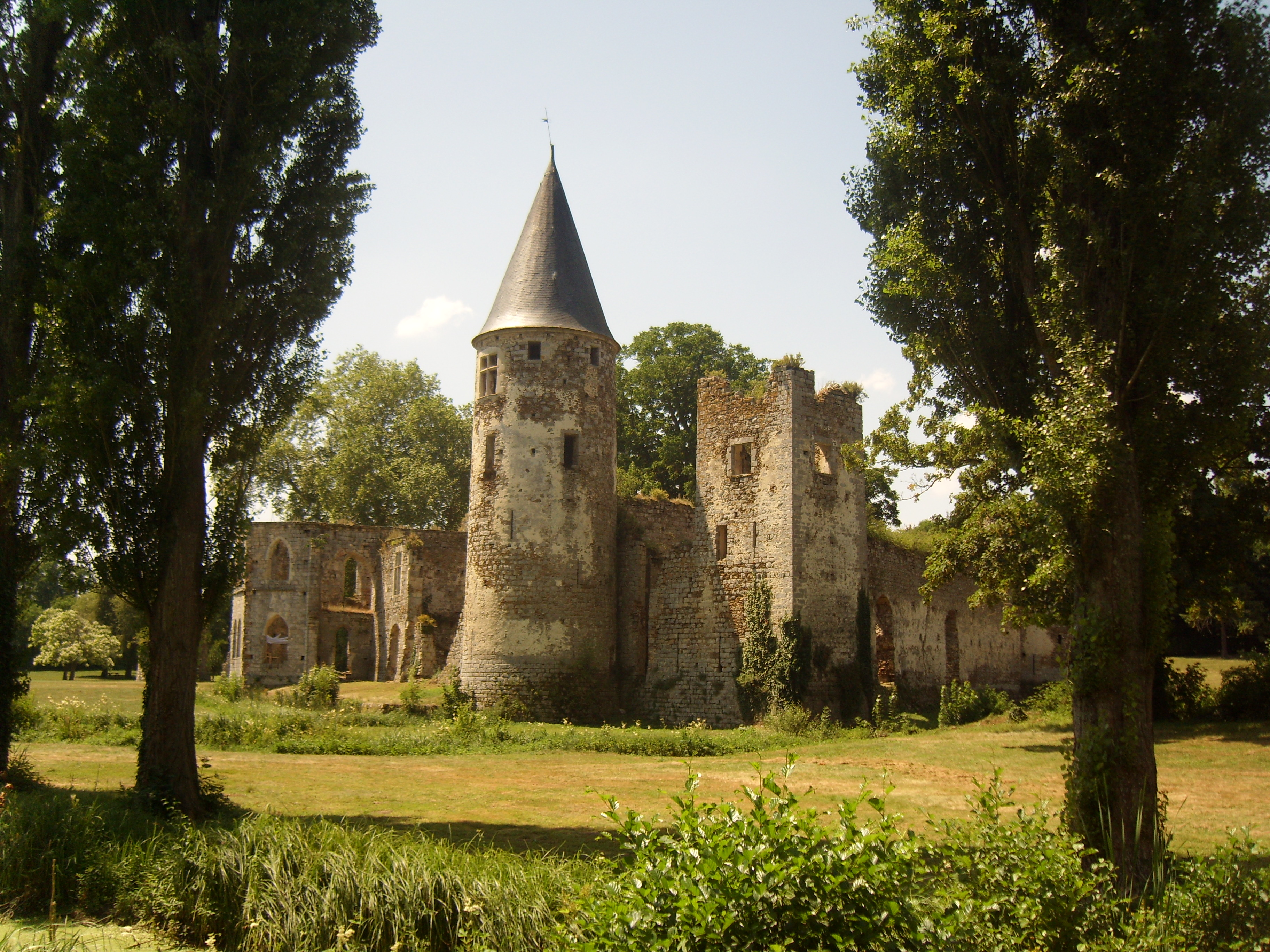
Le château royal du Vivier.

- Le château royal du Vivier
Ce château, ancien rendez-vous de chasse des premiers Capétiens, date du dernier quart du XIIIe siècle (1290) et du XIVe siècle[294]. C'est dans ses murs que, pour occuper le roi Charles VI dont la raison avait été ébranlée, le médecin de la Cour mit à la mode en France le jeu de cartes. Le 19 mars 1673, Marie, fille de Jacques Picot, seigneur du Vivier et de la Motte de Coutevroult, maître d'hôtel ordinaire du roi par son mariage, apporte la seigneurie de Vivier et de Coutevroult à François de Bourlamaque. Ils furent les grands parents de François Charles de Bourlamaque.
Le château royal du Vivier présente des jardins remarquables[295] entourant les ruines (donjon, tourelle d'escalier, trois tours circulaires et murs de la chapelle). Ses étangs alimentaient Paris en poisson frais.

#### Autres monuments historiques

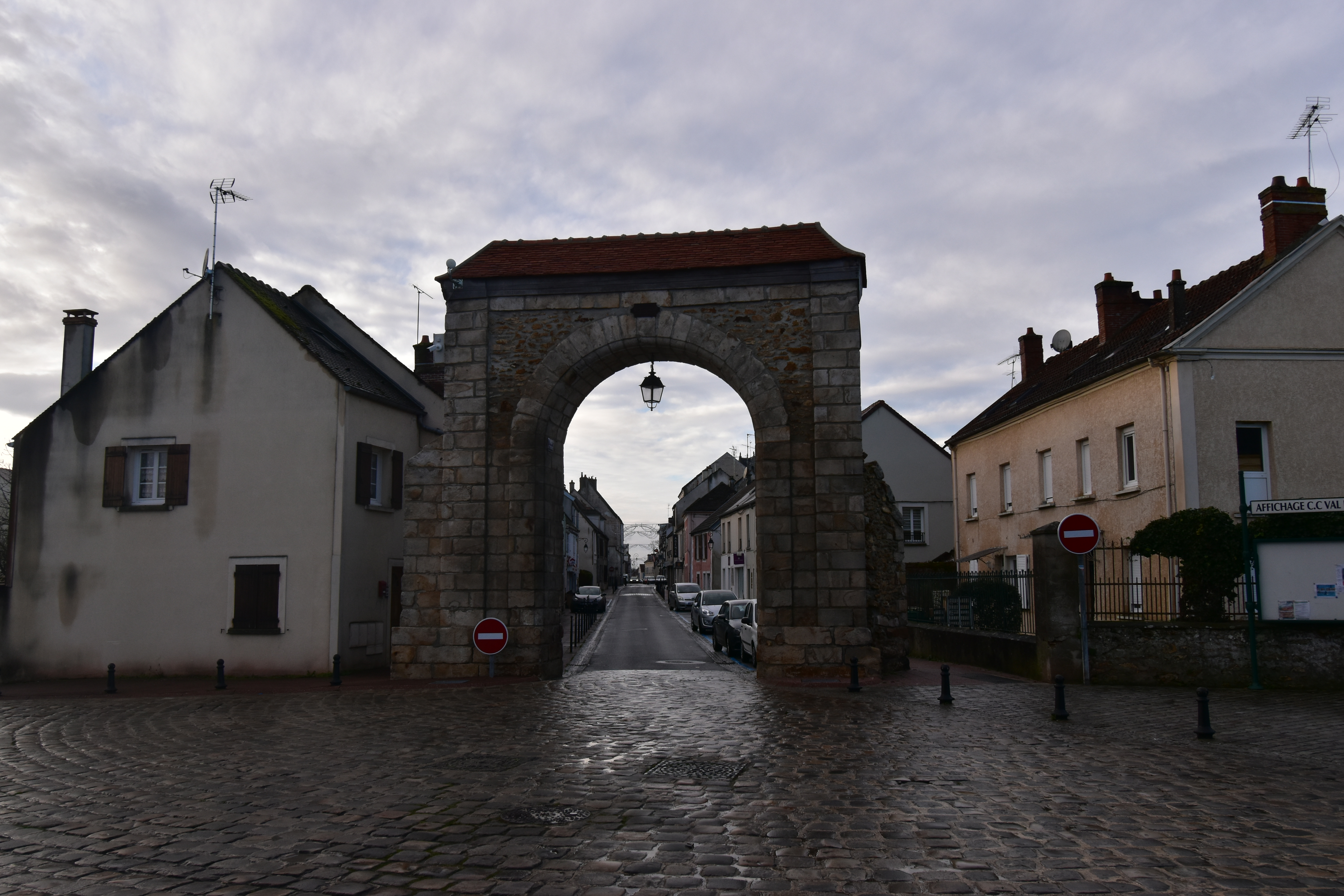
Vue de la porte d'en bas et de la rue Bertaux.

- La porte d'en bas, emblème de la ville, elle est le reste des remparts de la cité. 
Elle est édifiée en 1544 aux frais des habitants et a été appelée aussi la « porte de Rozay ». Sous prétexte de gêne à la circulation, on voulut la détruire, mais elle fut sauvée à plusieurs reprises (1854 et 1870) par l’administration préfectorale et par le comité des monuments historiques qui s’étaient opposés à sa destruction. 
Il y avait deux portes à Fontenay-Trésigny. La porte d'en haut, construite en 1661 et abattue en 1820, se trouvait à l’angle du boulevard Étienne Hardy et de la rue Bertaux. Elle fut appelée aussi la « porte de Tournan ». Il reste une partie des remparts sur le boulevard Étienne Hardy et dans la rue Racine, mais les fossés ont disparu depuis très longtemps. Lors d'une rénovation de la toiture dans les années 1980, les employés municipaux - Robert Legout et Joseph Bouxin - trouvèrent une bouteille dans laquelle se trouvait un papier portant les dates et noms des ouvriers ayant effectué les rénovations précédentes. Ils y inscrivirent leurs noms et refermèrent la toiture...

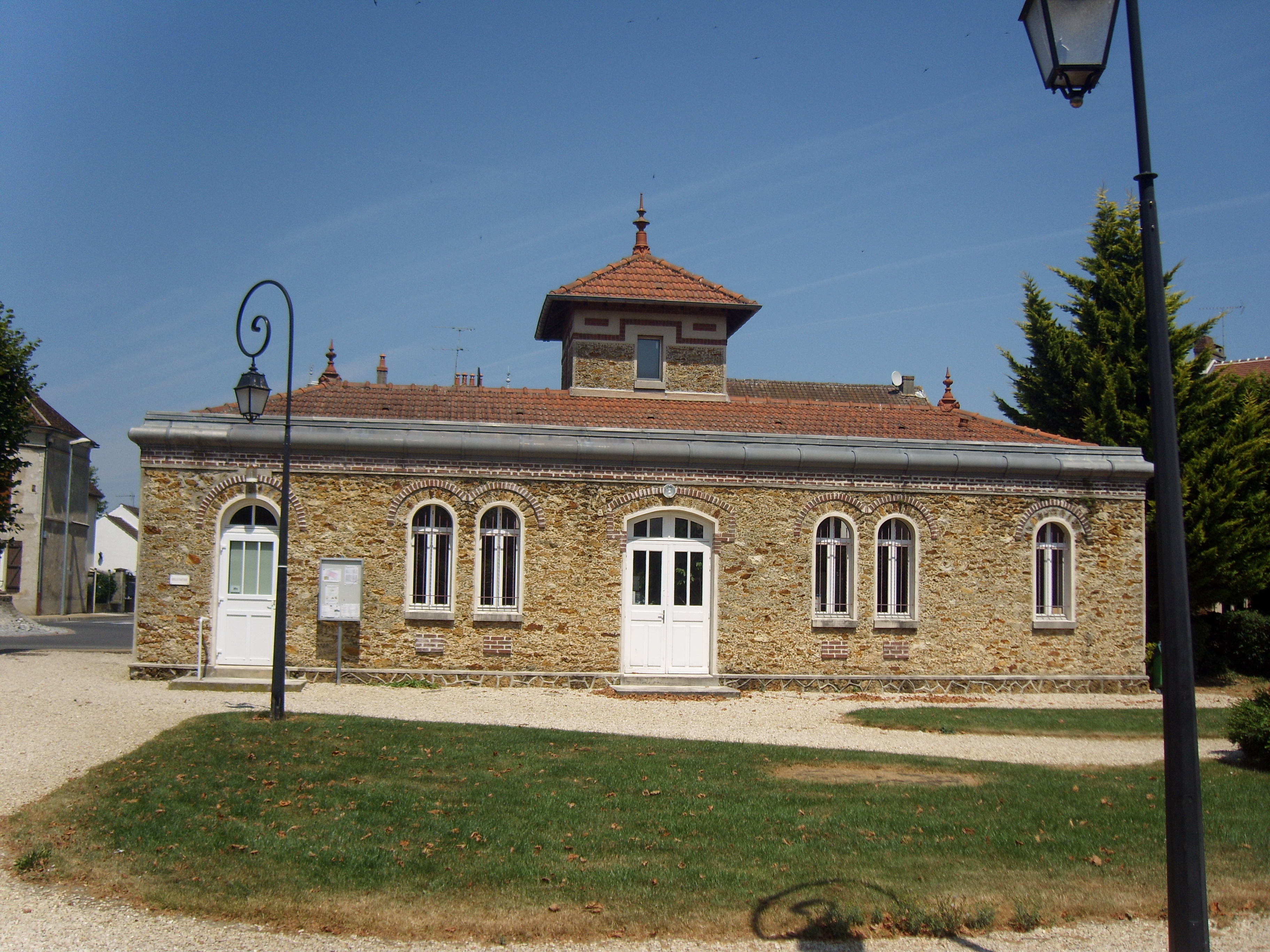
Le musée Hippolyte Henry de Fontenay-Trésigny.

- Les bains-douches :
Lorsque François Le Tonnelier, comte de Breteuil, acquiert le domaine de Fontenay, il entreprend d'aménager la place qui se trouve devant son château et qui lui appartient. Pour ce faire, il doit déplacer le cimetière et la halle situés devant l'église afin de pouvoir y installer une fontaine.
La halle est donc transférée et le nouveau cimetière est implanté au lieu même de l'actuel jardin public devant la bibliothèque. À cet endroit, seront construits un siècle plus tard, à la suite d'un nouveau déplacement du cimetière pour des raisons sanitaires, le lavoir du Trou Babet et les bains-douches qui deviendront la bibliothèque municipale en 1990.
L'établissement des bains-douches est une œuvre philanthropique décidée par le conseil municipal en 1910, pour la nombreuse population ouvrière de Fontenay. Construit à l'angle de la rue Pillot et du boulevard Étienne Hardy, cet établissement contenait deux cabines hommes et deux cabines femmes et était alimenté en eau par une source provenant de Marles-en-Brie.
 Les bains-douches rendent pendant leur exploitation un grand service à la population et sont fermés dans les années 1960-1970 au moment de la construction de la rue Le Nôtre, des premiers logements sociaux, alimentés en eau courante et pourvus de salles d'eau[296].
 Les anciens bains-douches ont longtemps servi de locaux à la bibliothèque associative entre les années 1980 et son déménagement vers le nouveau centre culturel en 2016.
 Les bains-douches ont été labellisés en 2021 « Patrimoine d'intérêt régional »[297].
 Le bâtiment accueille désormais le musée Hippolyte Henry inauguré en décembre 2017 et qui présente la vie d’un village briard il y a cent ans à travers 1 200 objets de la vie quotidienne[297].
 Un très grand lavoir en bon état de conservation y était adossé jusque dans les années 1980. Il fut détruit pour des raisons de sécurité. Aujourd'hui, ce lavoir aurait toute sa place, sans provoquer de gêne pour la circulation automobile.

- La rue Bertaux : 
Autrefois « Grande Rue » du bourg historique de Fontenay, de la porte d'en haut à la porte d'en bas, c'était le centre économique de la cité. On peut y remarquer les traces des enseignes des commerces passés. On y trouve notamment les anciennes écuries du relais de Poste, l'ancien Hôtel-Dieu et l'ancienne compagnie d'arquebusiers. La Grande Rue est devenue la rue Bertaux en 1911 afin d'honorer le bienfaiteur M. Louis Bertaux (1844-1909) qui avait légué sa fortune à la ville.
- Le boulevard Étienne Hardy, aménagé sur l’emplacement des anciennes fortifications, est bordé par des tilleuls centenaires. Il a été formé en 1923 par la réunion des anciens boulevards du nord et de l'est.

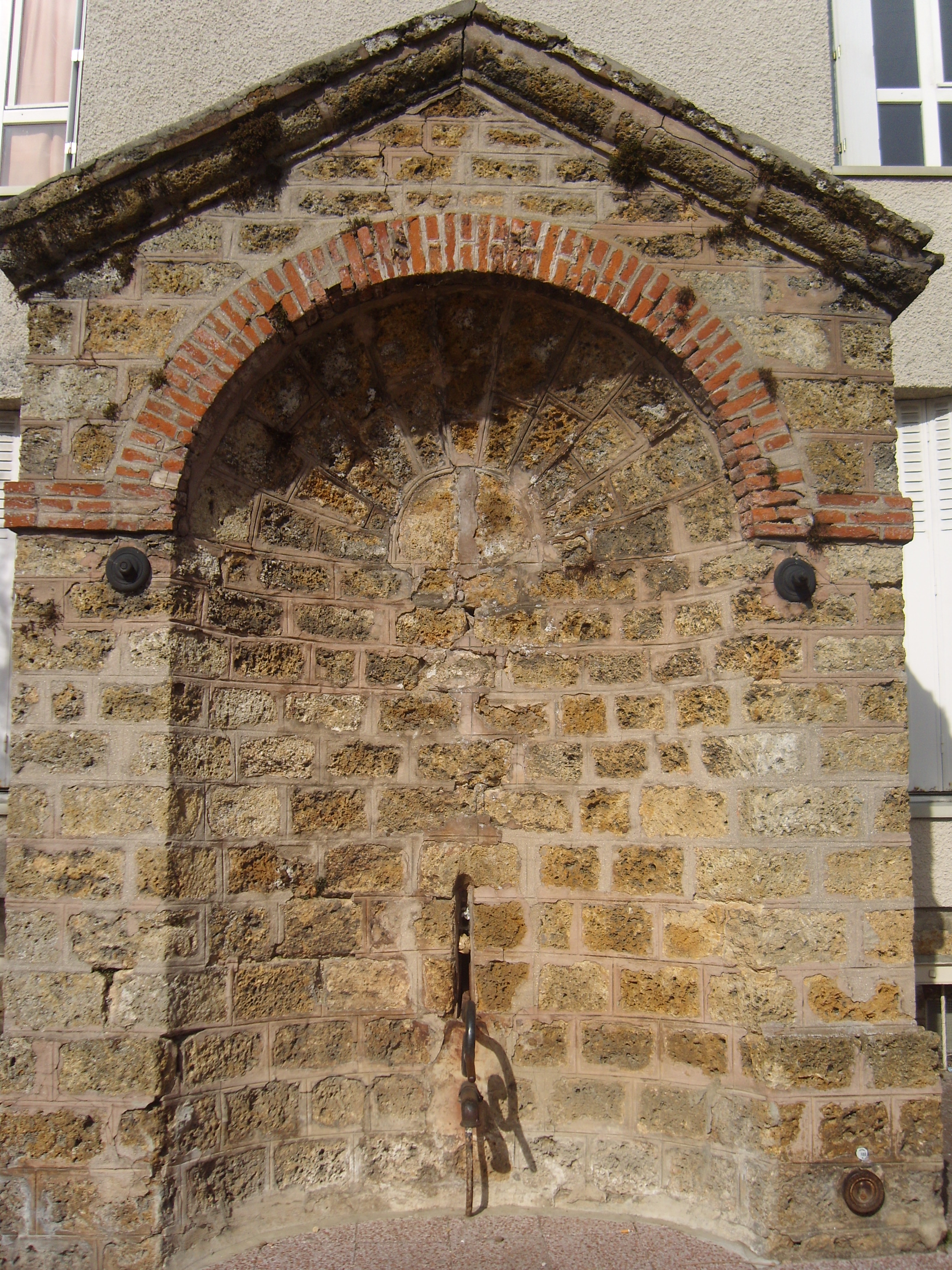
La fontaine de la Butte dans les Bordes.
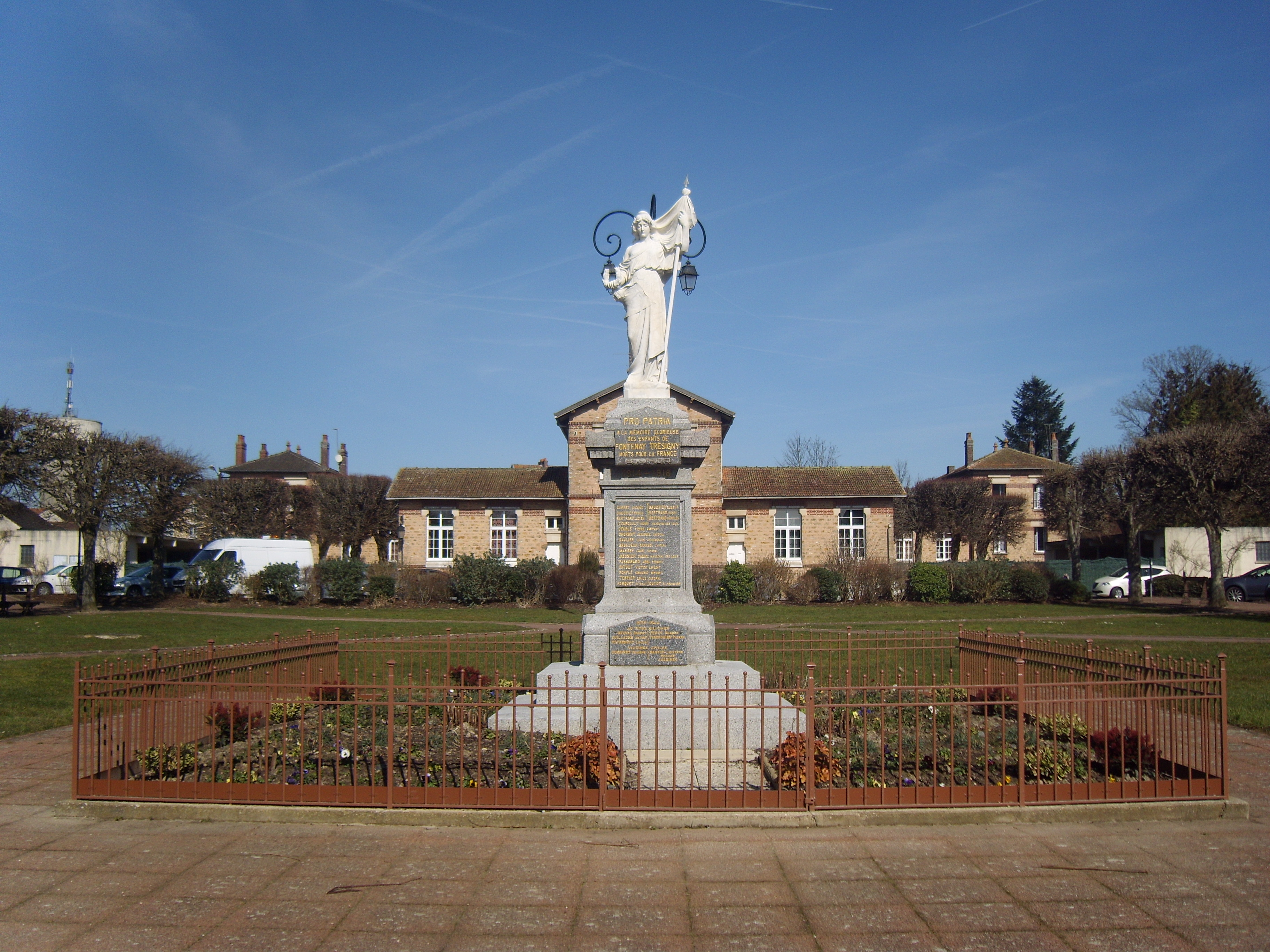
Monument aux morts et place Bernard Palissy.
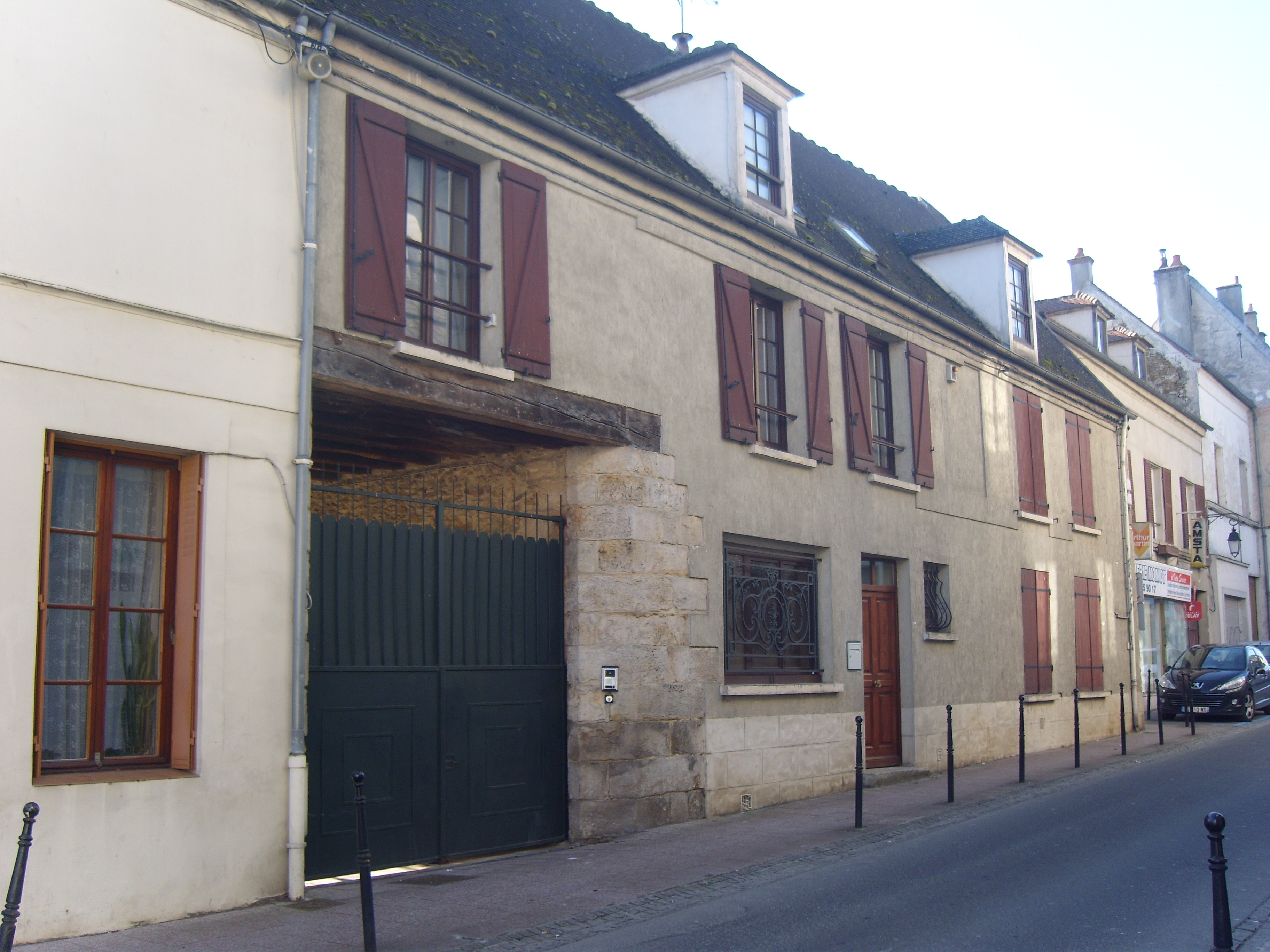
Ancienne écurie du relais de Poste dans la rue Bertaux.
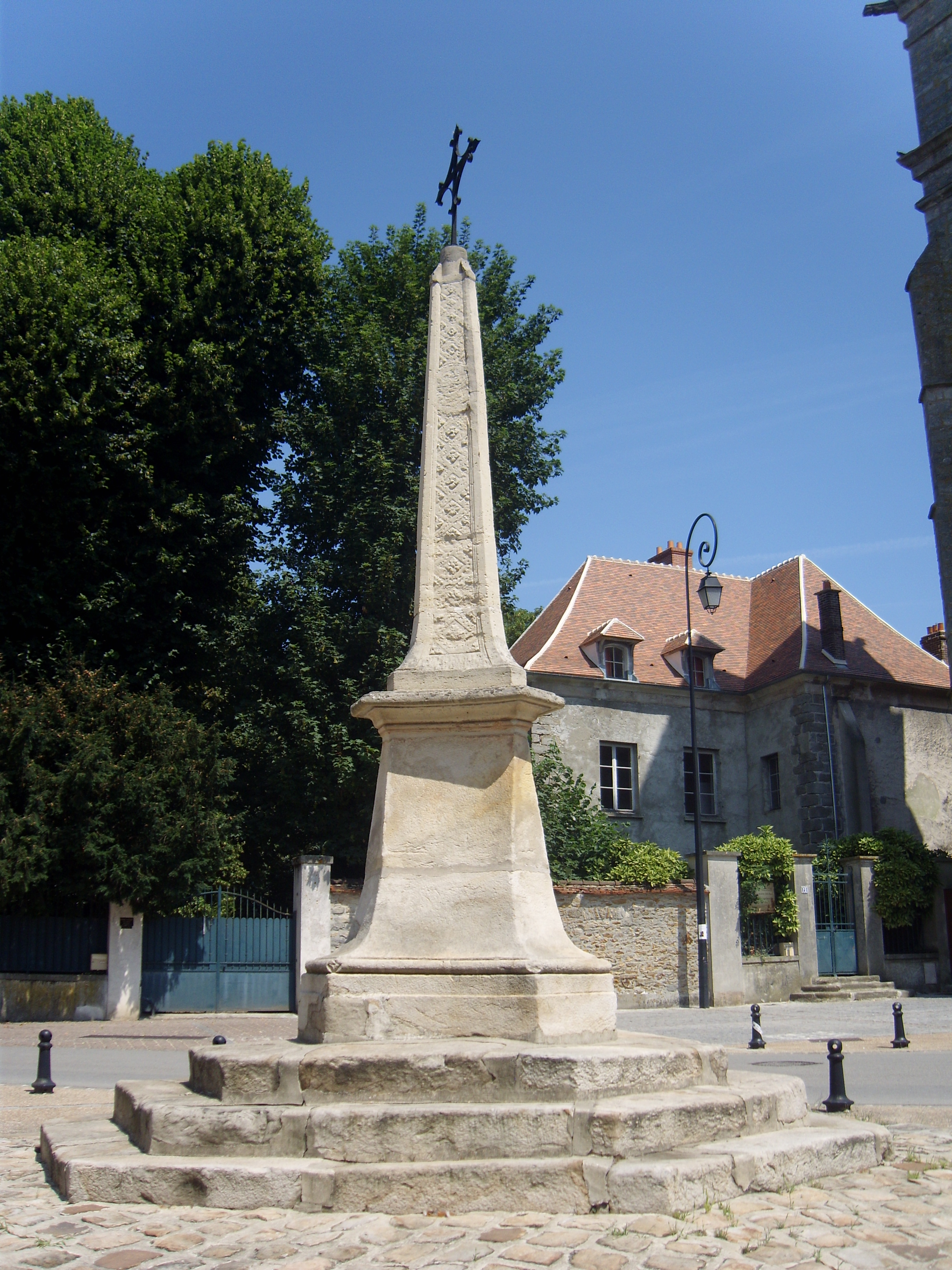
Le calvaire devant l'église Saint-Martin sur le lieu du premier cimetière.
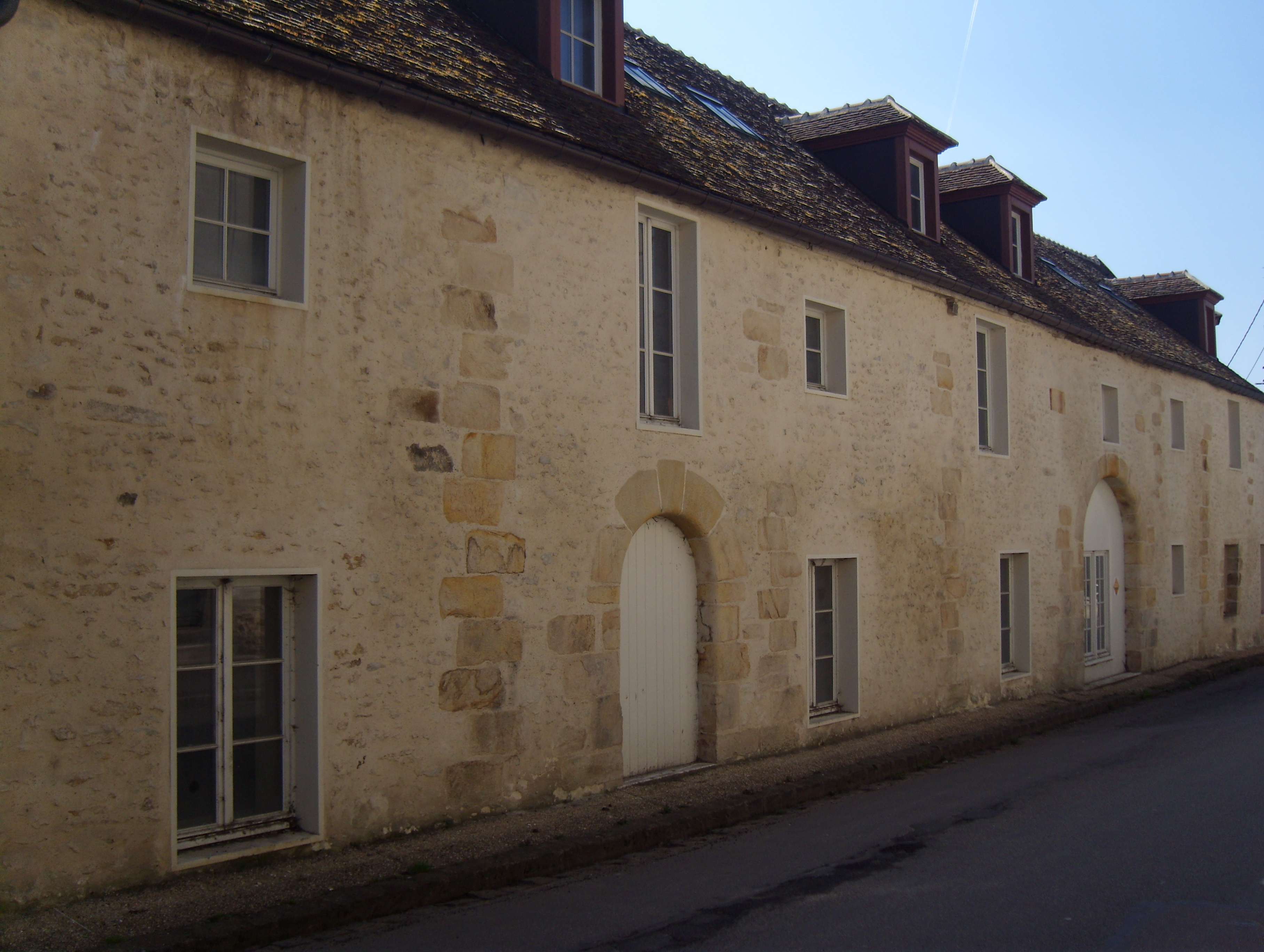
Partie des communs du château du duc d'Épernon.

#### Autres châteaux et manoir

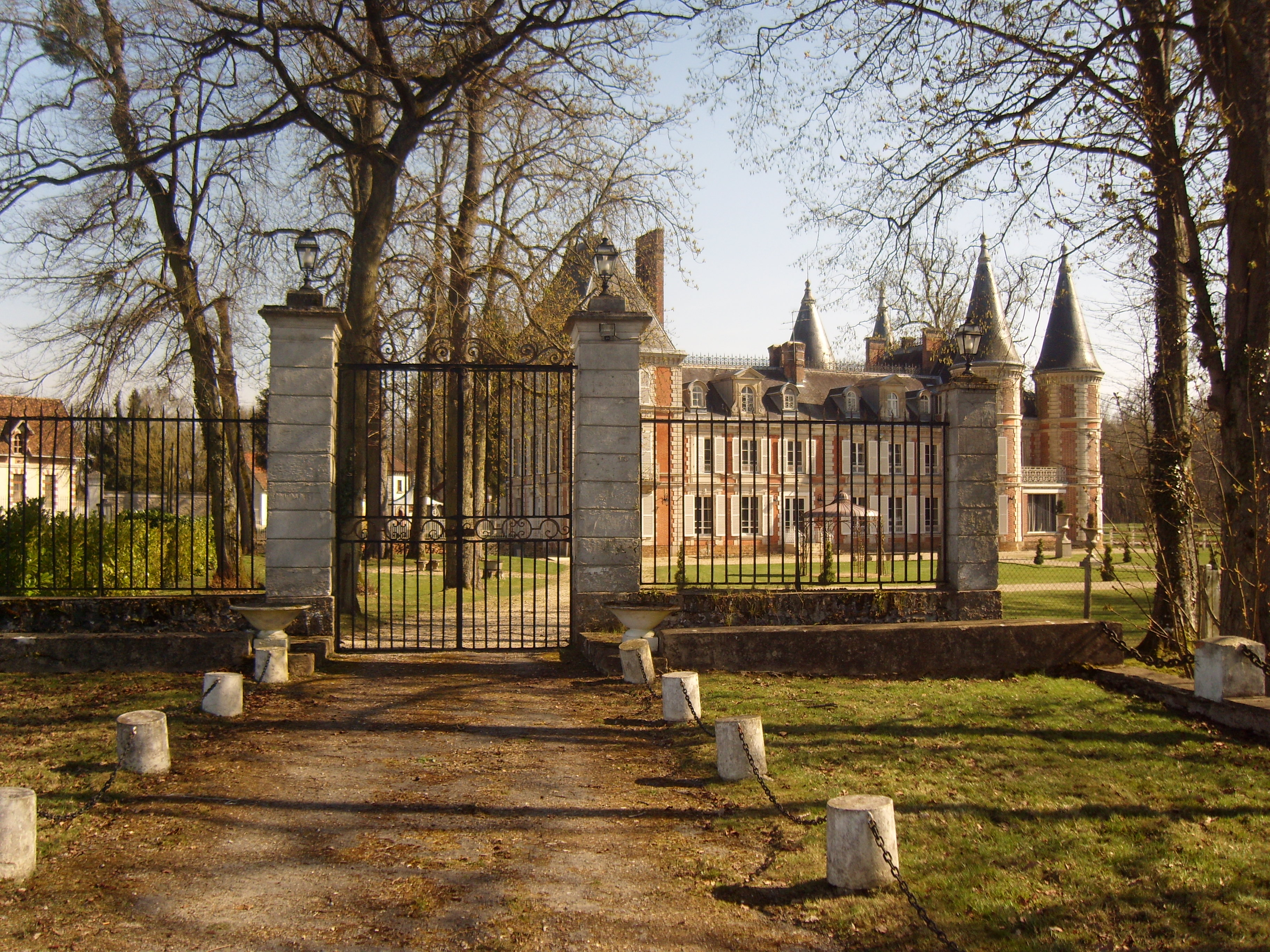
Château de la Plumasserie et portail.

- Le château de la Plumasserie :
La Plumasserie est un ancien fief existant au XVIIe siècle. Le prieuré de Bellefontaine date de 1631[298]. 
Vers 1650, François de Corbilly, conseiller du Roi et président en l'élection de Rozoy[299], est alors sieur de la Plumassière[300]. Il a eu un fils, Pierre de Corbilly, né en 1649.
Au XVIIIe siècle, le fief était fortifié, entouré de douves alimentées par le ru de Frégy. Le nom de Bellefontaine vient d'une fontaine se trouvant dans le parc et rejoignant le ru de Frégy.
La construction du château actuel remonte au début du XIXe siècle. Il est remarquable par son architecture, notamment ses tours. Il se situe au cœur d'un parc de 24 hectares. Au début du XXe siècle, il fut habité par le bey de Tunis qui fit construire une aile mauresque (aujourd'hui disparue) reliant le château au prieuré. En 1940, il fut réquisitionné par l'armée allemande. En 1962, il fut racheté et transformé en maison de retraite dont l'activité a cessé en 2007[301]. Le château est aujourd’hui une maison d'hôtes, également destinée aux cérémonies et séminaires. La ferme de la Plumasserie dépend du château de la Plumasserie.
- Le château d'Écoublay :
Dès le Moyen Âge se trouvait un moulin (Grand Moulin ou Vieux Moulin) situé en aval de l'étang du Vivier. En 1260, Anseau IV de Garlande, seigneur de Tournan, reçoit quittance d'Étienne des Preux, chevalier, de ce qu'il pouvait lui devoir à cause du moulin d'Escoubley[302].
Écoublay est un ancien fief laïc remontant au XVIIe siècle, possédé en partie par les chanoines de la Sainte-Chapelle du Vivier[303]. Écoublay devient un hameau important aux XVIIIe siècle et XIXe siècle. Le château est agrandi au XIXe siècle et appartient à différents propriétaires, avant d'être habité de 1951 à 2000 par les missionnaires de Saint-Charles ou Scalabriniens. Depuis, le château et son parc de 18 hectares sont exclusivement destinés à l’accueil de séminaires d’entreprises[304].

- Le manoir de Chaubuisson :
Chaubuisson est un fief existant au XVIe siècle, dont l'histoire se confond avec la ferme de Chaubuisson. Un château existait aux XVIIIe siècle et XIXe siècle, situé en face de la ferme. Les propriétés du manoir et de la ferme ont été séparées en 1938.
Le manoir de Chaubuisson, construit en 1893, construit dans le style des manoirs normands, est un ancien relais de chasse habité par des exploitants de bois. Le lieu, transformé en Relais & Châteaux dans les années 1950, est exclusivement destiné à l’accueil de séminaires d’entreprises[305].

#### Fermes

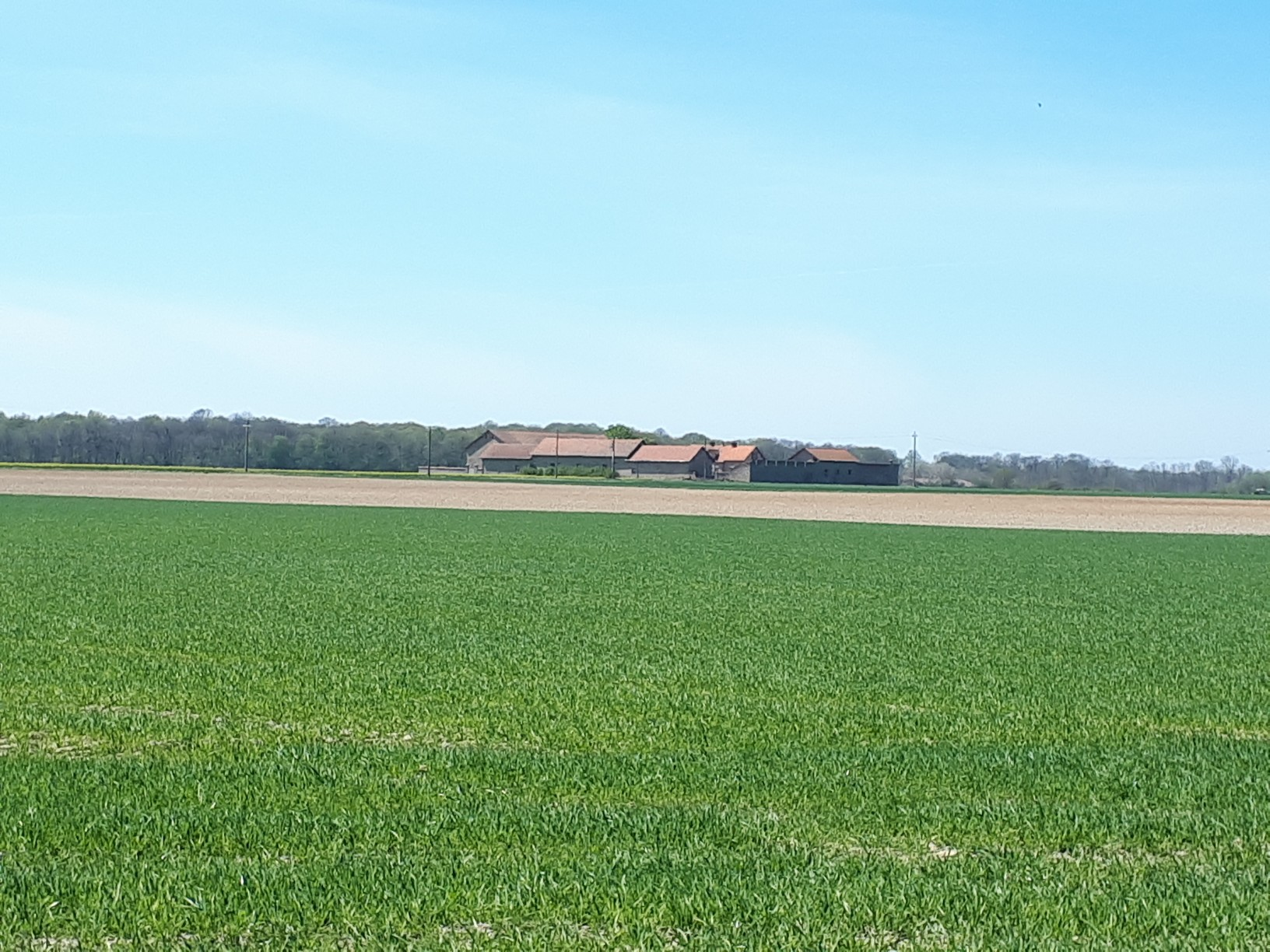
La ferme de la Plumasserie à Fontenay-Trésigny.

Le territoire de Fontenay-Trésigny est en très grande partie agricole. Plusieurs fermes importantes s'y sont installées, vieilles de plusieurs siècles, remontant pour certaines à l'époque médiévale :
- La ferme de la Plumasserie :
Cette propriété appartient successivement à la famille Leclerc, puis à monsieur Sensier, ancien notaire qui vivait à Paris et qui vient s'y installer en 1828. Ce domaine devient ensuite propriété du docteur Labache, qui l'exploite lui-même. La ferme est vendue par adjudication en avril 1955, à la requête de monsieur Edmond de Kergariou de Locmaria et de son épouse Louise Charpentier. Monsieur et madame Cante-Noiset achètent la ferme pour leur fils qui l'exploitera jusqu'en 1998. Monsieur Goethals la reprend alors et cultive les 94 hectares.
Le corps de ferme date de 1901. Cette ferme était dépendante du château de la Plumasserie, fief existant au XVIIe siècle, distant de près d'un kilomètre, et appelé Bellefontaine. Au début du XXe siècle, on y élevait des paons et autres oiseaux pour la commercialisation des plumes.

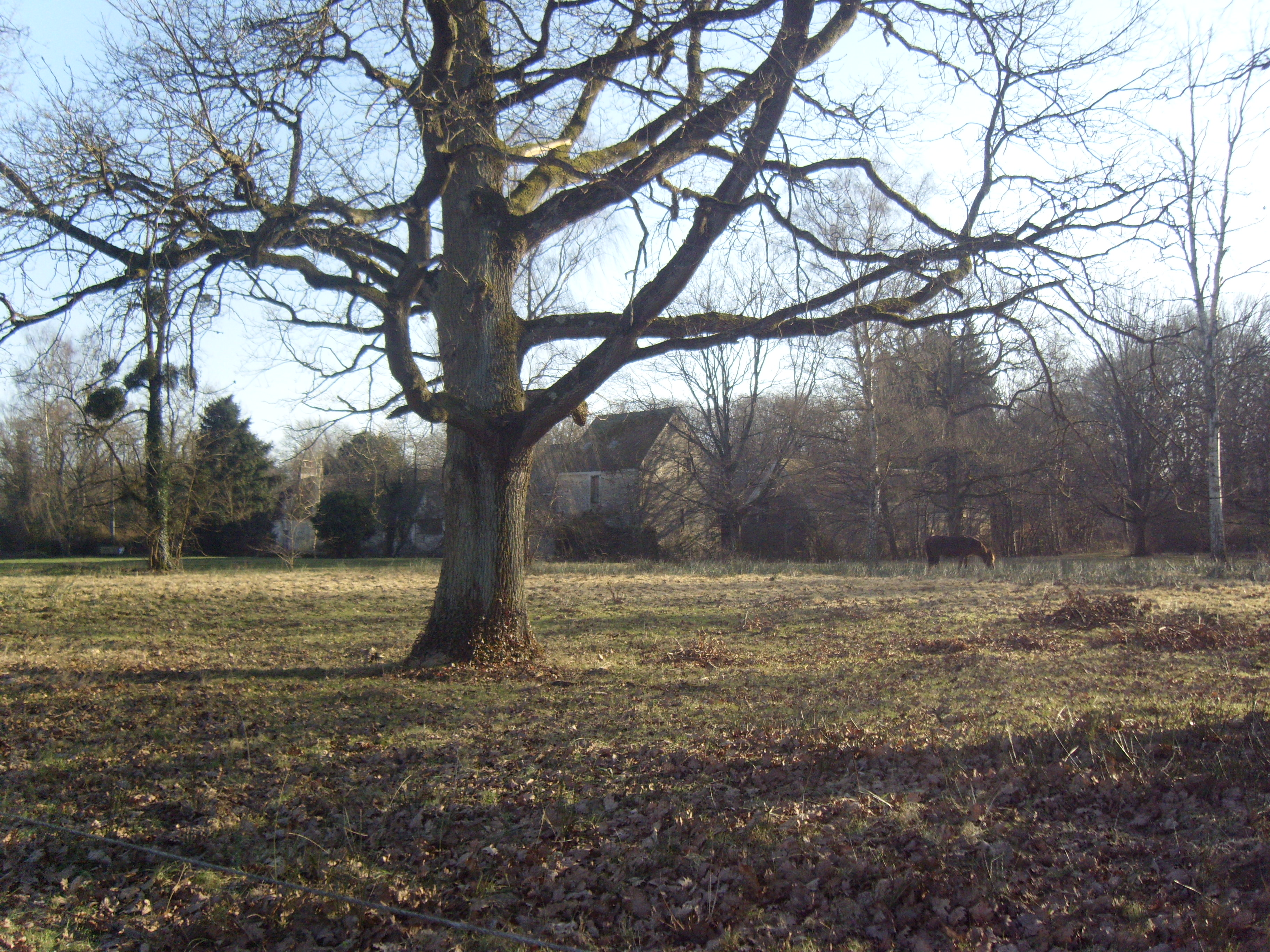
La ferme de Renouilleux à Fontenay-Trésigny.

- La ferme de Renouilleux :
En 1357, le roi Charles V dote le chapitre du Vivier en Brie de nombreux biens et rentes, dont la ferme de Renouilleux. Il y est édifié un petit château féodal, entouré de douves et environné d'étangs.
Au XVIIe siècle, cette propriété dépend du fief de l'évêque de Meaux.
À la fin de l'Ancien Régime, il ne reste plus que la ferme, qui est vendue successivement à monsieur de l'Escalopier, puis à la famille Leclerc de la Plumasserie. En 1810, Jean Noël Hallé, membre de l'Institut de France, médecin de Napoléon Ier, la rachète à madame Leclerc. C'est alors une exploitation de 135 hectares dont on distinguait encore l'ancien manoir entouré de fossés. Louis-Joseph Pétré en devient plus tard l'exploitant. Propriétaires depuis 1965, madame et monsieur Jacky Pétré ont retrouvé, lors du curage des douves, les bases de deux tours situées côté est de l'ancien manoir.

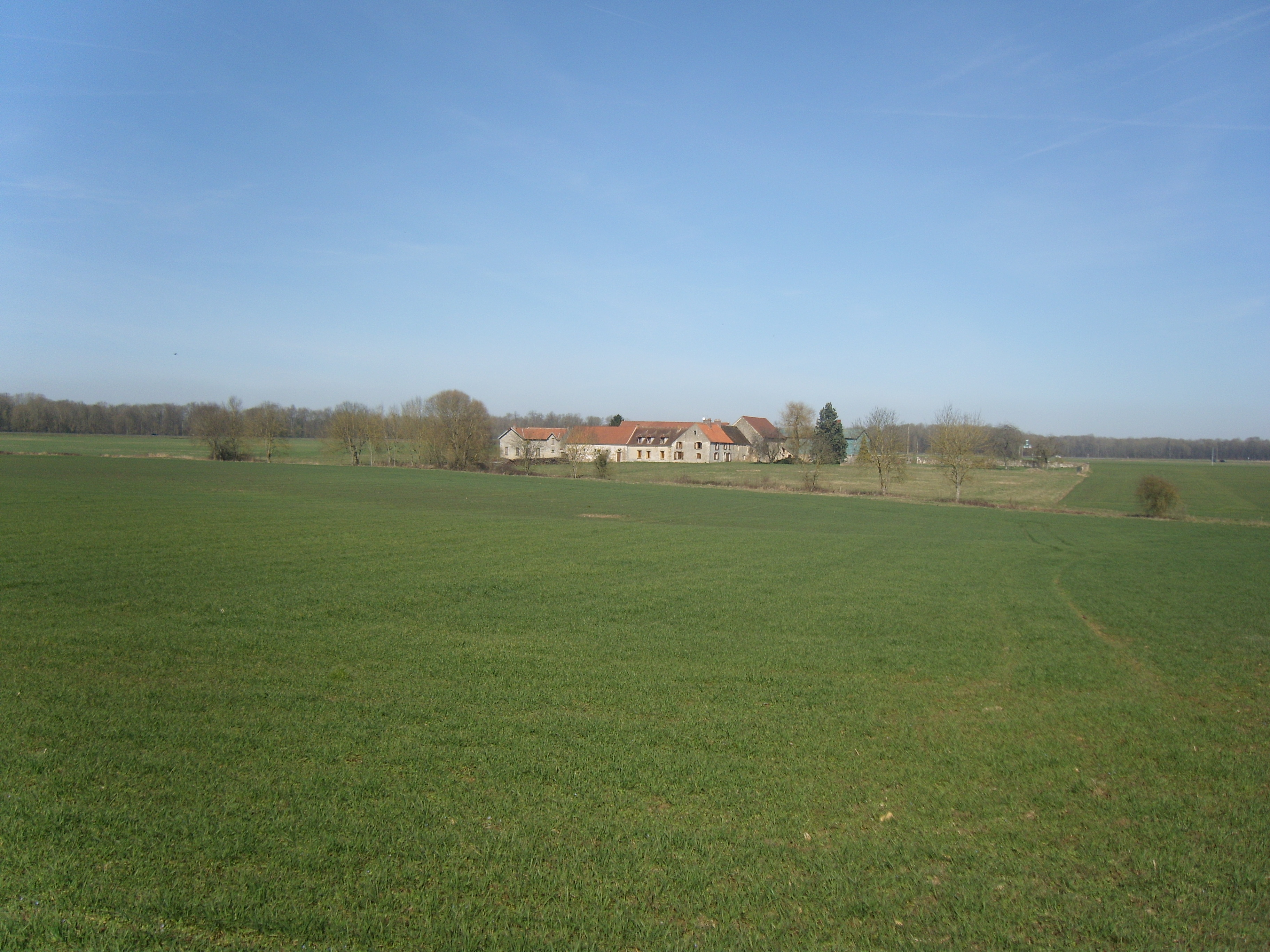
La ferme de Lognes et le Bréon.

- La ferme de Lognes :
Cette ferme existe dès le XVIIIe siècle. En 1829, la marquise de Montagu, belle-sœur du général de La Fayette, est propriétaire du château de Fontenay, de la ferme de Lognes, du Moulin du Pont sur le Bréon à la sortie du parc du château, et de la Tuilerie de Visy. À la fin du XIXe siècle, la ferme est acquise par monsieur Nicolas Menget, ainsi que les fermes de Sourdeau et de Launoy. Plusieurs fermiers s'y succéderont pour en assurer l'exploitation dont Victor Landon de 1820 à 1850 et Eugène Proffit de 1853 à 1873.
En 1928, monsieur Pierre Hemesdael  reprend l'exploitation. En 1950, son fils Roger Hemesdael lui succède. En 1981, il rachète la ferme et les terres à monsieur Michel Raulin. Puis son fils, Jean-Paul Hemesdael lui succède pendant quelques années jusqu'au rachat des bâtiments de la ferme et la location des terres en 1998 par monsieur Cyril Lebouille. La superficie cultivée est de 92 hectares.

- La ferme de Sourdeau :

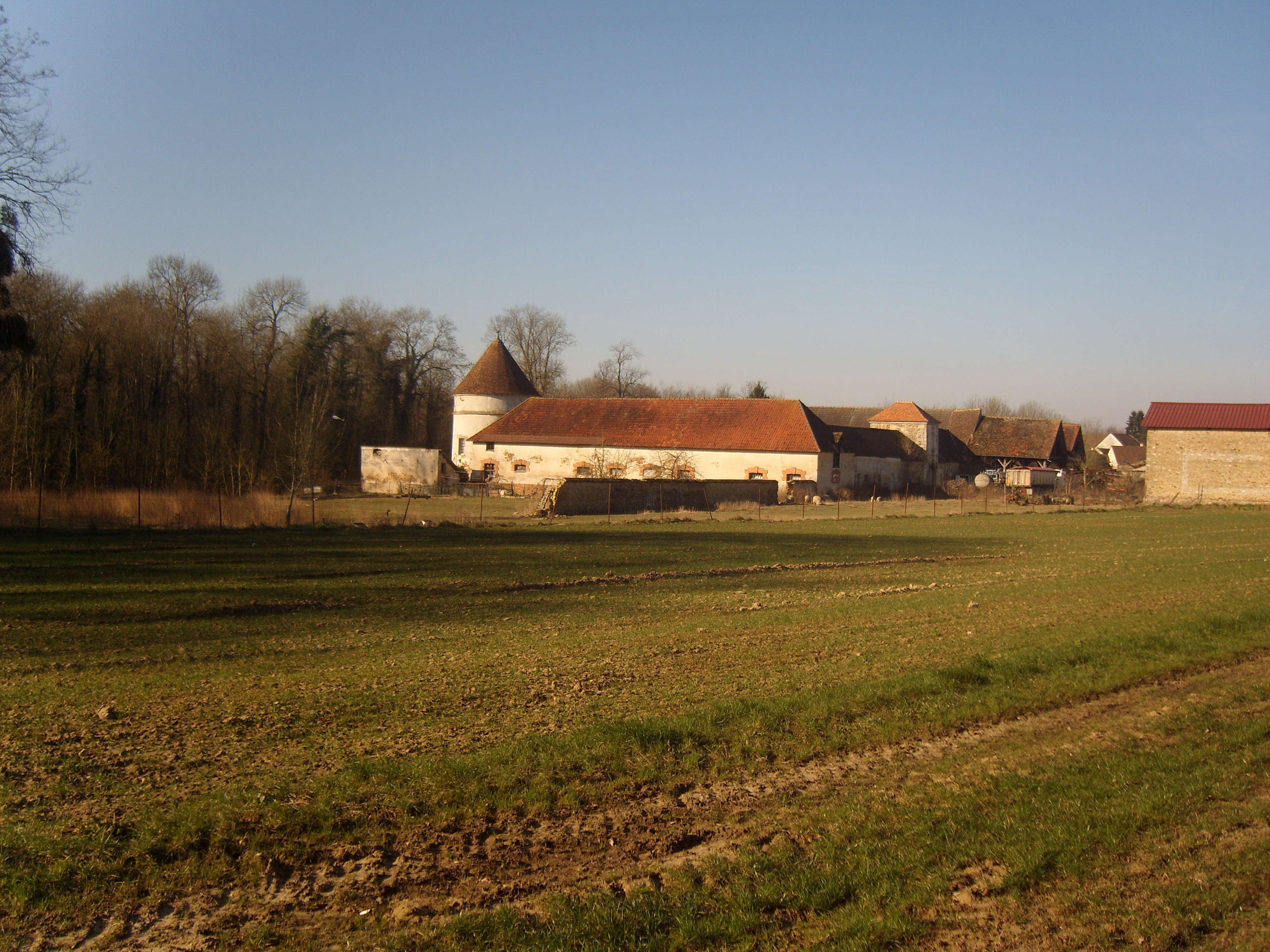
La ferme de Sourdeau à Fontenay-Trésigny.

C'est un ancien fief dépendant du château de Fontenay, existant au XVe siècle. En 1702, la ferme portait le nom de fief du Sourdeille. L'origine du nom est « où sourd l'eau », du fait de la présence d'une source.
À la fin du XIXe siècle, la ferme appartient à monsieur Nicolas Menget. À son décès, en mars 1890, madame Menget-Defente se voit attribuer le domaine de Fontenay-Trésigny. Après sa disparition en mai 1894, leur fils Louis Paul Victor Menget hérite des terres et du château. En mars 1921, il signe un bail de fermage avec monsieur et madame Pionet pour l'exploitation de la ferme. En 1945, le gendre et la fille aînée de monsieur et madame Pionet, monsieur et madame Eugène Van de Kerchove, reprennent l'exploitation. En 1951, à la suite du décès de Louis Paul Victor Menget, à qui appartiennent également les fermes de Launoy et de Lognes, les héritiers, messieurs Raulin et Renon décident, pour faire face aux droits de succession, de vendre la ferme de Sourdeau. Monsieur et madame Van de Kerchove la rachètent en partie en 1972 et en totalité en 1980. Puis ils la cèdent à leur fils Christian. La superficie cultivée est de 180 hectares.

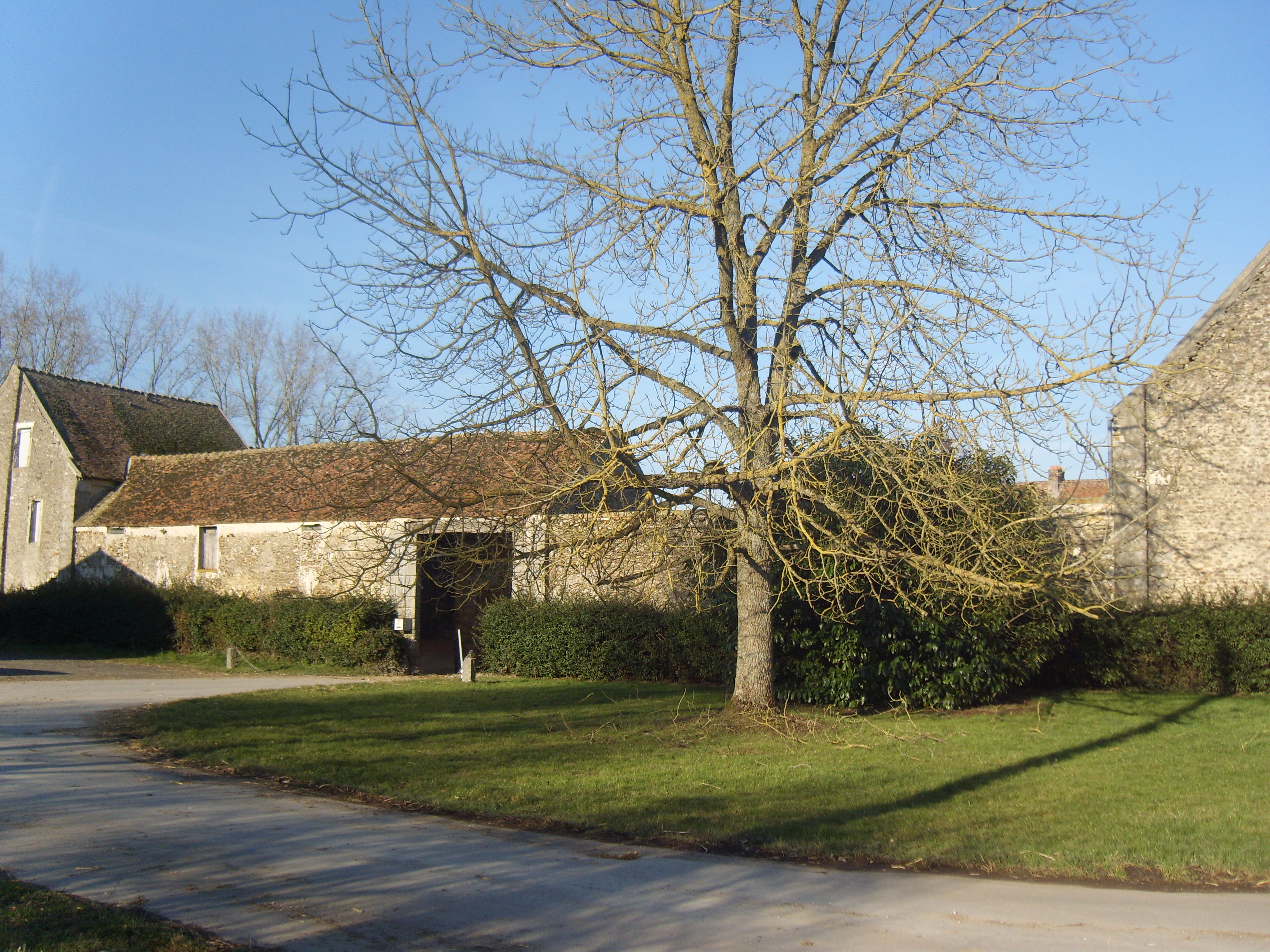
La ferme de Jean Grogne à Fontenay-Trésigny.

- La ferme de Jean Grogne :
Cette ferme date de l'époque médiévale et dépendait du château de Fontenay. Sa grange est dotée de solides contreforts. Construite en pierre meulière, elle était entourée de douves. La légende raconte que le nom de Jean Grogne vient d'un brave homme, nommé Jean, qui avait la réputation de grogner quand il ne trouvait pas sur le marché le fromage de Brie suffisamment à son goût.
Au début du XXe siècle, la baronne de Pertuis possède cette ferme régie par monsieur Parisot.
En 1913, monsieur Jouas, gendre de monsieur Parisot, lui succède. Divers aménagements et constructions se seront terminés qu'après la Première Guerre mondiale. En 1938, monsieur Lucien Dhuicq reprend cette exploitation, puis monsieur et madame Jean Dhuicq  en assurent la bonne marche dès 1953. Ils rachètent les terres à la comtesse de Courtils, fille de la baronne de Perthuis. La superficie cultivée est de 106 hectares, exploitée par messieurs Fredy et Cyril Lebouille.
- La ferme de Launoy :
Launoy était un moulin au XVIIIe siècle. En 1830, la ferme, la scierie ainsi qu'un moulin à huile et blé appartiennent à monsieur Louis-Adolphe Gaillard, comte d'Auberville. La propriété est ensuite acquise par Étienne-Charles, marquis de Gontaut-Biron, qui est aussi propriétaire du château de Fontenay. Monsieur de Gontault-Biron (qui meurt en mars 1883) vend la ferme à Nicolas Menget.
À l’aube de la Première Guerre mondiale, la ferme est dirigée par monsieur Bouillé et plusieurs fermiers se succèdent jusqu'en 1936 où monsieur Odon Evrard reprend l'exploitation.
Monsieur Nicolas Menget transmet la propriété à son fils Louis Paul Victor Menget qui meurt en 1951 sans enfants. La ferme échoit à son neveu Pierre-Edmond Rénon, capitaine de vaisseau. En 1957, Monsieur et madame Léonard Lebouille, gendre et fille de monsieur Odon Evrard, en poursuivent l'exploitation. La ferme est mise en vente en juillet 1961, monsieur Léonard Lebouille n'a pas les fonds disponibles pour tout racheter. En mai 1962, il achète les bâtiments et 10 hectares autour de la ferme. Il fait alors la connaissance de maître Robineau, chasseur à Fontenay et notaire de Maurice Chevalier. Maurice Chevalier va conclure avec monsieur et madame Léonard Lebouille un bail rural  à long terme de 18 ans. Monsieur Léonard Lebouille  rachète les terres en une seule fois. C'est aujourd’hui[Quand ?] leur fils, monsieur Cyril Lebouille qui cultive les 130 hectares de la ferme.

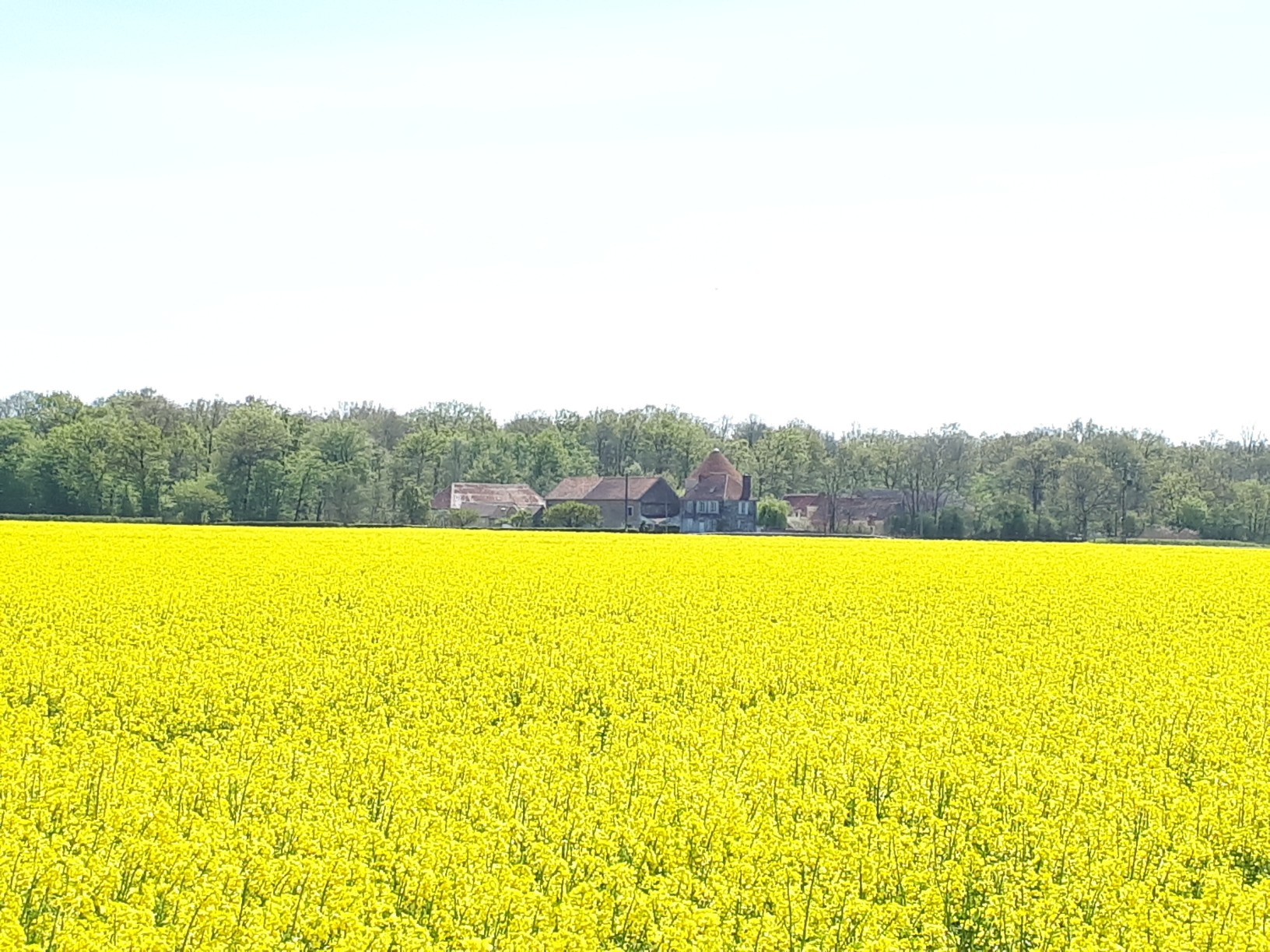
La ferme de Malassise derrière un champ de colza à Fontenay-Trésigny.

- La ferme de Malassise :
Cette ancienne ferme fortifiée, dont subsistent les douves, est constituée de bâtiments qui datent d'époques différentes. Un imposant colombier domine un pavillon de construction plus récente dit « maison du garde-chasse », datant du XVIIIe siècle.
En 1282, c'est un fief en mouvance de l'abbaye de Chaumes-en-Brie, qui passe de seigneur en seigneur.
Au début du XVIIIe siècle, ce fief a pour propriétaires successifs Albin de Carnoyer, Lefèvre de Malassise, madame Aupier née Lefèvre et Pierre Nolasque de Couvay, seigneur de Bernay. En 1775, le fief passe à Antoine Louis Belanger, seigneur de Nanteuil, quart-comte de Soissons. En 1790, la famille Dupré de Saint-Maur, propriétaire du château de Bernay, prend possession de cette terre de 251 arpents. Bien plus tard elle appartiendra à la comtesse de Mérode.
Monsieur Pierre Meurillon acquiert cette ferme du comte de la Roche Aymon en septembre 1928 et en confie l'exploitation à monsieur et madame Tiberghien. Monsieur et madame Christophe Meurillon, petit-fils de Pierre Meurillon, en sont les propriétaires depuis 1987 et en exploitent les 105 hectares.
- La ferme de Chaubuisson :
Chaubuisson (ou Chaux-Buisson) est un ancien fief situé à la croisée des chemins menant à Fontenay, à Marles, à Lumigny, à la Fortelle et Nesles, à Vilbert, à Bernay et Rozoy par le sud de Richebourg (ou Riche-Bourg) et Quétotrain (ou Guait-du-Trou), et à Malassise.
En 1547, Guillaume Marchant, maître des œuvres du roi en l'office de maçonnerie et bourgeois de Paris dans les années 1530 à 1550, acheta des terres auprès de Guillaume Sabot, praticien en cour laie à Fontenay en Brie[144].
En 1575, Anne de Versy, veuve dès 1559 de Guillaume Marchant, donne à Charles Marchant, bourgeois de Paris et capitaine des 100 arquebusiers (réunion des trois compagnies d'archers, arquebusiers et arbalétriers) de la ville de Paris, et à Guillaume Marchant, architecte du cardinal de Bourbon, ses enfants, de moitié d'une maison à Paris, rue de la Mortellerie, et de moitié de la ferme de Chaubuisson[307].
En 1596, Charles Marchant est seigneur du Grand et Petit Chaubuisson en Brie[308]. Il se porte acquéreur de terres à Fontenay et Marle entre 1603 et 1608 auprès de plusieurs propriétaires (surtout des laboureurs), ainsi que d'une habitation au Petit Chaubuisson auprès de Jehan Jarry, tisserand en toile demeurant aux Bordes[309]. Les terres sont louées aux laboureurs par des baux de plusieurs années. Charles Marchant fit notamment construire le pont Marchand à Paris. Après le décès du capitaine Marchant en 1610, son fils Charles II Marchant lui succède en tant que seigneur de Chaubuisson[310]. En 1629, il est encore mentionné en tant que seigneur de Chaubuisson[311].
Jean Bazin, marchand drapier, conseiller et échevin de Paris, est seigneur de Chaubuisson en 1632[312]. Il donne en dot à sa fille Anne la seigneurie de Chaubuisson pour son mariage en juillet 1655 avec Jean de Loynes IVe, fils de Jean de Loynes IIIe seigneur d'Orès et des Berceaux (près de Melun), conseiller du roi, correcteur de la chambre des comptes. Devenue veuve en 1666, Anne de Loynes restera Dame de Chaubuisson et de ses terres. Elle fera don en 1680 de diverses terres sises aux paroisses de Fontenay, Marle, Villebert, etc. à sa fille Anne de Loynes, femme de Louis Le Tellier, seigneur de Quincy[313]. Elle meurt en mars 1696[314].
Sous Louis XV, ce domaine appartient à Marie-Adélaïde de Loynes, arrière-petite-fille d'Anne de Loynes. En 1771, elle épouse François Leclerc de la Lotte, qui meurt en 1776 à Rozoy.
Au début du XIXe siècle, la ferme de Chaubuisson est habitée par les membres de la famille Chaize qui y cultivent la terre[315].
Vers la fin du XIXe siècle, la ferme de Chaubuisson revient à Albert de Mun, propriétaire du domaine de Lumigny et maire de cette commune. En 1870, la ferme de Chaubuisson, abandonnée par le fermier, est pillée[316].
Avant la Première Guerre mondiale, monsieur Tinardon rachète la propriété, le manoir et la ferme de Chaubuisson. Puis en 1938, monsieur Blum, marchand de biens à Paris, vend la ferme à monsieur Lamy et les terres sont alors exploitées par monsieur Moret. En 1940, monsieur et madame Demuyt en sont les nouveaux propriétaires : ils emploient 17 ouvriers.
Le gendre et la fille de monsieur et madame Demuyt, monsieur et madame Paul Dinnewelth, reprennent l'exploitation en 1955. Ils en deviennent propriétaires en 1970. Actuellement, les 195 hectares sont cultivés par leur fille et leur petit-fils madame et monsieur Mantel.
- La ferme des Tournelles, une ancienne ferme fortifiée, dont la construction remonte à 1500.
Elle est dotée d'un puits dans la cour, creusé en 1610, toujours visible, en bon état, mais qui ne sert plus.
Elle a appartenu à la sœur de Napoléon Ier, Élisa Bonaparte.
Sous le règne de Louis-Philippe Ier, monsieur Sensier, alors maire de Chaumes-en-Brie, en est le propriétaire. Il en est de même pour le Moulin de Visy.
La ferme est ensuite vendue par les héritiers Gracien en juillet 1875 au vicomte de Perthuis. Au début du XXe siècle, elle devient la propriété de la vicomtesse de Perthuis, et est exploitée par monsieur Tiby.
En 1913, elle revient au vicomte Henri de Perthuis, le fermier est monsieur Leblanc. La fille du vicomte de Perthuis, madame Antoine de Courtils vend cette exploitation en 1967 à monsieur Jérôme Lot qui la fera fructifier jusqu'en 1980.
Aujourd'hui, les bâtiments de la ferme ont été transformés en appartements. Quant aux 100 hectares de terres, ils ont été vendus, une partie étant actuellement occupée par un haras, l'autre partie en terres agricoles cultivées par messieurs Fredy et Cyril Lebouille.

#### Parc du château
Le parc public du château de Fontenay situé au sud du château du duc d'Épernon et à proximité du centre-ville s'étend sur 32 hectares. Cet espace boisé a été acquis en 2021 par la commune puis progressivement défriché et aménagé avant d'être présenté au public puis finalement ouvert en 2023. Il est accessible depuis la porte est en face du stade Pierre Curé et depuis un passage en centre-ville dans le prolongement de la rue Lucie Aubrac.
Le parc présente des zones humides avec les rus de Bréon et de Monnoury ainsi qu'un étang. Derrière le château du duc d'Épernon se trouve une vaste prairie faisant la transition avec le bois. Le bois comprend quelques spécimens intéressants, notamment deux immenses platanes établis le long du ru de Monnoury. Certaines allées du parc à la française subsistent tout comme des aménagements sur le Bréon. Une glacière remarquable par ses dimensions et sa profondeur se trouve dans le bois. Un mur de pierres meulières entoure complètement le bois avec plusieurs portes aux différentes extrémités.

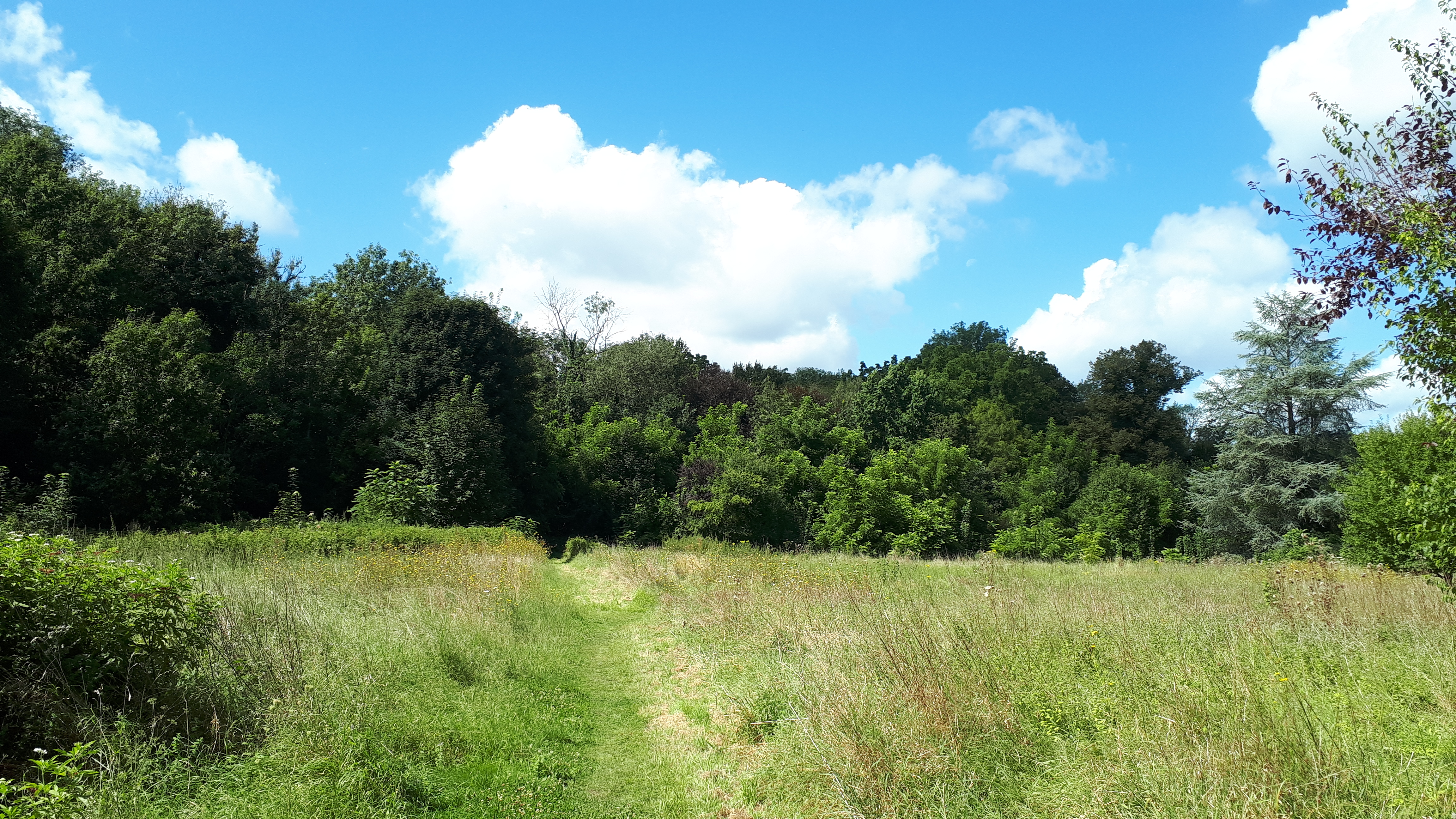
La prairie du château.
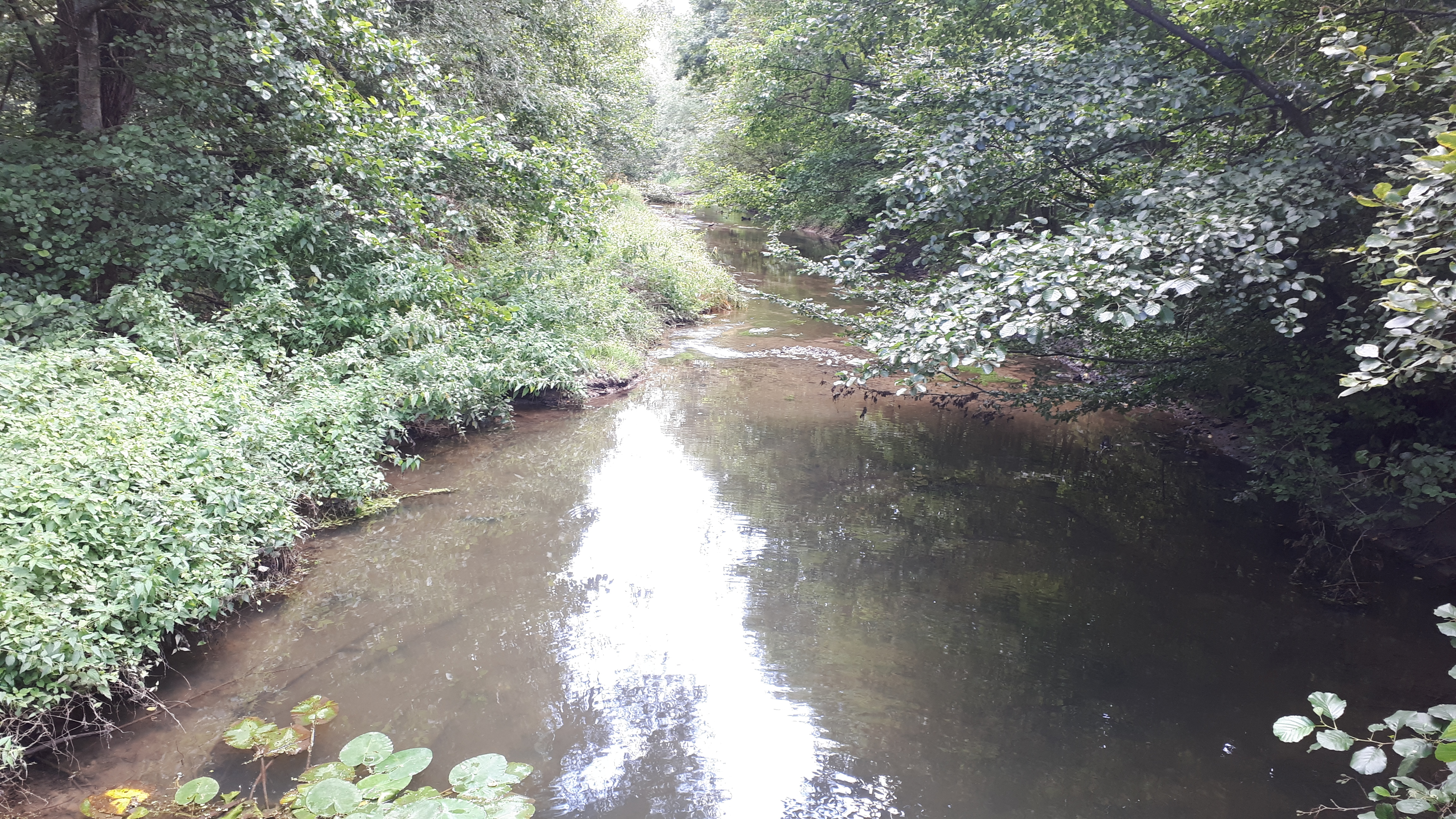
Le Bréon en aval du château.
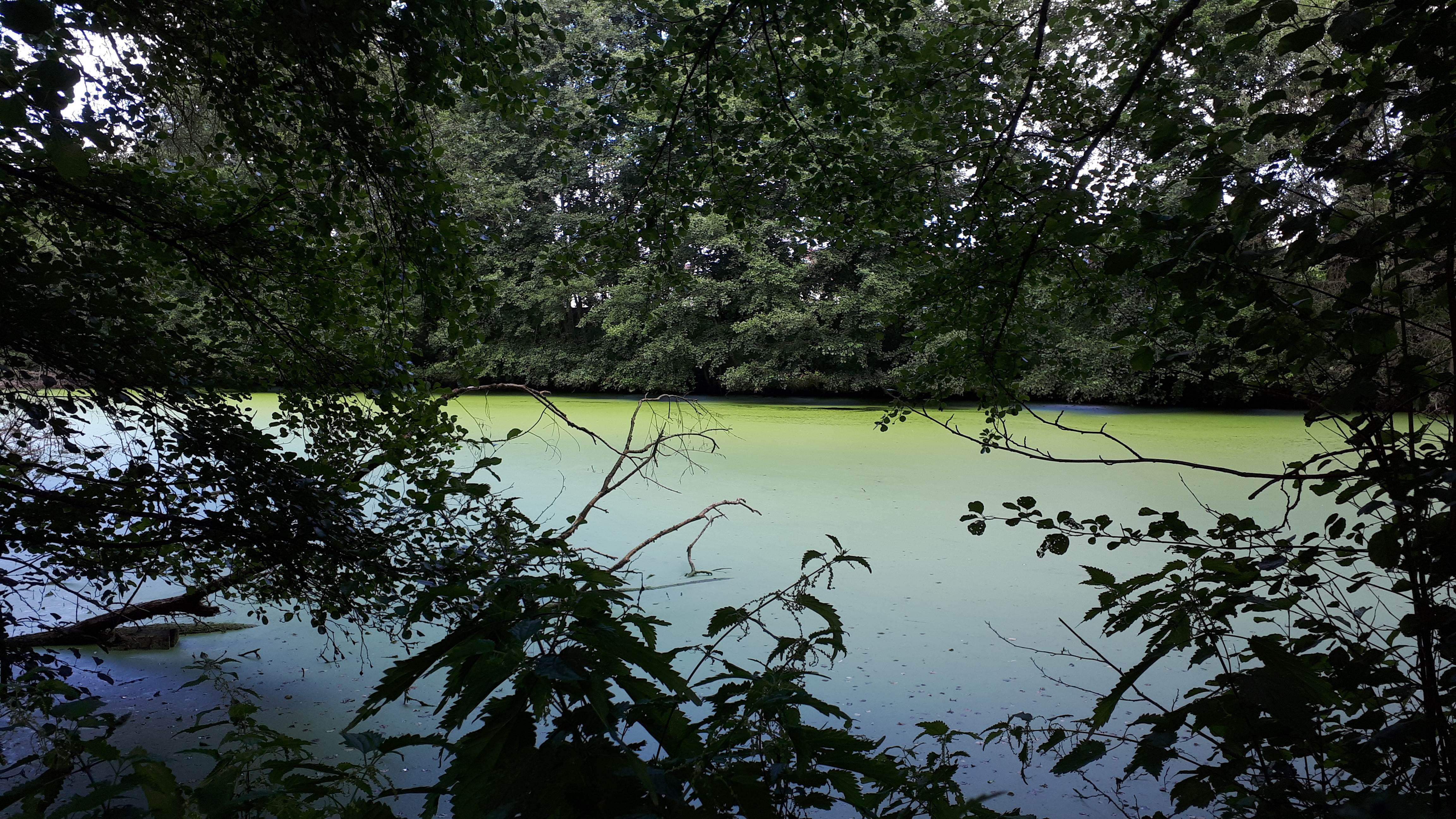
L'étang du parc du château.
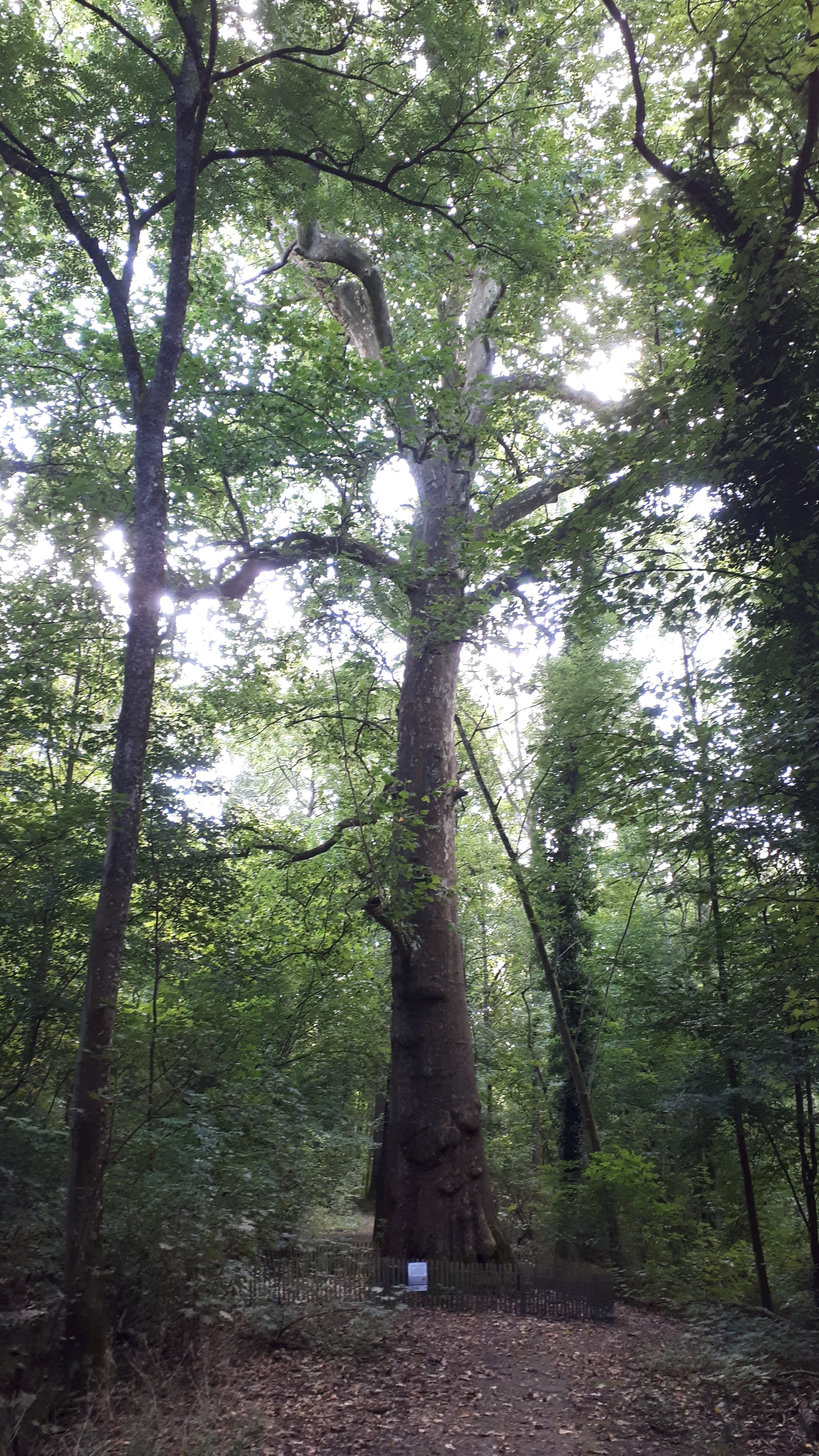
Le grand platane occidental du parc du château.
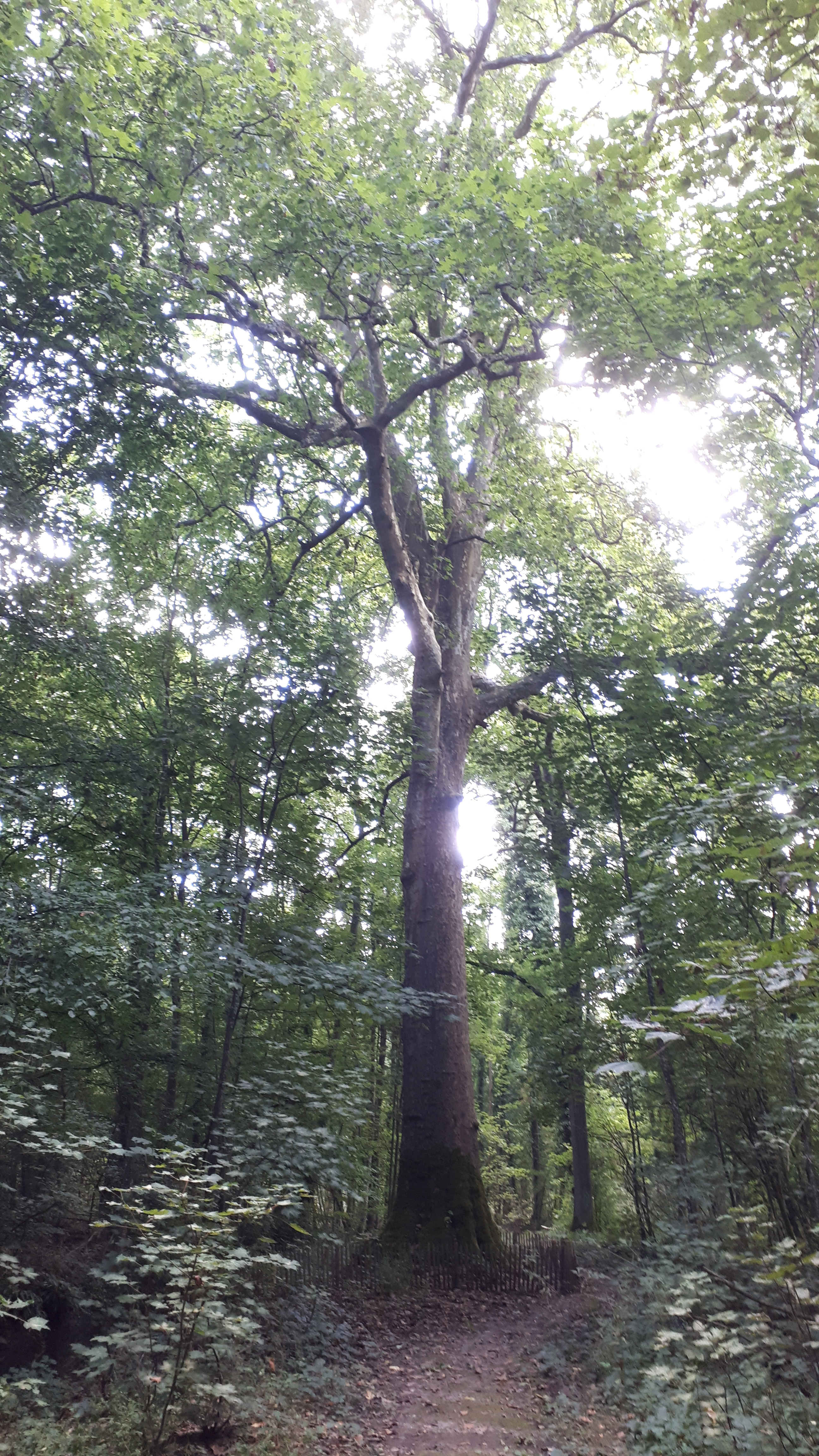
Le grand platane oriental du parc du château.
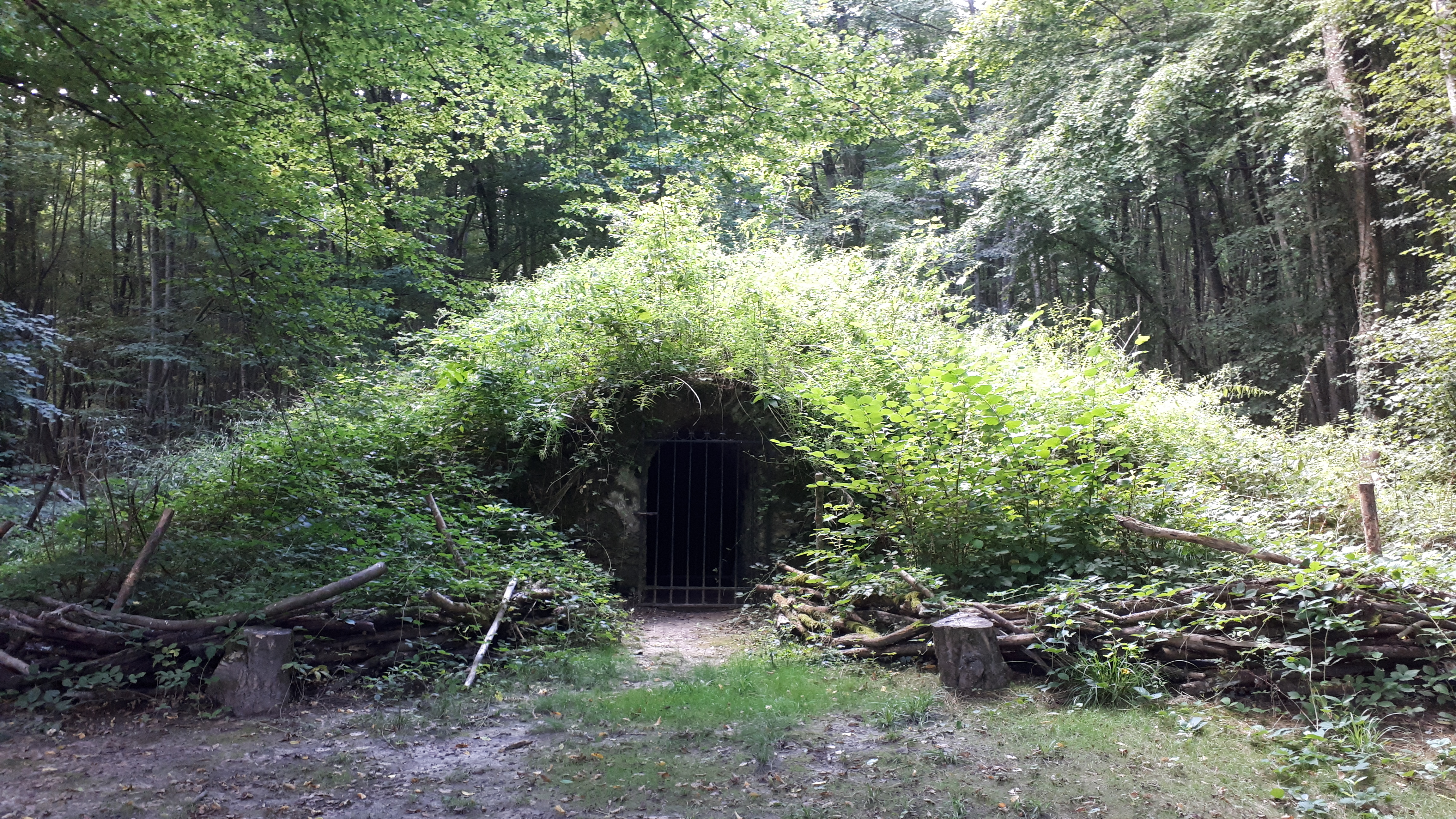
La glacière du parc du château.

### Personnalités liées à la commune
- En 1108, Louis VI le Gros, roi de France, occupe le château fort.
- En 1318, Philippe Le Long, roi de France et de Navarre, séjourne au château royal du Vivier.
- En 1343, Jean le Bon, roi de France, séjourne au château royal du Vivier.
- En 1367, Philippe le Hardi, duc de Bourgogne, séjourne au château royal du Vivier.
- En 1380, Charles VI le Bien-Aimé, roi de France, choisit le château royal du Vivier pour sa demeure et récréation.
- En 1389, Jean le Mercier, seigneur de Fontenay en Brie, reconstruit le château fort.
- En 1529, Guillaume Prudhomme, seigneur de Fontenay en Brie, reconstruit le château fort et fait clôturer le bourg.
- En 1538, François Ier, séjourne à Fontenay, ainsi qu'en 1544 et 1546.
- En 1570, Jean de Nogaret de La Valette, est le nouveau propriétaire du château. Il y reçoit Charles IX et Catherine de Médicis.
- En 1575, Jean-Louis de Nogaret de La Valette, duc d'Épernon, construit le château Renaissance sur l'emplacement de l’ancien château médiéval.
- En 1640, Pierre Aubert de Fontenay, seigneur de Fontenay en Brie.
- En 1691, François Le Tonnelier de Breteuil, seigneur de Fontenay en Brie, érige la terre en marquisat de Fontenay-Trésigny.
- En 1737, François Victor Le Tonnelier de Breteuil, seigneur de Fontenay en Brie.
- En 1755, Jean-Louis-Paul-François de Noailles, duc d'Ayen, seigneur de Fontenay en Brie.
- En 1770, Jean Baseilhac dit frère Jean de Saint-Côme séjourna à Fontenay sous la protection du duc d'Ayen.
- En 1799, Gilbert du Motier de La Fayette séjourne au château de Fontenay que possède sa famille.
- En 1880, l’ex-reine d’Espagne, Isabelle réside au château.
- De 1985 à 1989, Michel Polnareff, auteur-compositeur séjourna d'abord au manoir de Chaubuisson, puis à l'auberge Aux 3 Valets.

### Tourisme autour de Fontenay-Trésigny
La ville de Paris est située à environ 45 km au nord-ouest.

Le complexe touristique Disneyland Paris est situé à environ 25 km au nord à Marne-la-Vallée.

Le parc zoologique Parc des Félins est situé à environ 8 km à l'est à Nesles.

La ville de Provins est située à environ 40 km au sud-est.

La ville de Fontainebleau, son château et sa forêt sont situés à environ 45 km au sud.

Le château de Vaux-le-Vicomte est situé à environ 23 km au sud-ouest à Maincy.

### Fontenay-Trésigny et le cinéma
La commune a servi de tournage pour deux films :
- Le Capitaine Fracasse en 1960, au château du Vivier pour les scènes au château de Sigognac en ruine ;
- Darling en 2006[317].

La publicité « Monanville » du PMU fut également tournée à Fontenay-Trésigny.

### Héraldique et devise
| Blason de Fontenay-Trésigny | Blason  | Écartelé au 1) d’azur aux sept besants d’or ordonnés 3.3.1 au chef du même chargé d’un lion issant de gueules, au 2) d’argent au noyer de sinople, au chef de gueules chargé d’une croisette potencée d’argent, au 3) d’azur à l’épervier essorant d’or longé et grilleté du même au 4) de gueules à la bande d’or ; sur le tout de gueules à la porte d’argent. Devise / Cri'FIDELIS HISTORIAE AC FUTURO FIDES (fidèle à son histoire et confiant dans l’avenir) |
| Blason de Fontenay-Trésigny | Détails | L’écu est formé entre le XVIIIe et le XIXe siècle. Il est timbré de la couronne murale à trois tours crénelées. Il est soutenu par deux branches de chêne en sautoir, feuillées de sinople aux glands d’or, et retenant en pointe un listel d’argent chargé de la devise en lettre de sable Les quatre écartelés symbolisent l’histoire de Fontenay à travers les siècles : - Maison de Melun de la Borde : D'azur, à sept besants d'or, 3, 3 et 1, au chef d'or, ch. d'un lion issant de gueules (en haut à gauche), - Famille Nogaret de La Valette, 1570-1640 : D’argent au noyer de sinople, au chef de gueules chargé d’une croisette potencée d’argent (en haut à droite), - Famille Le Tonnelier de Breteuil, 1689-1751 : D’azur à l’épervier essorant d’or longé et grilleté du même (en bas à gauche), - Maison de Noailles, 1755-1837 : De gueules à la bande d’or ; sur le tout de gueules à la porte d’argent (en bas à droite). La couronne murale à trois tours crénelées rappelle que Fontenay fut une ville fortifiée. Le blason est une création de M. Marcel Collin en 1984 à la demande de M. Claude Arnaud, maire de la commune. |

#### Histoire
- Cercle Historique Fontenaisien, Le château de Fontenay dit « Château du duc d'Épernon », 2021, 88 p.
- Cercle Historique Fontenaisien, Les rues de Fontenay vous parlent, 2020, 135 p.
- Cercle Historique Fontenaisien, Fontenay-Trésigny Jadis et naguère, 2016, 160 p.
- Cercle Historique Fontenaisien, Centenaire 14-18, Guide Historique 2014, 52 p.
- Cercle Historique Fontenaisien, Les Fermes de Fontenay-Trésigny, Guide Historique 2012, 48 p.
- Cercle Historique Fontenaisien, Fontenay-Trésigny autrefois, 2009, 128 p.
- Cercle Historique Fontenaisien, Fontenay-Trésigny, Guide Historique 2008, 50 p.
- Cercle Historique Fontenaisien, Fontenay-Trésigny, Guide Historique 2006, 40 p.
- Christian de Bartillat, Au Village de Brie, Presses du Village, 1984, 352 p.
- Frédéric-Auguste Denis, Lectures sur l'histoire de l'agriculture en Seine-et-Marne, Presses du Village, 1982, 376 p.
- André Laurent, La Seine et Marne autrefois, Le Coteau, Roanne, Horvath, coll. « Vie quotidienne autrefois », 1982, 191 p. (ISBN 978-2-7171-0238-3, OCLC 10751561)
- François Palau et Maguy Palau, Le rail en France : le Second Empire, t. 1 : 1852-1857, Paris, F. et M. Palau, 1998, 215 p. (ISBN 978-2-9509421-1-1, OCLC 40636076)
- François Palau et Maguy Palau, Le rail en France : le Second Empire, t. 2 : 1858-1863, Paris, F. et M. Palau, 2001, 223 p. (ISBN 978-2-9509421-2-8, BNF 37658881)
- René-Charles Plancke, La vie rurale en Seine-et-Marne, 1853-1953, Dammarie-les-Lys, Éditions Amatteis, 1985, 255 p. (ISBN 978-2-86849-016-2, OCLC 10885889).
- René-Charles Plancke, Histoire de Seine-et-Marne : vie paysanne du Moyen âge au début du XXe siècle, Le Mée-sur-Seine, Editions Amatteis, 1986, 431 p. (ISBN 978-2-86849-034-6 et 2-868-49034-4, OCLC 17384919).
- Philippe Seydoux, Chateaux et manoirs de la Brie, Paris, Editions de la Morande, 1991, 112 p. (ISBN 978-2-902091-23-2 et 2-902-09123-0, OCLC 26238873)

#### Patrimoine architectural
- Collectif d’historiens, Le patrimoine des communes de Seine-et-Marne, deux tomes, Flohic Éditions, 2001, 1 508 p.  (ISBN 2-84234-100-7)
- Jean Rousseau, La Vallée de l'Yerres, Presses du Village, 1998, 71 p.  (ISBN 2-84100-158-X)